# 영국의 경제사

잉글랜드의 국내총생산(GDP), 1270년~2016년

영국의 경제사(영어: Economic history of the United Kingdom)는 웨일스가 1535년 이후 잉글랜드 왕국에 합병된 시점부터 21세기 초 현대의 그레이트브리튼 북아일랜드 연합 왕국에 이르기까지 영국의 경제발전을 다룬다.
스코틀랜드와 잉글랜드(1536년부터 잉글랜드의 일부로 취급된 웨일스 포함)는 1603년부터 공동 군주를 가졌지만, 1707년 연합법으로 통합될 때까지 경제는 별도로 운영되었다. 아일랜드섬은 1800년부터 1922년까지 영국 경제에 편입되었다. 1922년부터 아일랜드 자유국(현 아일랜드)은 독립하여 자체 경제 정책을 수립했다.
그레이트브리튼섬, 특히 잉글랜드는 18세기 중반에 시작된 산업 혁명의 발상지로서 1600년대 후반부터 1800년대 초반까지 세계에서 가장 부유한 경제 지역 중 하나가 되었다. 산업화로 인한 발전은 영국을 한 세기 이상 유럽 및 세계 경제, 정치, 군사 강국으로 만들었다. 산업화의 선구자였던 영국의 기업가들은 증기기관(펌프, 공장, 철도 기관차 및 증기선용), 직물 장비, 공구 제작, 전신 등의 혁신을 통해 제조업, 통신, 운송과 같은 분야에 혁명을 일으켰고, 철도 시스템을 개척했다. 이러한 많은 신기술로 영국은 다른 나라들이 사용하는 장비와 제품의 상당 부분을 생산하여 "세계의 공장"으로 알려지게 되었다. 영국의 사업가들은 국제 상업 및 은행업, 무역 및 해운 분야의 선두 주자였다. 그들의 시장은 독립적인 지역과 급속히 확장되는 대영 제국의 일부였던 지역을 모두 포함했으며, 이 제국은 1900년대 초까지 역사상 가장 큰 제국이 되었다. 1840년 이후, 중상주의 경제 정책은 포기되고 애덤 스미스의 국부론에서 처음으로 개괄된 더 적은 관세, 할당량 또는 제한이 있는 자유 무역으로 대체되었다. 영국의 세계적으로 지배적인 영국 왕립 해군은 영국의 상업적 이익, 해운 및 국제 무역을 보호했으며, 영국의 법률 시스템은 비교적 저렴하게 분쟁을 해결할 수 있는 시스템을 제공했고, 시티오브런던은 세계 경제의 중심이자 경제 수도 역할을 했다.
1870년부터 1900년까지 영국의 1인당 경제 생산량은 50퍼센트 증가했다(1인당 약 28파운드에서 1900년 41파운드로: 연평균 실질 소득 1% 증가). 이러한 성장은 생활 수준의 상당한 상승과 관련이 있었다. 그러나 이러한 상당한 경제 성장에도 불구하고, 일부 경제사학자들은 미국과 독일에서 산업 확장이 발생하면서 영국이 19세기 마지막 3분의 1 기간에 상대적인 경제 쇠퇴를 경험했다고 주장했다. 1870년 영국의 1인당 생산량은 오스트레일리아에 이어 세계에서 두 번째로 높았다. 1914년 영국의 1인당 소득은 뉴질랜드와 오스트레일리아에 이어 세계에서 세 번째로 높았다. 이 세 나라는 공통적인 경제, 사회, 문화적 유산을 공유했다. 1950년 영국의 1인당 생산량은 유럽 경제 공동체(EEC)의 6개 창립 회원국 평균보다 여전히 30퍼센트 높았지만, 20년 이내에 대부분의 서유럽 경제권에 추월당했다.
이러한 문제가 있는 실적에 대한 연속적인 영국 정부의 대응은 결국 유럽 연합이 된 곳에서 경제 성장 자극을 찾는 것이었다. 영국은 1973년에 유럽 공동체에 가입했다. 그 후 영국의 상대적인 경제 실적은 대침체 직전에 프랑스와 독일의 1인당 소득을 약간이나마 초과할 정도로 상당히 개선되었다. 또한 영국과 미국 간의 1인당 소득 격차는 크게 줄어들었다.

## 16세기~17세기

튜더 가문의 고대 문장

16세기와 17세기 동안 많은 근본적인 경제 변화가 일어났고, 이는 소득 증가를 가져왔으며 산업화의 길을 열었다. 1600년 이후, 북해 지역은 유럽의 주요 경제 중심지 역할을 지중해 지역(이 시점 이전에는 특히 이탈리아 북부가 유럽에서 가장 발전된 지역이었다)으로부터 넘겨받았다. 그레이트브리튼섬은 저지대 국가와 함께 이 무역의 선구자였던 스페인과 포르투갈보다 장기적으로 대서양과 아시아 무역의 확대로 더 많은 이익을 얻었는데, 근본적으로는 이 두 북유럽 국가의 주로 민간 소유 기업의 성공이 이베리아 반도의 성공적이지 못했던 국영 경제 시스템과는 대조적이었기 때문이다.
14세기 중반의 흑사병과 15세기 후반의 농업 불황 이후, 인구는 증가하기 시작했다. 모직물 제품의 수출은 제품이 유럽 대륙으로 수출되면서 경제 호황을 가져왔다. 헨리 7세는 1496년에 유리한 인터쿠르수스 마그누스 조약을 협상했다.
15세기 후반과 16세기 초반에 볼 수 있었던 높은 임금과 풍부한 토지는 일시적이었다. 인구가 회복되자 저임금과 토지 부족이 다시 찾아왔다. 20세기 초 역사가들은 경제를 전반적인 쇠퇴, 영지 재편성, 농업 위축으로 특징지었다. 후대 역사가들은 이러한 주제들을 버리고 중세 형태와 튜더 시대 발전 사이의 전환을 강조했다.
존 릴랜드는 1531년부터 1560년까지의 여행 중에 목격한 지역 경제에 대한 풍부한 설명을 남겼다. 그는 시장, 항구, 산업, 건물, 운송 연결망을 묘사했다. 그는 새로운 상업 및 산업 기회, 특히 직물 제조를 통해 일부 작은 마을이 확장되고 있음을 보여주었다. 그는 다른 마을들은 쇠퇴하고 있음을 발견했으며, 기업가와 자선가들의 투자가 일부 작은 마을들을 번성하게 만들었다고 시사했다. 조세는 경제 성장에 부정적인 요인이었는데, 소비가 아닌 자본 투자에 부과되었기 때문이었다.
데릭 허스트에 따르면, 정치와 종교를 제외하고 1640년대와 1650년대에는 제조업 성장, 금융 및 신용 상품의 정교화, 통신의 상업화로 특징지어지는 활기찬 경제를 볼 수 있었다. 젠트리들은 경마와 볼링과 같은 여가 활동을 위한 시간을 찾았다. 고등 문화에서는 대중 음악 시장의 발전, 과학 연구의 증가, 출판의 확장이 중요한 혁신으로 나타났다. 이 모든 경향은 새로 설립된 커피 하우스에서 심도 있게 논의되었다.

### 신용 및 통화량
이 시기에는 경제가 통화량보다 빠르게 성장했다. 귀금속의 희소성으로 인해 유통되는 동전이 거의 없었고, 대신 대부분의 거래는 신용으로 이루어졌다. 수많은 부채는 일반적으로 편리한 간격으로 열리는 정산 회의에서 해결되었다. 상호 부채는 상계되었고, 차액만 현금으로 지불하면 되었다. 그 외에 동전은 낯선 사람 간의 작은 거래, 세금 납부, 해외 무역과 같은 특정 목적에 사용되었다. 전체적으로 동전은 모든 교환의 10% 미만을 차지했다.
신세계의 스페인과 포르투갈 식민지는 유럽으로 대량의 은과 금을 수출했고, 그 중 일부가 잉글랜드의 통화량을 늘렸다. 맨체스터 대학의 누노 팔마 박사에 따르면, 이로 인해 잉글랜드 경제를 확장시키는 여러 결과가 있었다. 성장 패턴의 주요 특징은 전문화와 구조적 변화, 그리고 시장 참여의 증가였다. 새로운 화폐(은과 금) 공급은 통화량을 증가시켰다. 미래의 약속 어음으로 상환되는 약속 어음 대신, 상업 거래는 화폐로 지원되었다. 이는 거래 비용을 줄이고, 시장의 범위를 넓혔으며, 현금 거래에 참여할 인센티브와 기회를 열어주었다. 비단과 후추와 같은 아시아의 사치품에 대한 수요가 발생하여 새로운 시장이 형성되었다. 화폐 공급의 증가는 세금 징수를 더 쉽게 하여 정부가 재정 능력을 구축하고 공공재를 제공할 수 있도록 했다.
다양한 인플레이션 압력이 존재했다. 일부는 신세계 금의 유입과 인구 증가 때문이었다. 인플레이션은 대부분의 가구의 실질 부에 부정적인 영향을 미쳤다. 이는 빈부 격차가 심화되면서 사회적 혼란의 무대가 되었다. 이 시기는 시골 인구의 대부분에게 상당한 변화의 시기였으며, 영지 지주들이 인클로저 조치를 도입했다.

### 수출
수출은 특히 대영 제국 내에서 크게 증가했다. 주로 민간 소유 기업들이 영국령 서인도 제도, 영국령 북아메리카, 영국령 인도의 식민지들과 무역을 했다.
런던 상인 모험가 회사는 15세기 초에 시티오브런던의 주요 해외 상인들을 길드 형태의 규제된 회사로 모았다. 회원들의 주요 사업은 직물, 특히 표백되지 않은 양모 브로드클로스의 수출이었다. 이를 통해 다양한 외국 상품을 수입할 수 있었다. 당시의 무역 조건을 고려할 때, 잉글랜드는 상업적 이익을 추구하기 위해 아르메니아 상인들의 잉글랜드 무역 참여를 늘리는 공공 정책을 수립했다. 이에 따라 1688년 영국 동인도 회사와 키오자 파노스 칼란타르 사이에 런던에서 무역 협정이 체결되었다. 아르메니아 상인들은 잉글랜드에서 상업 활동을 수행할 특권을 얻었다. 잉글랜드는 유럽에서 아시아로 가는 주요 무역 경로를 변경하기를 원했고, 이제 아르메니아인들은 아라비아나 페르시아를 육로로 통과하는 대신 잉글랜드를 이용했다. 이 협정으로 잉글랜드는 당시 네덜란드와 프랑스가 세계 수출에서 가지고 있던 통제권을 장악하기를 원했다.

### 양모 산업
모직물은 주요 수출품이자 농업 다음으로 중요한 고용원이었다. 윌트셔 양모 산업의 황금기는 헨리 8세 시대였다. 중세 시대에는 원모가 수출되었지만, 이제 잉글랜드는 1,100만 마리의 양을 기반으로 한 산업을 갖게 되었다. 런던과 도시들은 상인들로부터 양모를 구매하여 농촌 가정으로 보냈고, 그곳에서 가족 노동자들이 양모를 직물로 만들었다. 그들은 양모를 씻고, 빗질하고, 실로 잣아, 그것을 직조기에 넣어 직물로 만들었다. 상인 모험가로 알려진 수출 상인들은 네덜란드와 독일, 그리고 다른 지역으로 모직물을 수출했다. 위그노들이 프랑스에서 오면서 산업을 확장시키는 새로운 기술이 들어왔다.
17세기 초 정부의 개입은 재앙으로 판명되었다. 한 새로운 회사는 의회를 설득하여 기존의 유서 깊은 상인 모험가 회사가 가지고 있던 독점권을 자신들에게 이전하도록 했다. 미완성 직물 수출이 완성된 제품 수출보다 훨씬 수익성이 낮다고 주장하며, 새로운 회사는 의회가 미완성 직물 수출을 금지하도록 만들었다. 시장에서는 대량의 미판매 재고가 쌓이고, 가격이 폭락하며, 실업률이 증가하는 엄청난 혼란이 발생했다. 가장 나쁜 것은 네덜란드가 보복하여 잉글랜드에서 완성된 직물의 수입을 거부했다는 것이다. 수출은 3분의 1로 감소했다. 빠르게 금지령이 해제되었고, 상인 모험가 회사는 독점권을 되찾았다. 그러나 무역 손실은 영구적이 되었다.

### 식단
식단은 주로 사회 계층에 따라 달랐다. 부자는 고기(쇠고기, 돼지고기, 사슴고기)와 흰 빵을 먹었고, 가난한 사람은 거친 검은 빵을 약간의 고기, 특히 크리스마스에 먹었다. 시골 가난한 사람들의 식단은 밀렵으로 보충되었다. 물은 종종 너무 불순하여 마실 수 없었기 때문에 모든 사람은 에일이나 사이다를 마셨다. 과일과 채소는 거의 먹지 않았다. 부자들은 묵은 소금에 절인 고기의 냄새를 상쇄하기 위해 값비싼 향신료를 사용했다. 감자는 아직 식단의 일부가 되지 않았다. 부자들은 페이스트리, 타르트, 케이크, 결정화된 과일, 시럽과 같은 디저트를 즐겼다.
부자들 사이에서는 사적인 환대가 예산에서 중요한 항목이었다. 몇 주 동안 왕실 일행을 접대하는 것은 귀족에게 파멸적일 수 있었다. 여행자를 위한 여관은 있었지만, 식당은 알려지지 않았다.
부자와 가난한 사람 모두 영양 결핍 식단을 가졌다. 식단에 채소와 과일이 부족하여 비타민 C 결핍을 일으켜 때로는 괴혈병으로 이어졌다.
무역과 산업은 16세기에 번성하여 잉글랜드를 더욱 번영하게 만들고 상류층과 중산층의 생활 수준을 향상시켰다. 그러나 하류층은 큰 혜택을 받지 못했고 항상 충분한 식량을 갖지는 못했다. 잉글랜드 인구가 자체 농산물로 먹고 살았기 때문에 1590년대의 연이은 흉작은 광범위한 고통을 초래했다.
17세기에는 식량 공급이 개선되었다. 잉글랜드는 1650년부터 1725년까지 식량 위기가 없었는데, 이 시기는 프랑스가 기근에 비정상적으로 취약했던 시기였다. 역사가들은 잉글랜드의 귀리 및 보리 가격이 밀 작물 실패 후 항상 증가하지는 않았지만, 프랑스에서는 그러했다고 지적한다.

### 빈곤

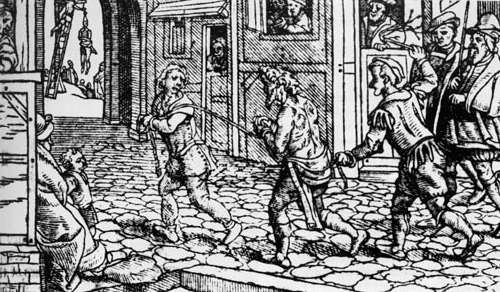
1536년경 목판화로 튜더 잉글랜드 거리에서 부랑자가 처벌받는 모습을 묘사

인구의 약 3분의 1은 빈곤하게 살았으며, 부유층은 자선을 통해 빈곤한 사람을 돕는 것이 기대되었다. 튜더 시대의 법은 신체 건강하지만 일자리를 찾을 수 없는 건강한 빈민에게 가혹했다. 일을 찾기 위해 교구를 떠난 사람들은 부랑자라고 불렸고, 종종 채찍질을 당하고 발목 차꼬에 채워지는 처벌을 받을 수 있었다. 이러한 대우는 그들이 "모(母) 교구"로 돌아가도록 장려하기 위해 가해졌다.

## 18세기

### 무역 국가
18세기는 기업가들이 전 세계로 사업을 확장하면서 번성했다. 1720년대까지 영국은 세계에서 가장 번성한 국가 중 하나였으며, 대니얼 디포는 다음과 같이 자랑했다.
"우리는 세계에서 가장 부지런한 민족이다. 거대한 무역, 풍부한 제조, 막대한 부, 보편적인 교류, 그리고 행복한 성공은 잉글랜드의 끊임없는 동반자였으며, 우리에게 근면한 민족이라는 칭호를 주었다."
다른 주요 강대국들이 주로 영토 확장과 왕조 보호(예: 합스부르크 왕가, 로마노프 왕조, 프로이센의 호엔촐레른가)에 동기를 부여받았던 반면, 영국은 다른 일련의 주요 관심사를 가졌다. 영국의 주요 외교 목표(침략으로부터 본토를 보호하는 것 외에)는 상인, 제조업자, 선주 및 금융가들을 위한 전 세계 무역망을 구축하는 것이었다. 이를 위해서는 어떤 경쟁자도 영국의 선박을 세계 무역 경로에서 쓸어버리거나 영국 섬을 침략할 수 없는 강력한 영국 왕립 해군이 필요했다. 런던 정부는 수많은 민간 자금 지원 런던 기반 기업들을 설립하여 무역 기지를 구축하고 전 세계에 수출입 사업을 개시함으로써 민간 부문을 강화했다. 각 기업에는 지정된 지리적 지역에 대한 무역 독점권이 부여되었다. 첫 번째 기업은 1555년에 러시아와 무역하기 위해 설립된 머스코비 회사였다. 다른 저명한 기업으로는 영국 동인도 회사와 캐나다의 허드슨 베이 회사가 있었다. 로열 아프리칸 컴퍼니는 1662년에 아프리카에서 금, 상아, 노예를 거래하기 위해 설립되었으며, 1672년에 재설립되어 대서양 노예 무역에 집중했다. 1740년부터 1783년까지 네 번의 주요 전쟁에 대한 영국의 개입은 무역 측면에서 상당한 이익을 가져왔다. 심지어 13개 식민지의 상실조차도 새로운 미국과의 매우 유리한 무역 관계에 의해 보상되었다. 영국은 인도와의 무역에서 지배력을 얻었으며, 서아프리카와 서인도 제도에서 시작된 매우 수익성 높은 노예, 설탕, 상업 무역을 크게 지배했다. 수출은 1700년 650만 파운드에서 1760년 1470만 파운드, 1800년 4320만 파운드로 급증했다. 다른 강대국들도 훨씬 작은 규모로 유사한 독점 사업을 설립했다. 네덜란드만이 영국만큼 무역을 강조했다.
대부분의 회사들은 좋은 이익을 얻었고, 인도에서는 막대한 개인 재산이 형성되었다. 그러나 막대한 손실을 초래한 큰 실패가 있었다. 남해 거품은 스캔들로 폭발한 사업이었다. 남해회사는 다른 무역 회사들과 매우 유사하게 설립된 민간 사업 회사로, 남아메리카에 초점을 맞추고 있었다. 실제 목적은 시장 조작과 투기를 통해 3천1백만 파운드에 달하는 이전의 고금리 정부 대출을 재협상하는 것이었다. 1720년에 4번 주식을 발행하여 약 8,000명의 투자자에게 도달했다. 주가는 주당 130파운드에서 1,000파운드로 매일 계속 치솟았고, 내부자들은 막대한 장부상 이익을 얻었다. 이 거품은 하룻밤 사이에 붕괴되어 많은 투기꾼들을 파산시켰다. 조사 결과 뇌물이 높은 곳까지, 심지어 왕에게까지 도달한 것으로 밝혀졌다. 그의 수석 장관인 로버트 월폴은 일부 패배자들이 망명하거나 자살했지만, 최소한의 정치적, 경제적 피해로 이를 마무리하는 데 성공했다.

### 중상주의 시대
대영 제국의 기초는 중상주의 시대에 세워졌으며, 이는 제국 외부 국가에 대한 수출을 최대화하고 수입을 최소화하며 경쟁 제국을 약화시키려는 경제 이론이었다. 18세기 대영 제국은 16세기 후반과 17세기 초에 형성되기 시작한 이전의 잉글랜드 해외 영토를 기반으로 했으며, 트리니다드 토바고, 바하마, 리워드 제도, 바베이도스, 자메이카, 버뮤다와 같은 서인도 제도의 섬들과 1776년에 미국이 된 13개 식민지 중 하나인 버지니아, 그리고 현재 캐나다인 캐나다 해양주에 잉글랜드 정착지가 있었다. 노예 제도가 경제의 기반이 된 카리브해의 설탕 플랜테이션 섬들은 잉글랜드의 가장 수익성 높은 식민지를 구성했다. 미국 식민지들도 남부에서 담배, 인디고, 쌀 재배에 노예 노동을 사용했다. 잉글랜드, 그리고 나중에 그레이트브리튼의 미국 제국은 전쟁과 식민지화를 통해 천천히 확장되었다. 7년 전쟁 동안 프랑스에 대한 승리는 그레이트브리튼에 현재의 캐나다 동부에 대한 통제권을 주었다.
중상주의는 영국이 식민지에 부과한 기본 정책이었다. 중상주의는 정부와 상인들이 정치적 힘과 개인적 부를 늘리는 것을 목표로 하는 파트너가 되어 다른 제국을 배제한다는 것을 의미했다. 정부는 무역 장벽, 규제, 국내 산업에 대한 보조금을 통해 상인들을 보호하고 다른 상인들을 막음으로써 수출을 극대화하고 수입을 최소화했다. 17세기 후반의 항해법은 중상주의 정책의 법적 기반을 제공했다. 이 법은 모든 무역이 영국 선박으로, 영국인 선원들에 의해 운송되도록 요구했다(이것은 나중에 1707년 연합법으로 스코틀랜드가 잉글랜드와 통합된 후 모든 영국인에게 확대되었다). 식민지 주민들은 생산물과 원자재를 우선 영국으로 보내야 했으며, 거기서 잉여분은 영국 상인들이 대영 제국 내 다른 식민지나 금은을 벌 수 있는 외부 시장에 재판매했다. 식민지들은 다른 국가나 경쟁 제국과 직접 무역하는 것이 금지되었다. 목표는 북아메리카와 카리브해 식민지를 영국으로 수출할 원자재를 생산하는 데 주력하는 종속적인 농업 경제로 유지하는 것이었다. 자국 산업의 성장은 식민지들이 완제품을 영국에 의존하도록 하기 위해 억제되었다.
정부는 밀수를 단속해야 했는데, 이는 18세기 프랑스, 스페인 또는 네덜란드와의 무역 제한을 회피하기 위한 미국인들의 선호 기술이 되었다. 중상주의의 목표는 무역 흑자를 내어 금과 은이 런던으로 흘러 들어오게 하는 것이었다. 정부는 관세와 세금을 통해 그 몫을 가져갔고, 나머지는 영국의 상인들에게 돌아갔다. 정부는 수입의 많은 부분을 훌륭한 영국 왕립 해군에 지출했는데, 이는 영국 식민지를 보호할 뿐만 아니라 다른 제국의 식민지를 위협하고 때로는 점령하기도 했다. 그리하여 영국 해군은 1664년에 뉴암스테르담(뉴욕)을 점령했다. 식민지들은 영국 산업을 위한 독점 시장이었고, 목표는 모국을 부유하게 하는 것이었다.

### 제조업
모직물 외에도 면, 실크, 린넨 직물 제조가 1600년 이후 중요해졌으며, 석탄과 철도 마찬가지였다.

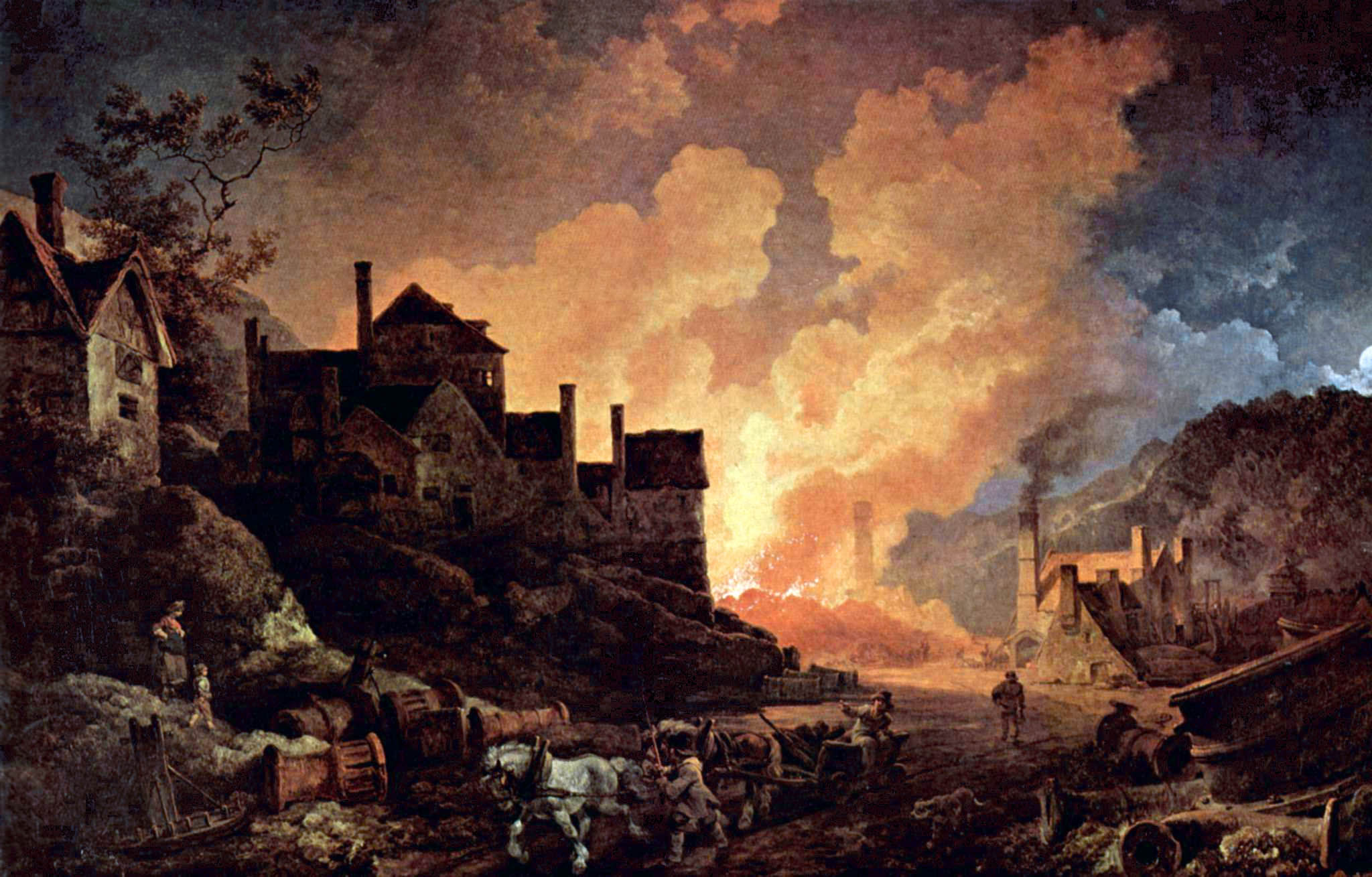
코울브룩데일 바이 나이트, 1801년. 코울브룩데일의 철 제조 공장을 밝히는 용광로들.

1709년, 에이브러햄 다비 1세는 목탄을 대체하여 코크스 연료 용광로를 사용하여 무쇠를 생산했지만, 여전히 용광로를 계속 사용했다. 그 결과로 값싼 철의 이용 가능성은 산업 혁명으로 이어진 요인 중 하나였다. 18세기 말, 무쇠는 더 저렴했기 때문에 특정 용도로 연철을 대체하기 시작했다. 철의 탄소 함량은 18세기까지 연철, 무쇠, 강철의 특성 차이에 대한 이유로 지목되지 않았다.

### 산업 혁명

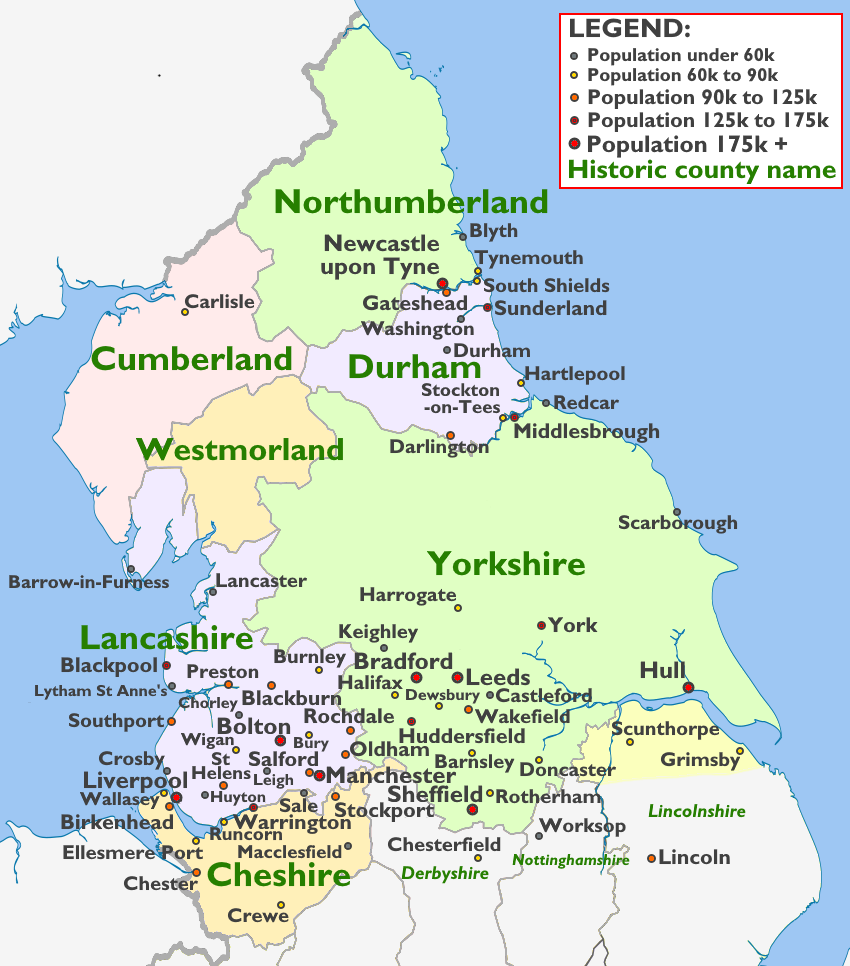
산업 혁명은 특히 북부 잉글랜드에서 대규모 도시화를 이끌었다.

대략 1770년대부터 1820년대까지의 기간 동안 영국은 주로 농업 경제를 세계 최초의 산업 경제로 변화시킨 급속한 경제 변화 과정을 경험했다. 이 현상은 "산업 혁명"으로 알려져 있으며, 변화가 영국 전역의 많은 지역, 특히 발전하는 도시에서 광범위하고 영구적이었기 때문이다.
경제, 제도, 사회적 변화는 산업 혁명 출현의 근본적인 요소였다. 유럽 대부분 지역에서 절대주의가 일반적인 통치 형태였던 반면, 영국에서는 1640년과 1688년 혁명 이후 근본적으로 다른 권력 균형이 형성되었다. 새로운 제도적 구조는 재산권과 정치적 안전을 보장함으로써 경제적으로 번성하는 중산층의 출현을 뒷받침했다. 또 다른 요인은 이 시기 동안 결혼 패턴의 변화이다. 늦은 결혼은 젊은이들이 더 많은 교육을 받을 수 있도록 하여 인구의 인적 자본을 더 많이 구축했다. 이러한 변화는 이미 상대적으로 발전된 노동 및 금융 시장을 강화하여 18세기 중반부터 시작된 산업 혁명의 길을 열었다.
그레이트브리튼섬은 기업가들이 산업 혁명을 개척할 수 있도록 하는 법적 및 문화적 토대를 제공했다. 18세기 후반부터 영국 경제의 이전 수동 노동 및 동물 기반 경제에서 기계 기반 제조업으로의 전환이 시작되었다. 이는 섬유 산업의 기계화, 제철 기술의 발전, 코크스 사용 증가와 함께 시작되었다. 무역 확장은 운하, 개선된 도로, 철도의 도입으로 가능해졌다. 공장들은 수천 명의 사람들을 농업의 낮은 생산성 일자리에서 높은 생산성의 도시 일자리로 끌어들였다.
주로 석탄으로 연료를 공급하는 증기기관의 도입, 수차와 동력 기계(주로 섬유 제조)의 광범위한 활용은 생산 능력의 극적인 증가를 뒷받침했다. 19세기 첫 두 decades에 걸쳐 모든 금속 공작기계의 개발은 다른 산업에서 제조를 위한 더 많은 생산 기계의 제조를 용이하게 했다. 이러한 영향은 19세기 동안 서유럽과 북미 전역으로 퍼져나가 결국 세계 대부분 지역에 영향을 미쳤으며, 이는 산업화가 계속되는 과정이다. 역사가 엠마 그리핀은 영국의 산업 혁명 형성에 증기기관의 역할에 특별한 중요성을 두었다.
막스 베버에 따르면, 이러한 변화 과정의 기초는 17세기 청교도들의 청교도 윤리에서 찾을 수 있다. 이는 혁신에 몰두하고 직업 윤리에 헌신하는 현대적인 인물을 탄생시켰고, 근대화의 이점을 인지하는 지주 및 상인 엘리트와 점차 저렴한 식량 공급을 생산할 수 있는 농업 시스템을 고취시켰다. 여기에 문해력을 높이고 숙련된 장인들 사이에 "프로테스탄트 윤리"를 심어준 종교적 비순응주의의 영향도 추가되어야 한다.
18세기 전반기에 시작된 장기간의 풍년은 가처분 소득의 증가와 그에 따른 공산품, 특히 직물에 대한 수요 증가를 가져왔다. 존 케이가 발명한 나는 북은 더 넓은 천을 더 빠르게 짤 수 있게 했지만, 동시에 충족될 수 없는 실에 대한 수요를 창출했다. 따라서 산업 혁명과 관련된 주요 기술 발전은 방직과 관련이 있었다. 제임스 하그리브스는 여러 개의 방적기 역할을 할 수 있는 장치인 제니 방적기를 만들었다. 그러나 이 발명품은 손으로 작동할 수 있었지만, 리처드 아크라이트가 발명한 수력 방적기는 수차로 동력을 공급할 수 있었다. 실제로 아크라이트는 영국에서 공장제도의 광범위한 도입에 기여한 것으로 평가되며, 영국 역사상 성공적인 공장주이자 산업가의 첫 번째 사례이다. 그러나 수력 방적기는 곧 새뮤얼 크럼프턴이 발명한 뮬 정방기(수력 방적기와 제니 방적기의 교배종)에 의해 대체되었다. 뮬 정방기는 나중에 스톡포트의 호록스 씨에 의해 철로 제작되었다.
수력을 이용했기 때문에 초기 공장들은 시내나 강가에 시골 지역에 건설되었다. 스코틀랜드의 뉴 래너크 방직 공장과 같이 그 주변에 노동자 마을이 형성되었다. 이러한 방적 공장들은 구식 느린 장비로 시골 오두막에서 방직이 이루어지던 가내수공업의 쇠퇴를 가져왔다.
증기기관이 발명되어 곧 폭포와 마력을 능가하는 동력원이 되었다. 최초의 실용적인 증기기관은 토머스 뉴커먼이 발명했으며, 광산에서 물을 퍼내는 데 사용되었다. 훨씬 더 강력한 증기기관은 제임스 와트가 발명했으며, 기계를 구동할 수 있는 왕복 기관을 가지고 있었다. 최초의 증기 구동 방직 공장은 18세기 마지막 분기에 나타나기 시작했으며, 이는 산업 혁명을 도시 현상으로 변화시켜 산업 도시의 출현과 급속한 성장에 크게 기여했다.
직물 무역의 진보는 곧 원자재의 초기 공급을 능가했다. 19세기 전환기에 잉글랜드 북서부에서는 수입된 미국 면화가 양모를 대체했지만, 요크셔에서는 양모가 여전히 주요 직물이었다. 직물은 이 시기 기술 변화의 촉매제로 확인되었다. 증기력의 적용은 석탄 수요를 자극했고, 기계 및 철도 수요는 철강 산업을 자극했으며, 원자재 운반 및 완제품 수출을 위한 운송 수요는 운하 시스템과 (1830년 이후) 철도 시스템의 성장을 자극했다.
이러한 전례 없는 경제 성장은 국내 수요만으로는 유지될 수 없었다. 기술과 공장 시스템의 적용은 영국의 제조업자들이 전 세계로 저렴한 직물 및 기타 품목을 수출할 수 있도록 하는 대량생산 및 비용 효율성을 창출했다.
월트 휘트먼 로스토는 1790년대를 산업 혁명의 "이륙" 시기로 상정했다. 이는 이전에 국내외 자극에 반응하던 과정이 스스로를 먹여 살리기 시작했으며, 지속적인 산업 및 기술 확장의 막을 수 없고 되돌릴 수 없는 과정이 되었다는 것을 의미한다.
18세기 후반과 19세기 초반에 일련의 기술 발전이 산업 혁명으로 이어졌다. 영국의 세계 최고 무역국 지위는 연구와 실험에 자금을 지원하는 데 도움이 되었다. 또한 이 나라는 새로운 혁명의 주요 연료인 석탄의 세계 최대 매장량을 보유하고 있었다.
또한 애덤 스미스의 자본주의가 우세해지면서 중상주의를 거부하는 것에 의해 추진되었다. 중상주의에 대한 투쟁은 리처드 코브든, 조지프 흄, 프랜시스 플레이스, 존 로벅과 같은 여러 자유주의 사상가들에 의해 주도되었다.
일부 학자들은 영국이 많은 해외 식민지에서 얻은 천연 자원이나 금융 자원의 중요성, 또는 아프리카와 카리브해 간 영국 노예 무역에서 얻은 이익이 산업 투자를 촉진하는 데 도움이 되었다고 강조하며, "영국 상품의 더 큰 시장, 영국 투자자에게 더 큰 이익, 신흥 산업 부문에 대한 더 많고 저렴한 원자재, 그리고 국내 산업이나 다른 해외 시장이 제공하는 것보다 영국 소비자에게 더 많은 인센티브"를 언급한다.
산업 혁명은 영국 경제와 사회에 급격한 변화를 가져왔다. 이전에는 대규모 산업이 동력을 얻기 위해 숲이나 강 근처에 있어야 했다. 석탄 연료 엔진의 사용으로 대규모 도시 중심지에 위치할 수 있게 되었다. 이 새로운 공장들은 이전 시대의 가내수공업보다 상품 생산에 훨씬 효율적인 것으로 입증되었다. 이러한 제조된 상품은 전 세계로 판매되었고, 원자재와 사치품은 영국으로 수입되었다.

### 제국
산업혁명 기간 동안 제국의 중요성은 감소하고 평판도 나빠졌다. 미국 독립 전쟁(1775-1783)에서의 영국 패배는 가장 크고 발전된 식민지들을 잃게 만들었다. 이 손실은 식민지가 본국 경제에 특히 경제적으로 유익하지 않다는 인식을 가져왔다. 식민지 점령 비용이 종종 납세자에게 돌아오는 재정적 수익을 초과한다는 점이 인식되었다. 다시 말해, 해외 정치체가 명목상 주권 국가든 아니든 무역이 계속될 것이기 때문에 형식적인 제국은 큰 경제적 이점을 제공하지 못했다. 미국 혁명은 영국이 식민지의 방어와 통치 비용을 지불하지 않고도 식민지와의 무역을 여전히 통제할 수 있다는 것을 보여줌으로써 이를 입증하는 데 도움이 되었다. 이는 영국이 식민지에 자치권을 부여하도록 장려했고, 캐나다는 1867년에 통합되고 대체로 독립했으며, 오스트레일리아는 1901년에 그 뒤를 따랐다.

### 나폴레옹 전쟁
나폴레옹에 맞서 영국이 성공하는 데 결정적인 요인은 영국의 우월한 경제 상황이었다. 영국은 국가의 산업 및 재정 자원을 동원하여 프랑스 제1제국을 패배시키는 데 활용할 수 있었다. 인구 1600만 명인 영국은 인구 3000만 명인 프랑스의 절반 정도에 불과했다. 병력 측면에서 프랑스의 수적 우위는 오스트리아와 러시아 병력의 상당 부분에 대한 영국 보조금으로 상쇄되었으며, 1813년에는 약 45만 명에 달했다.
가장 중요한 것은 영국의 국가 생산량이 강하게 유지되었다는 점이다. 직물과 철 생산량은 급격히 증가했다. 대포와 탄약 수요가 끊이지 않으면서 철 생산량은 확대되었다. 농산물 가격은 급등했으며, 이곳저곳에서 식량 부족 현상이 나타났음에도 불구하고 농업의 황금기였다. 1800-01년 식량 부족 기간 동안 콘월, 데번, 서머싯에서 폭동이 발생했다. 폭도들은 상인들에게 재고를 내놓으라고 강요했으며, 식량은 대중 위원회에 의해 배고픈 사람들에게 배포되었다. 웰스는 이러한 소요 사태가 즉각적인 식량 부족을 훨씬 넘어선 깊은 사회적 불만을 나타낸다고 결론 내렸다. 그러나 전반적으로 곡물 생산량은 1795년에서 1815년 사이에 50% 증가했다.
완제품을 대륙으로 밀수하는 시스템은 시장을 차단하여 영국 경제를 파탄시키려는 프랑스의 노력을 무산시켰다. 잘 조직된 비즈니스 부문은 군대가 필요한 제품을 공급했다. 영국 직물은 영국 군복뿐만 아니라 동맹국과 심지어 프랑스 군인들의 옷까지 공급했다. 영국은 경제력을 사용하여 영국 왕립 해군을 확장하여 1793년 전쟁 시작 8년 만에 프리깃함 수를 두 배로 늘리고 대형 전함 수를 50% 증가시켰으며, 선원 명단을 15,000명에서 133,000명으로 늘렸다. 한편 프랑스는 해군이 절반 이상으로 줄어들었다.

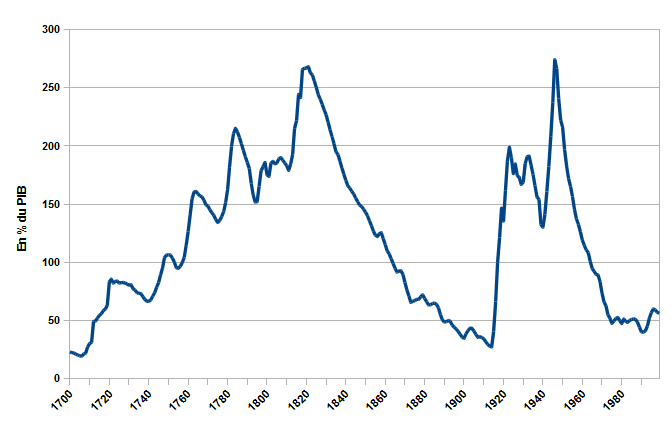
영국의 국가 채무는 나폴레옹 전쟁이 끝날 무렵 GDP 대비 사상 최고치를 기록했지만, 1914년까지 대부분 상환되었다.

1814년 영국 예산은 6천6백만 파운드에 달했으며, 이 중 해군에 1천만 파운드, 육군에 4천만 파운드, 동맹국에 1천만 파운드, 국채 이자로 3천8백만 파운드가 포함되었다. 국채는 6억7천9백만 파운드로 치솟았으며, GDP의 두 배 이상이었다. 이는 토지세와 새로운 소득세 인상에도 불구하고 수십만 명의 투자자와 납세자에 의해 기꺼이 지지되었다. 전쟁의 총 비용은 8억3천1백만 파운드에 달했다. 반면 프랑스의 금융 시스템은 미흡했으며 나폴레옹 군대는 부분적으로 정복된 땅에서 징발에 의존해야 했다.

#### 장기적인 긍정적 영향
오브라이언은 1793~1815년 전쟁의 장기적인 경제적 영향을 조사하고, 노동 계급에 대한 피해를 제외하고는 일반적으로 긍정적이었다는 것을 발견했다. 경제는 군대와 해군으로 인력 전환으로 인해 피해를 입지 않았다. 파괴와 강제적인 국가 부의 이전 측면에서 영국은 오히려 이득을 보았다. 영국이 해양을 통제함으로써 자유 무역 세계 경제를 창출하는 데 최적의 조건을 제공했으며, 영국이 세계 해상 운송 무역과 금융 지원 서비스의 대부분을 차지하는 데 도움이 되었다. 건설업을 제외하고는 농업과 대부분의 산업에 긍정적인 영향을 미쳤다. 자본 형성 속도는 다소 둔화되었으며, 전쟁이 없었다면 국민 소득은 더 빠르게 성장했을 수도 있다. 가장 부정적인 영향은 도시 노동 계급의 생활 수준 하락이었다.

## 19세기
19세기 영국은 세계에서 가장 부유하고 선진적인 경제를 가졌으며, 19세기 아일랜드는 그 세기에 유럽에서 최악의 기근을 겪었다. 1780년부터 1870년까지 90년 동안 1인당 실질 GDP는 거의 두 배로 증가하여 1인당 3263달러에 달했다. 이는 미국 1인당 GDP보다 3분의 1 더 많았고, 프랑스와 독일보다 70% 더 많았다. 경제는 세계에서 가장 산업화되었으며, 1870년에는 인구의 3분의 1이 제조업에 고용되었다(동시에 미국 노동력의 6분의 1이 제조업에 고용되었다). 정량화 가능한 증기력 수준(산업 및 철도 여행 모두)은 1880년에 7,600 마력으로 측정되었으며, 미국만이 이를 능가했다. 도시화는 너무 강렬하여 1901년에는 영국 인구의 80%가 도시에 살았다. 인구 5만 명 이상의 도시 수는 1847년에서 1850년 사이에 32개에 달하여 독일의 두 배, 미국의 거의 다섯 배에 달했다. 1901년까지 5만 명 이상의 인구 기준을 충족하는 영국 도시는 74개였다.

### 자유 무역

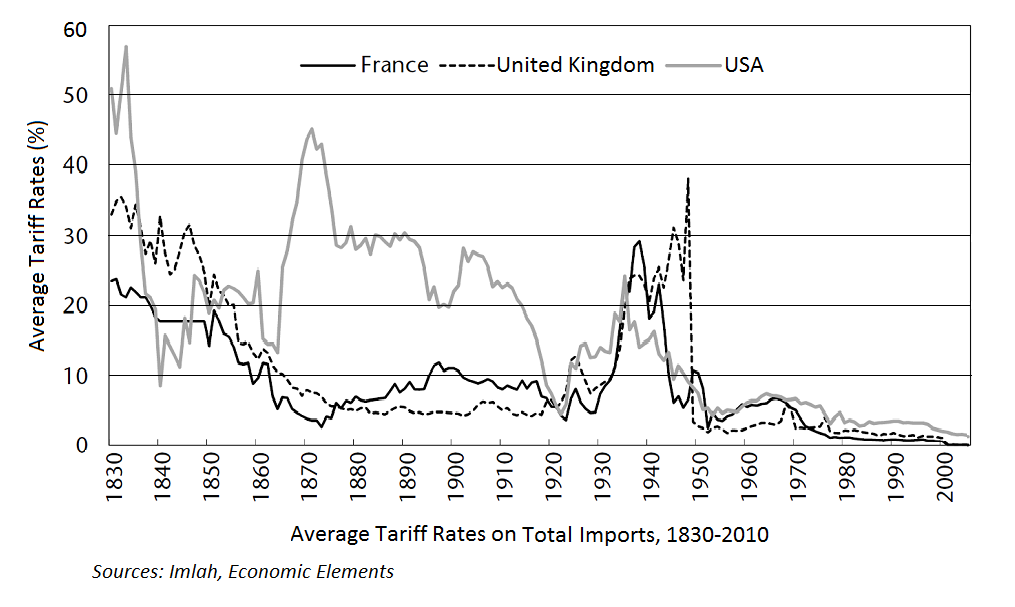
관세율(프랑스, 영국, 미국)

자유 무역은 1780년경 지적으로 확립되었고, 애덤 스미스와 같은 정치 이론가들의 이례적으로 강력한 영향력 덕분에 1840년대에 실행되었다. 그들은 이전의 중상주의 정책이 영국 경제를 억압했으며, 자유로워지면 세계 무역을 지배할 것이라고 설득력 있게 주장했다. 예측대로, 1850년대에는 영국이 세계 무역을 지배하는 것이 분명해졌다.
1840년 이후 영국은 자유 무역에 경제를 전념했으며, 장벽이나 관세가 거의 없었다. 이는 1846년 수입 곡물에 높은 관세를 부과했던 곡물법의 폐지에서 가장 분명하게 드러났다. 이 법의 폐지로 영국 시장은 무제한 경쟁에 개방되었고, 곡물 가격은 하락했으며, 영국 내 식량은 더욱 풍부해졌다. 그러나 1840년대에 유럽 최악의 기근을 겪었던 아일랜드에서는 그렇지 않았다. 1842년에 로버트 필 경 정부는 연간 소득 150파운드 이상에 대해 7펜스(약 3%)의 소득세를 재도입하여 수입 손실을 보전하고 700개 이상의 품목에 대한 수입 관세를 폐지할 수 있었다.
1815년부터 1870년까지 영국은 세계 최초의 근대 산업화 국가가 된 이점을 누렸다. 영국은 스스로를 "세계의 공장"이라고 불렀는데, 이는 영국의 완제품이 다른 거의 모든 시장에서 비슷한 현지 생산품보다 효율적이고 저렴하게 생산될 수 있다는 의미였다. 특정 해외 시장의 정치적 조건이 충분히 안정적이라면, 영국은 공식적인 통치나 중상주의에 의존하지 않고 자유 무역만으로 그 경제를 지배할 수 있었다. 영국은 심지어 독일, 프랑스, 벨기에, 미국과 같은 국가들의 제조업 제품 수요의 절반을 공급하고 있었다. 1820년까지 영국 수출의 30%가 제국으로 갔으며, 1910년까지는 35%로 서서히 증가했다. 19세기 후반까지 인도는 수입과 수출 모두에서 영국의 경제적 보석으로 남아 있었다. 1867년 영국이 제국에 수출한 총액이 5천만 파운드였을 때, 그 중 2천1백만 파운드는 인도 시장에서만 벌어들였다. 인도 다음으로, 하지만 훨씬 뒤처져, 영국에서 수입한 총액이 8백만 파운드인 오스트레일리아, 그 다음 캐나다(5백8십만 파운드), 홍콩(2백5십만 파운드), 싱가포르(2백만 파운드), 뉴질랜드(1백6십만 파운드)였다. 이러한 수치들이 의심할 여지 없이 중요했지만, 이는 총 영국 수출의 3분의 1을 조금 넘는 비율이었고, 40여 년 전과 같은 비율이었다.
석탄, 철, 주석, 고령석을 제외한 대부분의 원자재는 수입해야 했으며, 1830년대에는 주요 수입품이 (순서대로): 원면(미국 남부에서), 설탕(서인도 제도에서), 양모, 비단, 차(중국에서), 목재(캐나다에서), 와인, 아마, 가죽, 수지였다. 1900년까지 영국의 세계 시장 점유율은 총 수입의 22.8%로 급증했다. 1922년까지 세계 시장 점유율은 총 수출의 14.9%, 제조 수출의 28.8%였다.
그러나 1890년대에 영국은 자유 무역 정책을 고수했지만, 주요 경쟁국인 미국과 독일은 각각 높고 중간 정도의 관세를 채택했다. 미국의 중공업은 영국보다 빠르게 성장했으며, 1890년대에는 세계 시장에서 영국 기계 및 다른 제품들과 경쟁하게 되었다.

#### 자유 무역 제국주의
역사학자들은 1840년대에 영국이 자유 무역 정책을 채택했으며, 이는 제국 전역의 개방 시장과 무관세를 의미한다는 데 동의한다. 역사가들 사이의 논쟁은 자유 무역의 실제 함의에 관한 것이다. "자유 무역 제국주의"는 존 갤러거와 로널드 로빈슨이 1952년에 발표한 매우 영향력 있는 기사이다. 그들은 1880년대의 신제국주의, 특히 아프리카 분할이 자유 무역 원칙에 기반한 비공식 제국이 공식적인 제국적 통제보다 선호되었던 장기 정책의 연속이라고 주장했다. 이 기사는 케임브리지 역사학파를 시작하는 데 도움이 되었다. 갤러거와 로빈슨은 영국 경험을 사용하여 이전 역사가들의 전부 아니면 전무 사고방식을 쓸어버린 유럽 제국주의를 이해하기 위한 틀을 구축했다. 그들은 유럽 지도자들이 "제국주의"가 식민지 지역에 대한 한 정부의 형식적이고 법적인 통제에 기반해야 한다는 개념을 거부했다는 것을 발견했다. 훨씬 더 중요한 것은 독립 지역에서의 비공식적인 영향력이었다. 윌리엄 로저 루이스에 따르면, "그들의 견해에 따르면, 역사가들은 공식적인 제국과 빨간색으로 칠해진 세계 지도에 매료되어 왔다. 영국 이민, 무역, 자본의 대부분은 공식적인 대영 제국 외부 지역으로 갔다. 그들의 사고의 핵심은 '가능하면 비공식적으로, 필요하면 공식적으로'라는 제국의 개념이다." 오론 헤일은 갤러거와 로빈슨이 아프리카에서의 영국 개입을 살펴보면서, "자본가는 거의 없고, 자본은 더 적으며, 식민지 확장을 전통적으로 주장하는 사람들의 압력도 많지 않다는 것을 발견했다. 내각의 합병 또는 비합병 결정은 일반적으로 정치적 또는 지정학적 고려 사항에 따라 이루어졌다."고 말한다.
20세기 말의 논쟁을 검토하면서, 역사학자 마틴 린은 갤러거와 로빈슨이 영향을 과장했다고 주장한다. 그는 영국이 많은 지역에서 경제적 이익을 증대시키는 목표를 달성했지만, "사회를 '재생'시키고 그로 인해 영국의 경제적 이익에 '조공국'으로 연결되는 지역을 창출한다는 더 넓은 목표는 달성되지 않았다"고 말한다. 그 이유는 다음과 같다.
세계 무역을 통해 세계를 재편하려는 목표와 그 해외 확장은 영국 정책 입안자들의 잘못된 낙관론과 세계에 대한 부분적인 견해에서 비롯된 것이지, 19세기 중반 세계의 현실에 대한 이해에서 비롯된 것이 아니다. ... 영국이 창출할 수 있었던 무역량과 투자량은 제한적이었다. ... 현지 경제와 현지 정권은 영국 무역과 투자의 도달 범위를 제한하는 데 능숙한 것으로 입증되었다. 외국 침투에 대한 현지 장애물, 주민들의 낮은 구매력, 현지 제조업의 회복력, 그리고 현지 기업가들의 능력은 이러한 지역들이 영국의 경제적 침투에 효과적으로 저항했음을 의미한다.

### 농업
수입 식량에 대한 자유 시장은 1846년 곡물법 폐지의 주된 요인이었고, 세계 농산물 생산이 증가하면서 영국 소비자들에게 장기적인 이점을 가져왔다. 1840년대에 아일랜드 대기근이 발생한 아일랜드 소비자들은 같은 정도로 혜택을 받지 못했다. 처음에는 영국 농업이 우월한 생산성 덕분에 곡물법 폐지 이후에도 버티고 번성할 수 있었는데, 이는 즉각적인 농업 황폐화를 경고했던 지주들의 우려와는 상반되는 결과였다. 1870년대에는 미국 중서부와 캐나다 내륙 지역이 기계화된 경작에 개방되면서 세계 곡물 가격이 급격히 하락하기 시작했다. 낮은 세계 운송 비용과 결합하여 곡물 쿼터의 평균 가격은 1867-71년 56실링에서 1894-98년 27실링 3펜스로 떨어졌다. 이는 생활비를 낮추고 영국이 빠르게 성장하는 인구의 요구를 충족시킬 수 있도록 했다(곡물 수입량은 1870년에서 1914년 사이에 세 배로 증가했으며, 인구는 1871년에서 1901년 사이에 43% 증가했다). 또한 1870년대 후반에 시골 지역에서 영국 농업 대공황을 야기했는데, 연이은 흉작과 훨씬 저렴한 외국 곡물 가격이 영국 농업 부문의 장기적인 쇠퇴를 초래했다. 이스트앵글리아와 같은 밀 생산 지역은 특히 큰 타격을 입었으며, 전체 밀 재배는 1870년 농업 생산량의 13%에서 1900년 4%로 감소했다. 지주들은 국내 농업을 보호하기 위해 곡물법 재도입을 주장했지만, 벤저민 디즈레일리 총리는 보호주의로 돌아가는 것이 영국 제조업 우위를 위협할 것이라고 주장하며 이를 거부했다.
일반적인 수요 부진 외에도, 증기기관을 동력으로 하는 탈곡기, 예초기, 수확기 도입으로 대표되는 영국 농업의 기계화 증가는 농촌 노동자들의 실업을 증가시켰다. 그 결과는 농촌에서 도시로의 이주 가속화였으며, 공장, 가사 서비스 및 기타 직업에서 더 나은 임금과 더 많은 기회를 제공했다. 농촌 남성 노동력은 1861년에서 1901년 사이에 40% 감소했으며, 농업이 국가 부에서 차지하는 비율은 1851년 20.3%에서 1901년에는 6.4%에 불과했다. 이 불황은 식량뿐만 아니라 한때 중요한 분야였던 양모 생산자에게도 적용되었는데, 호주와 뉴질랜드에서 값싼 양모 수입이 넘쳐나면서 타격을 입었다. 19세기 후반에는 우유와 고기와 같이 신선도가 필수적인 특정 유형의 농산물만이 국내에서 강한 수요를 누렸다.
19세기 후반 수십 년 동안 농업의 수익성 하락은 영국 지주들이 익숙한 생활 방식을 유지하기 어렵게 만들었다. 수세기 동안 영국 귀족을 지탱했던 토지 소유와 부의 연관성은 불가피한 쇠퇴를 시작했다. 임대료는 1870년대 중반에서 1890년대 중반 사이에 약 26% 하락했으며, 경작지 면적도 약 19% 감소했다. 1809년에서 1879년 사이에 영국 백만장자의 88%는 지주로 정의되었다. 이 비율은 산업과 금융에서 새로운 금권정치 계층이 등장하면서 1880년에서 1914년 사이에 33%로 떨어졌다.

### 경기후퇴

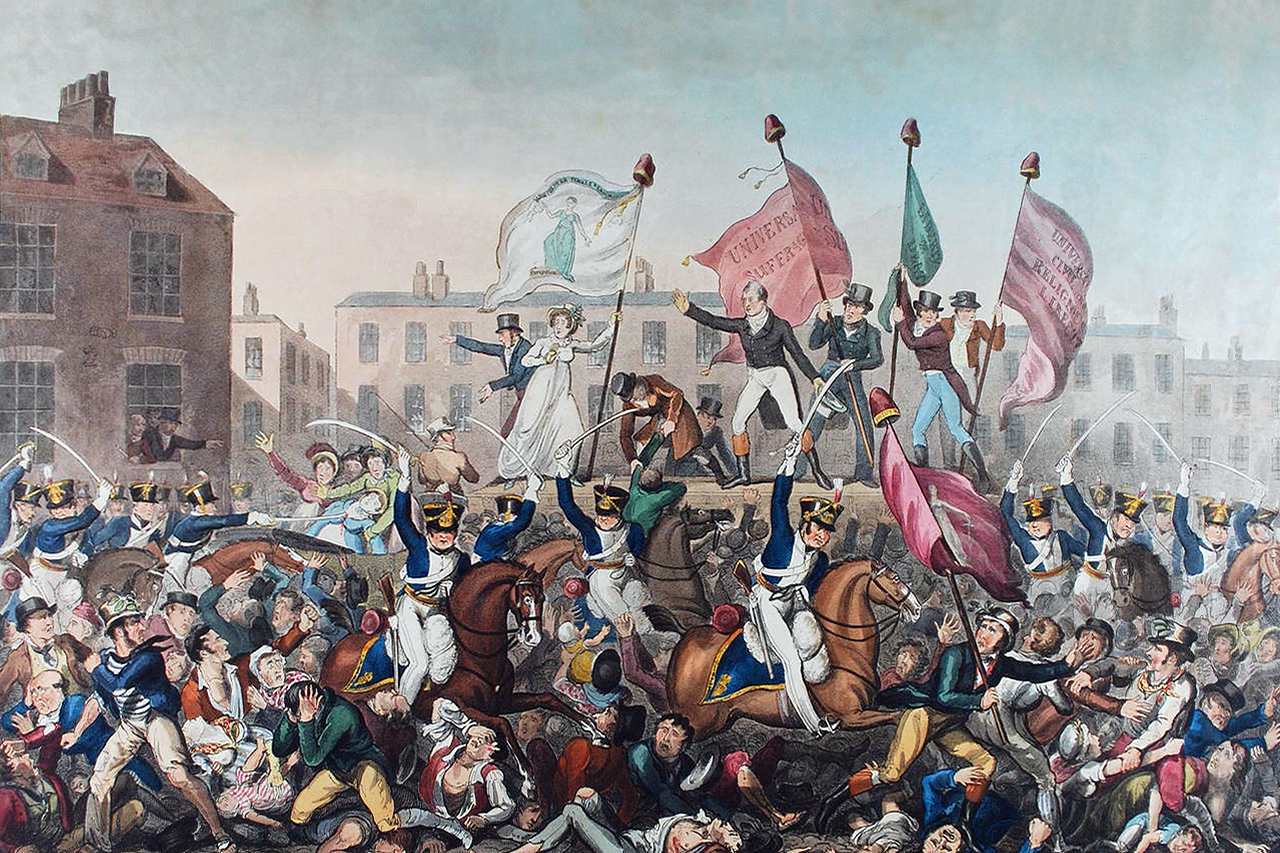
1819년 피털루 학살

영국의 19세기 경제 성장은 빈번하고 때로는 심각한 경기후퇴로 인해 어려움을 겪었다. 1815년 전쟁 종식 후의 나폴레옹 전쟁 후의 불황은 몇 년간의 흉작으로 유발되었으며, 이는 1815년 곡물법으로 악화되었다. 이 법은 수입 식량에 높은 관세를 부과하여 임금이 하락하는 동안 곡물 가격을 인위적으로 높게 유지했다. 일찍이 1816년에는 높은 곡물 가격으로 인해 이스트앵글리아와 잉글랜드 북부와 같은 지역에서 기근과 불안이 발생했으며, 폭도들은 곡물 창고를 점령하고 이익을 보는 것으로 의심되는 사람들과 상인들의 집을 공격했다. 높은 식량 가격은 전반적인 소비 감소와 결과적으로 산업 생산 및 고용 감소를 초래했다. 노동자들의 불만은 1819년 피털루 학살에서 당국과의 비극적인 대결로 최고조에 달했는데, 당시 영국 기병대가 맨체스터에서 6만에서 8만 명의 시위대 군중을 향해 돌진하여 5명을 죽이고 700명에 달하는 사람들을 부상시켰다.

"굶주린 40년대"의 경기 침체는 1820년대의 경기 침체와 유사했다. 1815년 이후의 시기처럼, 1840년대의 경기 침체는 연이은 흉작으로 인해 발생했으며, 이번에는 북유럽의 비정상적으로 습하고 추운 날씨로 인해 감자에 영향을 미치는 역병으로 인해 악화되었다. 인구가 생존을 위해 감자에 크게 의존했던 아일랜드가 가장 큰 피해를 입었다. 영국 본토에서는 스코틀랜드 고지와 아우터헤브리디스 지역이 감자 역병으로 가장 큰 피해를 입었다(일부 지역은 인구가 50%까지 감소했다). 곡물법은 아일랜드와 스코틀랜드의 굶주리는 사람들에게 식량을 수입하는 영국 정부의 능력을 저해했으며, 이는 보수당 총리 로버트 필 경이 의회의 지주들의 이익에 반하여 1846년 6월 곡물법 폐지를 강제하도록 이끌었다. 폐지는 1849년까지 단계적으로 이루어졌으며, 이때까지 아일랜드와 고지대는 기근이나 이주로 인해 인구의 상당 부분을 잃었다. 아일랜드 기근에 대한 영국 정부의 구호 자금은 그 해의 재정 위기로 인해 1847년에 급격히 삭감되었다. 많은 사람들이 위기를 필의 더 넓은 경제 정책 탓으로 돌렸지만, 곡물법 폐지는 철도의 천문학적인 성장과 결합하여 1850년대에 영국을 경기 침체에서 벗어나게 하는 데 기여했으며, 이후 수십 년 동안 인구와 생산량의 꾸준한 성장을 위한 기반을 제공했다.

### 철도
영국은 현대적인 철도 시스템을 발명하고 전 세계에 수출했다. 이는 석탄 운반에 말을 사용했던 영국의 정교한 운하 및 도로 시스템에서 발전한 것이다. 가정용 난로의 국내 소비는 중요한 시장으로 남아 있었지만, 석탄은 섬유 공장에 설치된 새로운 증기 엔진에도 연료를 공급했다. 영국은 또한 철도 시스템을 만들고 자금을 조달하는 데 필요한 엔지니어와 기업가들을 보유하고 있었다. 1815년, 조지 스티븐슨은 현대적인 증기 기관차를 발명하여 기술 경쟁을 촉발시켰다. 더 크고 강력한 기관차는 점점 더 높은 증기압을 사용했다. 스티븐슨의 핵심 혁신은 1825년에 스톡턴 앤 달링턴 철도를 개통하여 철도 시스템의 모든 구성 요소를 통합했을 때 이루어졌다. 이는 사용 가능한 길이의 시스템을 상업적으로 실행 가능하게 만들었음을 입증했다. 런던은 철도 건설에 막대한 돈을 쏟아부었는데, 이는 실로 거대한 거품이었지만 영구적인 가치를 지닌 것이었다.
토머스 브레시는 1840년대 유럽 전역에서 75,000명의 인력을 고용하여 영국의 철도 공학을 세계에 가져왔다. 모든 국가가 영국 모델을 모방했다. 브레시는 대영 제국과 라틴 아메리카 전역으로 확장했다. 그의 회사들은 수천 개의 기계 장치를 발명하고 개선했으며, 도로, 터널 및 교량을 건설하기 위한 토목 공학 과학을 개발했다.
비록 별도로 발명되고 개발되었지만, 전신은 철도 내부 통신에 필수적인 것으로 입증되었다. 전신은 느린 열차가 급행 열차가 지나갈 때 옆으로 비킬 수 있도록 해주었고, 양방향 교통에 단일 선로를 사용할 수 있도록 했으며, 수리가 필요한 위치를 파악할 수 있도록 했다.
초기에는 철도의 잠재력에 대한 인식이 철도 광풍이라고 불리는 투기와 투자 시기를 이끌었다. 호황기는 1836년과 1845-47년으로, 이 기간 동안 의회는 2억 파운드에 달하는 예상 총액으로 8,000마일의 철도를 승인했다. 이는 영국의 GDP 1년치와 거의 같았다. 일단 허가가 얻어지면 정부 규제는 거의 없었는데, 자유방임주의와 사유 재산 제도가 받아들여졌기 때문이었다. 영국은 런던에 기반을 둔 우수한 금융 시스템을 가지고 있었는데, 이 시스템은 1914년까지 영국뿐만 아니라 미국을 포함한 세계 여러 지역의 철도에도 자금을 지원했다.

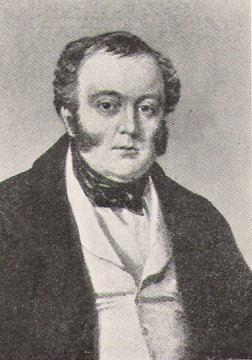
조지 허드슨

이점바드 킹덤 브루넬(1806~1859)은 런던에서 브리스틀까지 100마일을 연결하기 위해 1830년대에 처음 건설된 최초의 주요 철도인 영국 대서부 철도를 설계했다. 훨씬 더 중요했던 인물은 매우 논란이 많았던 조지 허드슨이었다. 그는 수많은 짧은 노선들을 합병하여 영국의 "철도 왕"이 되었다. 철도를 감독하는 정부 기관이 없었기 때문에 허드슨은 모든 노선이 채택한 철도 정산소라는 시스템을 구축했다. 이 시스템은 회사 간의 화물 및 승객 이송 루틴을 표준화하고 화물차를 대여함으로써 사람과 화물의 상호 연결을 쉽게 만들었다. 1849년까지 허드슨은 영국 철도 노선의 거의 30%를 통제했다. 허드슨은 회계사를 없애고 자금을 조작했는데, 이익이 매우 낮았기 때문에 자본에서 막대한 배당금을 지불했지만, 그의 시스템이 붕괴되고 1840년대 후반의 철도 거품이 터질 때까지 아무도 그것을 알지 못했다.

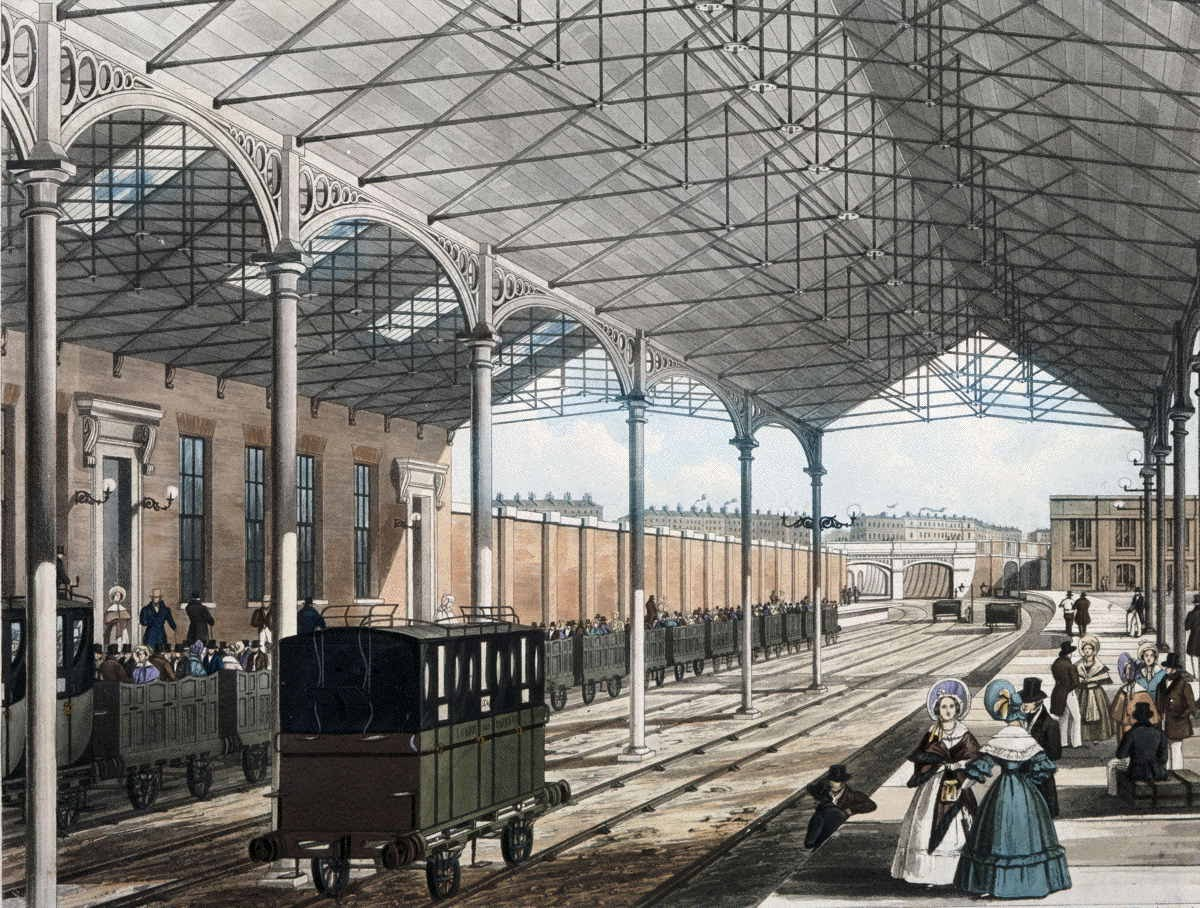
런던의 유스턴역, 1837년. 개방형 여객 차량에 주목.

1850년까지 영국은 잘 통합되고 잘 설계된 시스템을 갖추어 모든 도시와 대부분의 농촌 지역에 빠르고 정시적이며 저렴한 화물 및 인력 이동을 제공했다. 석탄의 운송 비용은 톤당 마일당 1페니로 급락했다. 이 시스템은 수만 명의 엔지니어, 차장, 기계공, 수리공, 회계사, 역무원 및 관리자를 직간접적으로 고용하여 많은 다른 산업에 적용될 수 있는 새로운 수준의 비즈니스 정교함을 가져왔고, 많은 중소기업 및 대기업이 산업 혁명에서 그들의 역할을 확대하는 데 도움이 되었다. 따라서 철도는 산업화에 엄청난 영향을 미쳤다. 운송 비용을 낮춤으로써 모든 산업의 공급품 및 완제품 이동 비용을 줄였고, 철도 시스템 자체에 필요한 모든 투입물의 생산 수요를 증가시켰다. 이 시스템은 계속 성장했으며, 1880년까지 13,500대의 기관차가 있었고, 각 기관차는 연간 97,800명의 승객 또는 31,500톤의 화물을 운송했다.

### 제2차 산업 혁명

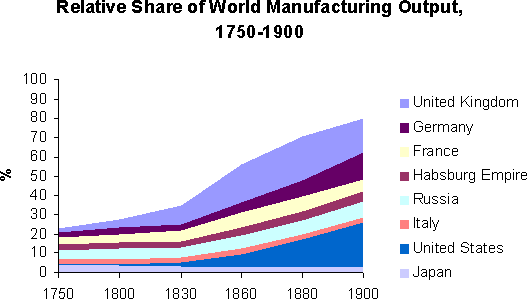

제1차 산업 혁명 동안 자본주의 체제에서 상인은 산업가로 대체되었다. 19세기 후반에 대규모 산업의 궁극적인 통제와 방향이 금융가들의 손에 넘어가면서, 산업 자본주의는 금융 자본주의와 법인으로 전환되었다. 자산이 생산과 분리된 사람들에 의해 통제되고 관리되는 거대한 산업 제국의 설립은 이 세 번째 단계의 지배적인 특징이었다. 19세기 중반까지, 세계에서 유일하게 완전히 산업화된 국가였던 영국의 생산량은 세계 전체 산업 생산 능력의 거의 절반을 차지했다.
또한 국제 무역을 크게 증가시킨 새로운 제품과 서비스가 도입되었다. 증기기관 설계의 개선과 값싼 철(그리고 1870년 이후 강철)의 광범위한 사용은 느린 범선을 증기선으로 대체할 수 있게 했으며, 이점바드 킹덤 브루넬의 그레이트 웨스턴 호가 그 예이다. 전기 및 화학 산업이 중요해졌지만 영국은 미국과 독일보다 뒤처졌다.
산업 카르텔의 대규모 기업 합병, 개별 기업의 합병 및 제휴, 그리고 기술 발전(특히 전기 동력 및 가솔린을 연료로 하는 내연기관의 사용 증가)은 빅토리아 시대 후반 영국의 기업에게 양날의 검이었다. 이어진 보다 복잡하고 효율적인 기계의 개발과 대량생산 기술은 생산량을 크게 늘리고 생산 비용을 낮췄다. 그 결과 생산량은 종종 국내 수요를 초과했다. 유럽의 산업 국가 중 선구자인 영국에서 더욱 현저하게 드러난 새로운 조건 중에는 15년간의 큰 경제적 불안정 이후 발생한 1873-1896년의 심각한 장기불황의 장기적인 영향이 있었다. 거의 모든 산업의 기업들은 1873년 이후 장기간의 낮은 수익률과 가격 디플레이션으로 고통받았다.
1870년대까지 런던의 금융 회사들은 산업에 대한 전례 없는 수준의 통제력을 확보했다. 이는 정책 입안자들 사이에서 해외 영국 투자, 특히 외국 정부 증권 및 철도와 같은 외국 정부 지원 개발 활동에 대한 보호에 대한 우려를 증가시키는 데 기여했다. 비록 이러한 투자를 지원하는 것이 영국의 공식 정책이었지만, 1860년대에 이러한 투자가 크게 확대되고 많은 투자 지역(예: 이집트)의 경제적, 정치적 불안정으로 인해 크리스털 팰리스 연설에 이르기까지 정부에 체계적인 보호를 요구하는 목소리가 점점 더 커졌다. 빅토리아 시대 말에는 서비스 부문(예: 은행, 보험 및 해운)이 제조업을 희생하면서 중요성을 얻기 시작했다. 18세기 후반 동안 영국은 산업 부문보다 서비스 부문에서 더 강한 증가를 경험했다. 산업은 2퍼센트만 성장한 반면, 서비스 부문 고용은 9퍼센트 증가했다.

### 대외 무역

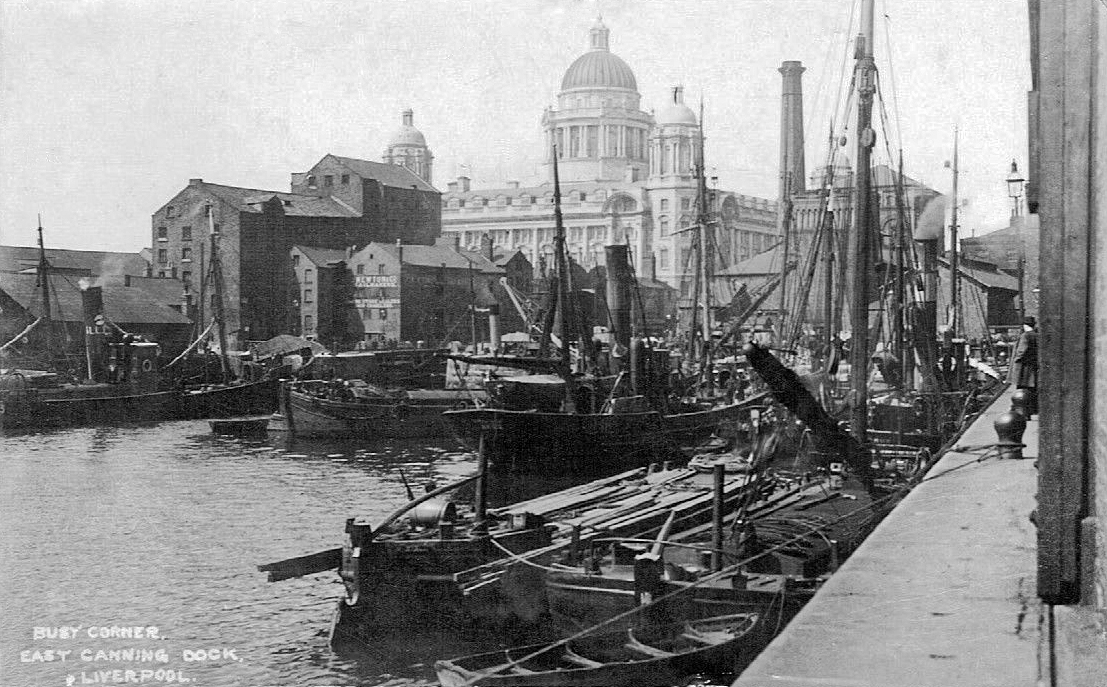
1910년경 리버풀의 캐닝 독, 대영 제국의 "제2 도시"

1870년에서 1914년 사이에 해외 무역량은 세 배로 증가했으며, 대부분의 활동은 다른 산업화된 국가들과 이루어졌다. 영국은 1860년에 세계에서 가장 큰 무역국이었지만, 1913년에는 미국과 독일에 모두 뒤처졌다. 후자의 해에 영국과 독일의 수출액은 각각 23억 달러였고, 미국의 수출액은 24억 달러를 초과했다.
영국 자체 수출은 경쟁국에 비해 감소하고 있었지만, 영국은 상당한 차이로 세계 최대 무역국으로 남아 있었다. 1914년 영국의 수입 및 수출 총액은 독일보다 3분의 1, 미국보다 50% 더 많았다. 영국은 식료품, 원자재 및 완제품의 최대 수입국이었으며, 그 중 상당수는 유럽이나 미국으로 재수출되었다. 1880년에 영국은 세계 차, 커피, 밀 거래 총액의 약 절반, 그리고 세계 육류 수출의 절반 미만을 구매했다. 같은 해에 세계 해운의 50% 이상이 영국 소유였으며, 영국 조선소는 1890년대에 세계 신규 선박의 약 5분의 4를 건설했다.
광범위한 무역 접촉, 농업 투자 및 상선 보유로 인해 커피, 차, 면화, 고무, 설탕과 같은 원격 상품에 대한 대량의 거래가 가능해졌다. 거래는 런던이나 다른 영국 도시에서 외국 고객과 이루어졌다.
비율적으로 볼 때, 1870년에서 1914년 사이에 무역량이 세 배로 늘었음에도 불구하고 영국의 세계 시장 점유율은 실제로 줄어들고 있었다. 1880년에 세계 무역의 23퍼센트가 영국 소유였지만, 1910년에는 17퍼센트였다. 해외 무역이 증가함에 따라 대륙 밖으로 나가는 비중도 비례하여 증가했다. 1840년에는 수출 무역의 770만 파운드, 수입 무역의 920만 파운드가 유럽 이외 지역에서 이루어졌지만, 1880년에는 그 수치가 각각 3840만 파운드와 7300만 파운드였다. 유럽과 더 넓은 세계와의 경제적 접촉은 영국이 수년 동안 해왔던 것처럼 증대되고 있었다. 많은 경우, 식민지 통제는 사적 투자, 특히 원자재와 농업에 대한 투자를 따랐다. 이 시기에는 북반구와 남반구 간의 대륙간 무역이 20세기 후반 세계화 시대보다 세계 무역에서 더 큰 비중을 차지했다.

#### 미국 침략과 영국 대응
영국 국내 시장의 일부 제조업 상품에 대한 미국의 "침략"은 상업적인 대응을 촉발했다. 20세기 첫 10년 동안 보호주의에 대한 지속적인 정치적 캠페인에도 불구하고, 관세는 1930년 세계 무역 붕괴 이후에야 일반적으로 부과되었다. 이 경쟁적인 환경에서 영국 기업가들은 사업 운영을 현대화했다. 예를 들어, 신발 제조업체들은 미국 신발의 수입 증가에 직면했고, 미국인들은 신발 제조 기계 시장에 진출했다. 영국 신발 제조업자들은 이러한 경쟁에 대응하기 위해 전통적인 작업 방식, 노동 활용, 산업 관계를 재검토해야 했으며, 패션의 요구에 더 잘 반응해야 했다.

### 자본 수출

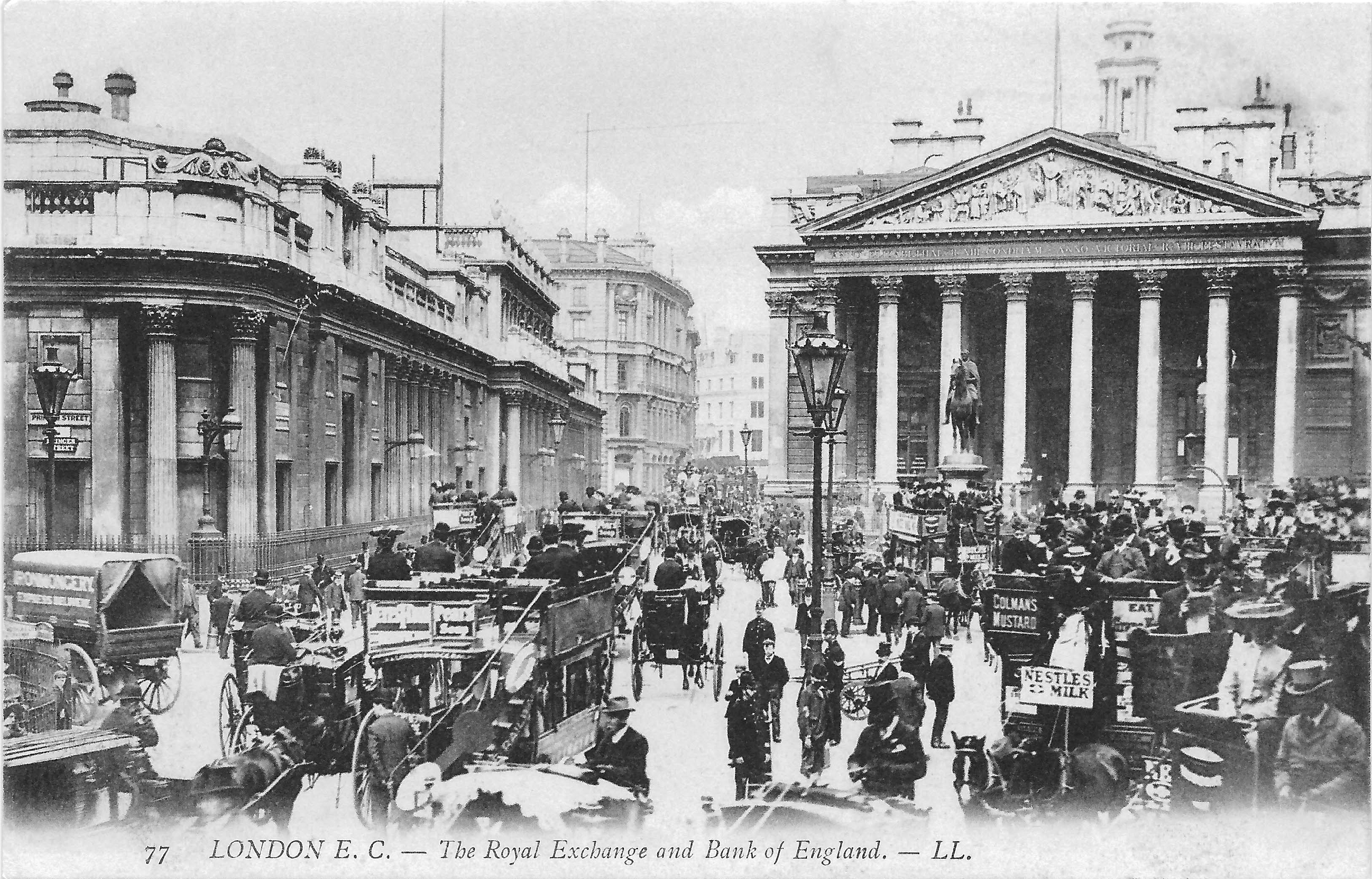
1910년경 로열 익스체인지와 잉글랜드 은행, 시티오브런던의 중심부.

시티오브런던은 세계 금융 수도로서의 입지를 강화했으며, 자본 수출은 1880년부터 1913년까지 "국제 금융의 황금기"에 영국 경제의 주요 기반이었다. 1913년까지 전 세계 자본 투자의 약 50%가 런던에서 조달되어 영국이 큰 폭으로 가장 큰 자본 수출국이 되었다. 영국 무역 적자는 확대되었지만(1851년 2천7백만 파운드, 1911년 1억3천4백만 파운드), 투자 및 금융 서비스 수입이 그 격차를 메우고 상당한 국제수지 흑자를 창출했다. 금융 서비스의 초기 호황의 부분적인 이유는 1880년대부터 제조업이 수익성이 떨어졌기 때문이었다. 이는 이 시기의 대체로 침체된 세계 시장과 미국 및 독일의 제조업 확장이 결합된 결과였다. 일부 제조업 부문에서 외국 경쟁이 세기 중반보다 더 치열해지자, 영국 산업가와 금융가들은 해외에 증가하는 양의 자본을 더 수익성 있게 투자했다. 1911년 해외 투자 수입은 1억8천8백만 파운드에 달했으며, 보험, 해운, 은행과 같은 서비스 수입은 총 1억5천2백만 파운드에 달했다. 1900년에서 1913년 사이에 총 해외 영국 투자가 20억 파운드에서 40억 파운드로 두 배가 된 것은 금융 서비스로의 현저한 전환을 나타낸다.
영국의 해외 투자는 특히 라틴 아메리카의 독립 국가에서 인상적이었는데, 이들은 철도와 항구, 전신 및 전화 시스템과 같은 사회 기반 시설 개선을 열망했으며, 이는 종종 영국 계약 업체에 의해 건설되었다. 동시에 영국 상인들은 라틴 아메리카의 국제 무역을 지배했다. 불가피하게, 이러한 투자가 모두 성공한 것은 아니었다. 예를 들어, 많은 영국 투자자들은 파산한 미국 철도 회사에 투자한 후 상당한 손실을 입었으며, 심지어 수단의 일부 광산 사업도 수익성이 없는 것으로 판명되었다.

### 경영 관행
영국에서는 대기업이 미국보다 훨씬 느리게 성장했으며, 그 결과 19세기 말에는 훨씬 큰 미국 기업들이 더 빠르게 성장하고 영국의 소규모 경쟁업체보다 저렴하게 판매할 수 있었다. 핵심은 수직적 통합이었다. 미국에서는 일반적인 기업이 공급사슬의 후방과 유통 시스템의 전방으로 확장함으로써 성장했다. 포드 모터 컴퍼니에서는 원료 철과 석탄이 한쪽 끝에서 들어가면 모델 T가 다른 쪽 끝에서 지역 딜러를 통해 배달되었지만, 영국 기업들은 원자재의 출처를 소유하려고 하지 않았다. 그들은 시장에서 구매했다. 자체 유통 시스템을 구축하는 대신 잘 확립된 도매업자들과 협력했다. 영국 기업가들은 더 작은 틈새 시장에서 훨씬 더 편안하게 일했지만, 이는 비용과 가격을 낮추는 것을 훨씬 더 어렵게 만들었다. 더욱이 미국은 빠르게 성장하는 국내 시장을 가지고 있었고, 투자 자본은 훨씬 더 쉽게 이용할 수 있었다. 영국 기업가들은 일반적으로 사업을 확장하는 대신 자신의 저축을 매우 권위 있는 시골 영지를 구매하는 데 사용했다. 그들은 랜드 가든트리를 역할 모델로 삼았지만, 미국인들은 수백만 장자들을 우러러보았다. 크리스털 팰리스는 1851년 런던에서 세계적인 산업 박람회를 개최했다. 이는 최신 물질적 진보의 놀라운 전시회였으며, 영국의 우월성을 분명히 보여주었다. 미국인들은 감명받았고, 반복적으로 세계적인 산업 박람회를 열었다. 대조적으로 영국은 결코 그들의 성공을 반복하지 않았다. 1886년 영국 사회학자 허버트 스펜서는 다음과 같이 언급했다. "그의 활동에 몰두하고 무제한적인 야망에 자극받은 미국인은 성공의 가능성이 훨씬 더 작은 나라의 주민보다 덜 행복한 존재이다."

#### 조직
18세기 후반과 19세기 초반에 산업화가 진행되면서 영국은 표준 통화, 효율적인 법률 시스템, 효율적인 과세, 그리고 대영 제국 내와 독립 국가 모두에서 해외 기업에 대한 효과적인 지원을 제공하는 강력한 중앙 정부를 보유했다. 영국 의회는 양모 직물의 실 개수를 지정하거나 이자율을 규제하는 것과 같이 기업 활동을 제한하는 중세 법률을 폐지했다. 세금은 주로 축적된 자본이나 소득이 아닌 토지 재산에 부과되었다. 1825년에 의회는 1720년 버블법을 폐지하고 자본 축적을 용이하게 했다. 1801년 일반 인클로저법 이후 농업은 더욱 생산적이 되어 성장하는 도시 산업 노동자들을 먹여 살렸다. 항해법은 1820년대까지 중요하게 유지되었으며, 영국 왕립 해군에 의해 집행되어 국제 무역을 촉진했다. 도로 시스템은 정부 지원을 받는 지역 유료 도로를 통해 개발되었다. 그러나 일본, 러시아, 19세기 중반 미국의 초기 주요 운송 프로젝트와는 달리 정부 자금 지원을 받는 운하는 거의 없었으며, 철도는 전혀 없었다.
레버 브라더스, 로열 더치 셸, 버로우즈 웰컴의 증거에 따르면 1870년 이후에는 최고 경영진의 개별 기업가 정신이 직접 외국인 투자의 성장과 다국적 기업의 부상에 결정적인 역할을 했다. 1929년, 마가린 유니와 영국 비누 제조업체 레버 브라더스의 합병으로 유니레버가 탄생하면서 최초의 현대적 다국적 기업이 탄생했다. 25만 명의 직원을 고용하고 시가총액 기준으로 유니레버는 유럽 최대의 산업 회사였다. 그러나 1945년 이후 영국 기업에서 기업가 정신의 중요성은 감소했다.

#### 회계
경영 및 회계 분야의 새로운 경영 관행은 대기업의 보다 효율적인 운영을 가능하게 했다. 예를 들어, 철강, 석탄, 철강 회사에서 19세기 회계사들은 경영 정보 요구 사항을 충족하기 위해 생산량, 수율 및 비용을 계산하기 위해 정교하고 완전히 통합된 회계 시스템을 사용했다. 사우스 더럼 철강 및 철강은 광산, 제철소 및 조선소를 운영하는 대규모 수평 통합 회사였다. 이 회사의 경영진은 생산 비용을 최소화하고 수익성을 높이는 것을 목표로 전통적인 회계 방법을 사용했다. 반면, 경쟁사 중 하나인 카고 플리트 철강은 현대적인 공장 건설을 통해 대량 생산 제철 기술을 도입했다. 카고 플리트는 높은 생산 목표를 설정하고 생산 과정 전반의 모든 비용을 측정하고 보고하기 위한 혁신적이지만 복잡한 회계 시스템을 개발했다. 그러나 석탄 공급 확보의 문제와 회사의 생산 목표 미달로 인해 카고 플리트는 공격적인 시스템을 포기하고 사우스 더럼 철강이 사용하던 방식과 유사한 접근 방식으로 돌아갈 수밖에 없었다.

### 제국주의
1776년 미국 식민지를 잃은 후, 영국은 인도, 아시아, 호주, 캐나다의 식민지를 기반으로 "제2 대영 제국"을 건설했다. 왕관의 보석은 인도였는데, 1750년대에 자체 군대를 가진 사설 영국 회사인 영국 동인도 회사(또는 "존 컴퍼니")가 인도의 일부 지역을 장악했다. 19세기에는 네덜란드, 프랑스, 포르투갈을 추방한 후 회사 지배가 인도 전역으로 확대되었다. 1830년대까지 회사는 정부가 되었고 인도에서의 사업 대부분을 포기했지만, 여전히 사유 재산이었다. 세포이 항쟁 이후 정부는 회사를 폐쇄하고 영국령 인도와 회사의 대통령 직속 군대를 통제했다.
자유 무역(관세가 없고 무역 장벽이 거의 없는)은 1840년대에 도입되었다. 영국 왕립 해군의 압도적인 힘으로 보호받는 경제 제국은 라틴 아메리카의 독립 국가들과 매우 긴밀한 경제 관계를 포함했다. 비공식적인 경제 제국은 "자유 무역 제국주의"라고 불렸다.

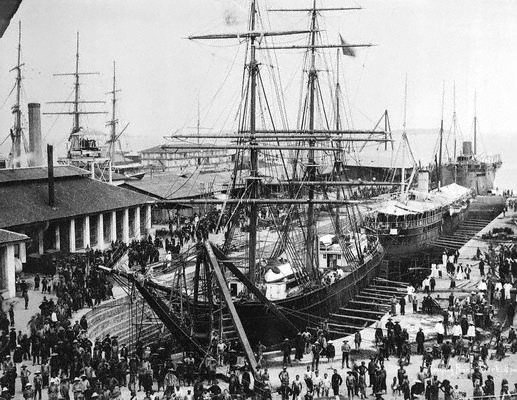
1890년대 싱가포르 부두

수많은 독립 기업가들이 제국을 확장했는데, 예를 들어 영국 동인도 회사의 토머스 스탬퍼드 래플스는 1819년에 싱가포르 항구를 건설했다. 광대한 중국 시장에 인도 아편을 팔고자 하는 기업가들은 아편 전쟁(1839–1842)과 홍콩에 영국 식민지 건설로 이어졌다. 모험가 제임스 브룩은 1842년에 보르네오 북부의 사라왁 왕국의 라자로 스스로를 세웠고, 그의 왕국은 1888년에 제국에 합류했다. 세실 로즈는 남아프리카에 매우 수익성 있는 다이아몬드 경제 제국을 세웠다. 금과 다이아몬드에는 엄청난 부가 있었지만, 이 사업은 보어인으로 알려진 네덜란드 정착민들과의 값비싼 전쟁으로 이어졌다.
1857년부터 왕실의 직접 통치를 받게 된 인도에 있는 영국 동인도 회사의 소유지는 제국의 중심지였으며, 효율적인 조세 제도로 인해 자체 행정 경비뿐만 아니라 대규모 영국령 인도 육군의 비용도 지불했다. 그러나 무역 측면에서 인도는 영국 기업에 작은 이익만을 안겨주었다. 그러나 영국 정부로의 이전은 막대했다. 1801년 미지급(인도에서 징수된 세금으로 지불되거나 미지급된) 금액은 영국에서 자본 형성 가능한 국내 저축의 약 30%에 달했다.
제국에는 자부심과 영광이 있었고, 유능한 젊은 영국인들은 인도 민간 공무원과 비슷한 해외 경력 기회를 얻기 위해 경쟁했다. 1869년 수에즈 운하 개통은 중요한 경제 및 군사적 연결고리였다. 영국은 이집트와 키프로스를 포함하여 인도와의 연결에 전략적으로 중요한 지역에 대한 통제를 계속 확대했다.
케인과 홉킨스는 해외 확장의 단계가 국내 경제 발전과 밀접하게 연결되어 있다고 주장한다. 따라서 제국주의 하의 사회적, 정치적 세력의 균형 변화와 다른 강대국들과의 영국의 경제적, 정치적 경쟁의 강도 변화는 국내 정책과 관련하여 이해되어야 한다. 영국의 지주 귀족과 런던의 서비스 부문 및 금융 기관을 대표하는 신사 자본가들은 19세기와 20세기 초 영국의 제국주의 기업을 크게 형성하고 통제했다. 산업 지도자들은 더 적은 역할을 했고 신사 자본가들에게 의존하는 자신들을 발견했다.

### 장기불황
19세기 경기 침체 중 가장 길고 오래 지속된 것은 1873년 공황으로 시작되어 1890년대 후반에야 끝난 23년간의 전 세계적인 경제 성장 부진과 경기 침체 주기를 유발한 장기불황이었다. 런던을 통해 막대한 자금을 조달했던 미국 철도 투기 거품의 붕괴가 초기 충격의 주요 요인이었다. 영국의 해외 투자는 급격히 감소했지만, 기록적으로 높았던 국내 투자 역시 감소하는 데는 몇 년이 걸렸다. 초기 불황은 1873년부터 1879년까지 지속되었으며, 무엇보다도 디플레이션과 그에 따른 산업가와 금융가들의 수익성 감소로 특징지어졌다. 수익 감소와 전반적으로 불리한 경제 환경은 영국의 국부 대비 투자 비율(해외 및 국내 모두)이 1870년에서 1874년 평균 12.6%에서 1875년에서 1896년 평균 9.7%로 감소했음을 의미했다. 1880년대에 가장 약했던 침체된 세계 시장은 영국의 수출 의존 경제에 큰 타격을 주었다. 영국의 5년 평균 수출액은 1873년 이전 수준(1870년에서 1874년 사이 2억3천5백만 파운드)으로 돌아오지 못하고 1879년에는 1억9천2백만 파운드로 급감했다. 게다가 회복은 중세기 수출 성장보다 약했는데, 이는 영국 제조업이 경제 위기에 대한 대응으로 가파른 배타적 관세가 시행된 독일과 미국과 같은 국가의 국내 생산품과 경쟁하기 위해 고군분투했기 때문이었다. 1870년대에 영국 내 상품 가격은 40%까지 하락했으며, 이는 임금에 대한 하향 압력으로 이어져 노동 계급 사이에서 재정적 어려움과 쇠퇴에 대한 전반적인 인식을 불러일으켰다.
영국의 경제적 어려움은 1870년대에 드러나기 시작한 구조적 약점의 증상이었다. 경제학자들은 19세기 후반의 상대적인 성장 둔화를 신고전파 성장 모형의 관점에서 설명했다. 즉, 수십 년간의 성장이 필연적인 둔화에 도달하고 있었다는 것이다. 내생적 성장이론은 이러한 둔화가 기업가 정신, 천연 자원, 해외 투자와 같은 국가 기관 및 조건에 기인하며, 자연적으로 발생하는 외부 모델에 의한 것이 아니라고 주장한다. 따라서 19세기 말까지 영국을 생산량 면에서 앞질렀던 국가들이 훨씬 더 많은 천연 자원과 더 많은 인구를 보유하고 있었다는 것은 놀라운 일이 아니다. 영국은 일부 천연 자원의 부족을 보충하기 위해 수입에 의존했지만, 운송 비용이 높아 자원 부국인 미국과 경쟁할 때는 비실용적이었다. 그 결과는 분명하게 측정되었다. 영국은 1873년에서 1913년 사이에 연평균 1.8%의 성장을 기록했지만, 미국과 독일은 각각 연평균 4.8%와 3.9%의 성장을 기록했다. 역사가들은 산업 혁명을 특징지었던 "기업가 정신"의 쇠퇴에 문화적, 교육적 요인이 기여했다고 비판했다. 19세기 후반의 1세대 및 2세대 산업가들의 자녀들은 특권 속에서 자랐고 귀족들이 지배하는 사립 학교에서 교육을 받았으며, 제조업이나 "무역"에 종사하는 것에 대한 오명 때문에 아버지의 직업을 채택하는 데 거의 관심을 보이지 않았다. 게다가 사립 학교와 대학의 교육 과정은 압도적으로 서양고전학 연구에 집중되어 있어 학생들이 제조업 분야에서 혁신을 이루는 데 제대로 준비되지 않았다. 많은 사람들이 산업을 외면하고 "신사적인" 금융 부문, 법원 또는 제국의 공무원으로 진출했다.
그러나 통계적 증거는 19세기 후반의 경제 침체에 대한 인식을 반박한다. 고용 노동력은 증가했고, 1874-1890년 실업률은 평균 4.9%에 불과했으며, 생산성은 1870년대 경기 침체 이후에도 계속 증가했지만, 1873년 공황 이전의 2%에 비해 연평균 1%의 낮은 비율로 증가했다. 게다가 전반적인 물가 하락으로 인해 "장기불황" 기간 동안 생활 수준은 현저히 향상되었다. 1인당 실질 GDP는 연도별로 변동했지만, 전체적으로 꾸준히 상승하여 1873년 3870달러에서 1900년 5608달러에 달했으며, 호주와 미국을 제외한 모든 국가를 1인당 부에서 능가했다. 1873년 이전의 막대한 투자 수준이 수익을 내기 시작하여, 해외 영국 수입이 해외 투자를 초과하고 확대되는 무역수지를 지탱하는 꾸준한 흑자를 창출했다. 해외 자본 투자는 비록 국부에서 차지하는 비중이 작아졌지만, 1879년부터 활발히 회복되어 다음 10년 동안 기록적인 최고치를 기록했다(1876년에서 1895년 사이 5615만 파운드, 1851년에서 1874년 사이 3374만 파운드). 19세기 후반 영국 자본을 해외에 투자하는 경향(1913년까지 영국 자산의 약 35%가 해외에 보유됨)은 본질적으로 국내 산업이 경쟁력을 유지하고 생산성을 높이는 데 사용될 수 있었던 투자를 고갈시켰다고 비난받아 왔다.
1873년 공황의 원인 중 하나는 산업의 과잉 생산으로 지목되었다. 영국 산업가들은 포화된 국내외 시장에서 팔 수 있는 것보다 더 많이 생산했다고 믿었고, 이에 따라 영국 정부와 대중 여론에 대영 제국을 확장하도록 로비하기 시작했다. 이 이론에 따르면, 영국의 무역 적자는 이 새로운 시장에 의해 교정되고 초과 생산은 흡수될 수 있었다. 그 결과 1880년대에 영국과 유럽 경쟁국들 사이에 영토를 둘러싼 공격적인 경쟁이 벌어진 아프리카 분할이 발생했다.

## 1900년~1945년
1900년까지 미국과 독일은 영국에서 달성된 규모에 필적하는 산업화를 경험했으며 대규모 제조업 회사도 발전하고 있었다. 영국의 상대적인 경제 우위는 감소했다. 시티오브런던은 1918년 이후 뉴욕의 도전을 받기 전까지 세계의 금융 및 상업 중심지로 남아 있었다.

### 1900~1914
에드워드 시대(1901~1910)는 평화와 풍요의 시기로 돋보인다. 심각한 불황은 없었고 번영은 광범위했다. 영국의 성장률, 제조업 생산량, GDP(그러나 1인당 GDP는 아님)는 경쟁국인 미국과 독일에 뒤처졌다. 그럼에도 불구하고 영국은 여전히 무역, 금융, 해운 분야에서 세계를 선도했으며, 제조업과 광업에서 강력한 기반을 가지고 있었다. 광업 부문의 성장은 강력했고 석탄 산업은 세계 에너지 시장의 중심으로서 중요한 역할을 했다. 이러한 우위는 제1차 세계 대전 이후 석유 산업의 성장과 내연기관의 지속적인 발전으로 도전을 받게 될 것이었다. 농업 부문의 상대적 기여는 중요성이 줄어들고 있었지만, 영국 농업 부문의 생산성은 상대적으로 높았다.
국제적 기준과 영국 전역의 모든 부문에서 영국 서비스 부문은 높은 노동 생산성과 특히 높은 총 요소 생산성을 보였다. 100년 후에도 마찬가지로, 1900년 영국 경제의 상대적 우위는 서비스 부문에서 비롯되었다.
산업 부문이 세계 변화에 대한 적응이 늦었고, 엘리트들 사이에서 산업 기업가 정신보다 여가에 대한 선호가 현저했다는 주장이 제기되었다. 1910년에 대영 제국의 세계 산업 생산 능력 점유율은 15%로, 독일의 16% 바로 뒤였고, 미국의 35%의 절반도 되지 않았다. 영국 경제의 특정 부문에서 상대적 약세 조짐이 보였음에도 불구하고, 에드워드 시대의 주요 성과는 강조되어야 한다. 런던은 세계 금융 중심지였으며, 뉴욕, 파리, 베를린보다 훨씬 효율적이고 광범위했다. 에드워드 시대에 영국의 해외 투자는 1900년 20억 파운드에서 1913년 40억 파운드로 두 배로 증가했다. 영국은 공식 제국뿐만 아니라 라틴 아메리카 및 기타 국가의 비공식 제국에서도 막대한 해외 신용을 축적했다. 영국은 미국, 특히 철도에 막대한 금융 자산을 보유했다. 이러한 자산은 제1차 세계 대전 초기 공급품 조달에 필수적이었다. 특히 도시 중심지의 사회 시설은 축적되고 있었고, 번영은 매우 분명했다. 노동 계급 사이에서는 정부에 대한 더 큰 발언권에 대한 요구가 커지고 있었지만, 경제 문제에 대한 산업 불안의 수준은 1908년경에야 의미 있는 수준이 되었다. 대체로 석탄 광부와 철도 노동자들의 요구가 그들의 노동조합에 의해 표명되면서 제1차 세계 대전 직전 몇 년 동안 높은 수준의 파업 활동이 촉발되었다.

### 노동운동
영국 에드워드 시대에 강력하고 협력적이며 정치적으로 효과적인 노동 운동의 부상은 주요 사회경제적 현상 중 하나였다. 이 시기 동안 노동조합 가입자 수는 1901년 200만 명에서 1913년 410만 명으로 두 배 이상 증가했다. 노동당은 1906년 영국 총선에서 30명의 노동당 의원이 선출되면서 처음으로 의회에 적극적인 발판을 마련하여 노동 계급 전체의 이익을 더 잘 대변할 수 있게 되었다.

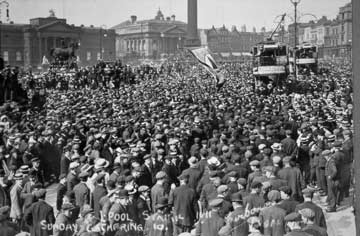
1911년 여름 리버풀에서 시위 중인 파업 항만 노동자들.

인플레이션과 임금 정체는 1908년부터 시작되었는데, 이는 노동 계급들 사이에서 더 큰 불만을 야기했으며, 특히 중상류층의 번영이 더욱 눈에 띄게 되면서 더욱 심화되었다. 그 해에 파업이 급증했는데, 주로 정리 해고가 발생한 면화 및 조선 산업에서였다. 1910년에는 실업률이 3%라는 기록적인 최저치를 기록하면서, 노동조합은 교섭력에 힘입어 더 높은 임금과 고용 안정을 요구했다. 파업은 전국적으로 확산되었다. 웨일스와 잉글랜드 북동부의 탄광 지역에서는 후자 지역에서 장기간의 철도 노동자 파업도 발생했다. 1911년 국립 운수 노동자 연맹은 전국적인 철도 노동자 파업과 함께 전국 항구에서 일반 부두 노동자 파업을 조직했다. 리버풀에서는 여름 동안의 부두 및 운수 노동자 파업이 8월 13일부터 15일 사이에 당국과의 일련의 충돌로 절정에 달했으며, 두 명의 사망자와 350명 이상의 부상자를 냈다. 1912년 1912년 전국 석탄 파업과 또 다른 운수 파업은 영국 경제에 약 4천만 노동일의 손실을 입혔다.
이 시기 노동 운동의 주요 요구 사항은 임금 인상, 전국 최저 임금, 고용 안정 증대였다. 런던의 자유당 정부는 조직 노동의 요구에 응하여 몇 가지 양보를 했는데, 가장 주목할 만한 것은 1909년 무역 위원회법으로, 이는 위원회에 노동자들을 위한 최저 임금 요건을 설정하고, 근무 조건을 감독하고, 근무 시간을 제한할 권한을 부여했다. 처음에는 레이스 제조 및 마감과 같이 매우 제한된 수의 산업에 적용되었지만, 1912년에는 탄광 산업을 위한 위원회가 설립되었고, 몇 년 안에 모든 "땀벌이 노동" 직업은 이러한 위원회의 감독을 받아 최저 임금과 더 안전한 작업 환경을 보장받게 되었다. 1912년의 석탄 파업은 너무 파괴적이어서 영국 정부는 별도의 법률인 1912년 탄광 (최저 임금) 법으로 광부들의 최저 임금을 보장했다.

### 관세 개혁

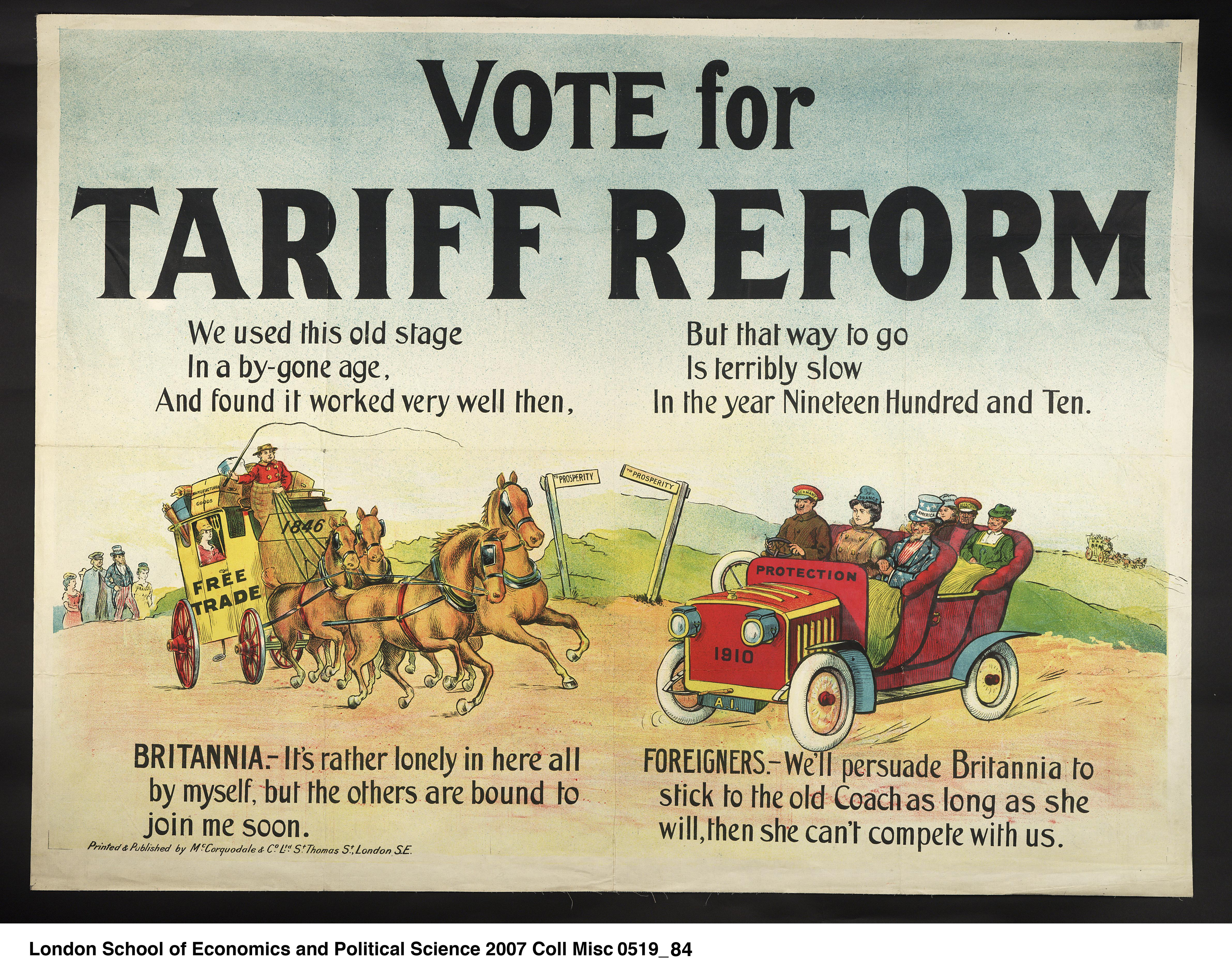
1910년의 관세 개혁 포스터. 빅토리아 시대의 자유 무역보다 보호주의를 장려.

에드워드 시대 영국에서는 1890년대에 시작된 더 보호무역주의적인 관세 정책 제안이 대중적인 정치 운동으로 발전하여 높은 가시성을 얻었다. 1903년에 설립되어 영국의 가장 노골적인 보호주의 옹호자 조지프 체임벌린이 이끌었던 관세 개혁 연맹은 국내 및 제국 시장에서 영국 상품을 보호하기 위한 관세 시행을 추진했다. 체임벌린과 같은 관세 개혁론자들은 국내 시장으로 유입되는 미국과 독일 제품의 "대홍수"로 여겨지는 것에 대해 우려했다. 그들은 미국과 독일 경제 성공의 일부 이유가 신흥 산업을 외국 경쟁으로부터 보호하기 위해 각국이 부과한 국가 관세라고 주장했다. 관세가 없다면 전기 제품, 자동차, 화학 물질과 같은 취약한 신흥 산업은 영국에서 결코 발붙일 수 없을 것이라고 주장되었다.
관세 개혁 연맹의 주요 목표는 대영 제국 내에서 폐쇄적인 무역 블록을 형성하고, 영국과 해외 영토의 경제를 완전히 통합하기를 희망했던 제국 관세 동맹의 설립이었다. 이러한 협정 하에서 영국은 식민지로부터 원자재를 구매하고, 그 이익으로 식민지가 영국으로부터 완제품을 구매할 수 있도록 하여 양측 모두를 풍요롭게 하는 상호 관계를 유지할 것이었다. 비록 매우 홍보되고 자금 지원이 잘 된 캠페인이었지만, 관세 개혁은 대중들로부터 큰 인기를 얻지 못했다. 자유 무역을 강력히 지지하는 자유당과 노동당이 대다수를 차지한 1906년 영국 총선에서 체임벌린의 자유연합당이 패배한 것은 운동의 선거 희망에 큰 타격을 주었지만, 캠페인 자체는 에드워드 시대의 나머지 기간 동안 계속되었다.

### 제1차 세계 대전

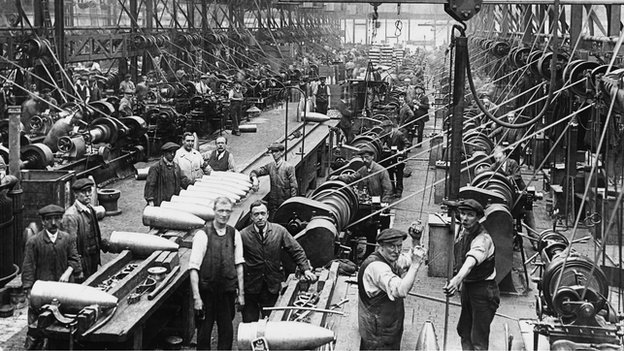
제1차 세계 대전 중 군수품을 생산하는 영국 공장 노동자들

제1차 세계 대전은 경제 생산량의 감소와 군수품으로의 대규모 재할당을 가져왔다. 이는 영국이 재정 비축을 소진하고 미국으로부터 막대한 금액을 차용하도록 강요했다. 국제 금융에서 영국의 주요 중요성 때문에, 1914년 8월 영국이 전쟁에 참전하면서 전 세계적인 유동성 위기 가능성이 제기되었다. 영국 자체에서는 뱅크 런에 대한 우려가 있었는데, 이는 재무부가 인플레이션 조치를 취하고 하루에 500만 장의 새로운 지폐를 인쇄하기 시작하도록 촉발했다. 불안정한 시장을 달래기 위해 한 달 간의 지불 유예가 선언되었고, 잉글랜드 은행은 시티오브런던의 환어음을 보증하고 런던의 청산소에 대한 보험사 역할을 하기로 합의했다.
미국산 원자재와 식량의 선적 덕분에 영국은 자체 식량과 군대를 먹여 살리고 생산성을 유지할 수 있었다. 런던 금융 시장의 강력한 위치 덕분에 자금 조달은 일반적으로 성공적이었으며, 독일의 훨씬 심각한 상황과는 대조적으로 인플레이션의 피해를 최소화했다. 영국이 미국에서 식량부터 군수품까지 모든 것에 지출한 금액은 1916년까지 영국 총 전쟁 지출의 40%를 차지했다. 은행 J.P. 모건 & Co.는 1915년 1월에 미국에서 해군부와 전쟁부의 유일한 구매 대행사 역할을 하는 특혜를 얻었다. 1916년 말까지 200억 달러 상당의 무역이 이런 식으로 이루어졌다. 1917년 2월까지 J.P. 모건은 미국에서 조달된 모든 달러 대출에 대한 영국의 대행사이기도 했다.
총 소비자 소비는 1914년에서 1919년 사이에 18% 감소했다. 전쟁 노력을 위한 필수 자금을 조달하기 위해 세금도 극적으로 증가했다. 전쟁 전에는 대부분의 세수입이 간접세에서 나왔지만, 1920년에는 소득세와 1만 파운드 이상의 소득에 부과되는 "슈퍼세"와 같은 세금이 세수입의 60%를 차지했다. 전쟁 전 소득세는 6%에 불과했으며 113만 명의 영국인에게만 적용되었지만, 1920년에는 300만 명의 소득세 납세자가 30%의 세율을 적용받았다. 영국은 또한 제국 자원을 활용하여 자본을 조달했다. 인도의 1917년 초과 수출 수입은 영국 전쟁 노력에 1억 파운드의 기부로 충당되었다. 1918년에는 전쟁을 지원하기 위해 4천5백만 파운드가 추가로 할당되었다.
노동조합은 1914년 410만 명에서 1918년 650만 명으로 회원 수가 두 배 이상 증가했고, 1920년 830만 명으로 정점을 찍은 후 1923년 540만 명으로 다시 감소했다. 스코틀랜드에서는 조선 산업이 3분의 1 확장되었다. 여성들이 가용했으며, 많은 여성들이 군수품 공장에 들어가거나 남성들이 비운 다른 국내 전선 직업을 맡았다.

### 전간기 경기 침체
영국에서 세계 대전으로 인한 인적, 물적 손실은 엄청났다. 여기에는 74만 5천 명의 군인 전사자와 2만 4천 명의 민간인, 170만 명의 부상자가 포함된다. 총 상실된 선박은 790만 톤(대부분 새로운 건설로 대체됨)에 달했으며, 제국에 대한 재정 비용은 75억 파운드였다. 독일은 수십억 달러의 배상금을 빚지고 있었지만, 영국은 차례로 미국에 수십억 달러의 대출 상환금을 빚지고 있었다.
1919년에서 1920년 사이에 영국 경제에는 짧은 호황이 있었는데, 이는 전쟁 기간 동안 억눌려 있던 투자와 수백만 톤의 손실을 메우기 위한 새로운 선박 주문의 급증 때문이었다. 그러나 전쟁 주문이 끝나면서 1921년에서 1922년까지 심각한 불황이 경제를 강타했다. 수출은 1913년 수준의 절반으로 떨어졌고, 실업률은 17%로 정점을 찍었다. 경제 불황을 설명하는 요인으로는 전후 금본위제로의 복귀와 영국의 북부 산업 핵심 지역에 다가오는 구조적 문제가 있다. 1920년대 영국 산업의 상대적 쇠퇴에 기여한 또 다른 요인은 영국의 수출 시장, 주로 극동과 라틴 아메리카의 상실이었다. 1914년에서 1918년 사이에 선박과 생산이 전쟁 노력으로 전환되면서 라틴 아메리카의 미국이나 극동의 일본과 같은 지역 생산자들이 영국 상품의 중요한 시장을 차지했다. 영국은 1914년 이전의 수출량을 결코 회복하지 못했고, 1929년까지 수출은 1913년의 80%에 불과했다.
실제로 영국은 심하게 타격을 입은 유럽 대륙에 비해 훨씬 나았지만, 경제 침체는 10년 내내 지속되었다. 전체적인 성장률은 1920년대에 연평균 1.8%로, 미국보다 약간 약했지만 비슷했다. 느린 성장은 부분적으로 영국의 수출에 대한 높은 의존성 때문이었고, 1920년대 내내 세계 무역은 부진하게 성장했다. 또한 19세기에는 큰 번영을 가져왔지만 1920년대에는 수요 감소와 해외의 강력한 경쟁을 겪고 있던 이른바 "주요" 산업에 과도하게 의존했다. 예를 들어, 1922년에 면화 수출량은 1913년의 절반에 불과했으며, 석탄 수출량은 1913년 수준의 3분의 1에 불과했다. 가장 숙련된 장인들은 특히 큰 타격을 입었는데, 그들의 전문 기술을 대체할 용도가 거의 없었기 때문이었다. 침체된 지역에서는 열악한 건강, 나쁜 주거, 장기적인 대량 실업과 같은 주요 사회 지표들이 최선의 경우에도 사회적, 경제적 침체를 나타냈으며, 심지어는 하향 나선형을 나타내기도 했다. 시대에 뒤떨어진 중공업과 광업에 대한 과도한 의존이 핵심 문제였으며, 아무도 실행 가능한 해결책을 제시하지 못했다. 이러한 절망은 핀레이(1994)가 묘사하는 바와 같이, 제2차 세계 대전 동안 중앙 집중식 정부 경제 계획이라는 새로운 정통 교리를 지역 사업 및 정치 지도자들이 받아들이도록 준비시킨 광범위한 절망감을 반영한다.

### 생산성 및 고용
1919년, 영국은 주요 산업의 노동 시간을 산업 노동자들을 위해 주 48시간으로 단축했다. 역사가들은 이러한 조치가 노동 생산성을 저하시키고 경기 침체에 기여했는지에 대해 논쟁해 왔다. 스콧과 스파다베키아는 생산성이 일부 측면에서, 특히 시간당 생산성 증가를 통해 향상되었으며, 영국이 수출에서 큰 피해를 입지 않았는데, 이는 대부분의 다른 국가들도 노동 시간을 단축했기 때문이라고 주장한다. 석탄, 면화, 철강 산업을 살펴보면, 그들은 영국이 이러한 산업에서 유의미한 상대적 생산성 손실을 겪지 않았음을 발견했다. 1924년까지 노동자들은 전전(戰前)에 비해 크게 단축된 시간으로 일하면서도 1913년의 생산량을 회복했다. 1938년까지 영국의 산업 생산성은 1914년 이전 수준에 비해 75% 증가했으며, 이는 단축된 노동 시간과 대공황의 영향을 고려한 후에도 마찬가지였다.
전후 정부의 통화 정책 또한 높은 실업률에 기여했다. 1925년 4월까지, 영국 재무부의 엄격한 디플레이션 정책은 파운드 스털링을 전전(戰前) 환율인 4.86달러로 되돌리려는 의도된 목표를 달성했다. 이 높은 환율은 저렴한 소비자 가격과 영국 노동자들을 위한 높은 실질 임금을 가능하게 했다. 그러나 결과적으로 이자율 또한 높아져 사업 비용이 더욱 비싸졌고, 높은 인건비는 불가피하게 고용주들이 해고와 고용 감소로 상쇄시켰다.
1921년까지 전후 경제 침체로 인해 3백만 명 이상의 영국인이 실업 상태에 놓였다. 경제는 1922년에서 1923년까지 회복되고 있었지만, 영국은 1926년 다시 어려움을 겪었으며, 그 해의 1926년 영국 총파업은 상황을 더욱 악화시켰다. 나머지 10년 동안 성장은 불규칙해졌고, 짧은 경기 침체 기간이 성장을 끊임없이 방해했다. 노사 관계는 잠시 개선되었지만, 1929년 10월 1929년 월스트리트 대폭락이 발생하여 전 세계적인 대공황을 촉발했다(영국의 대공황 참조). 실업률은 1930년 말에 180만 명 미만이었지만, 1931년 말에는 급격히 증가하여 260만 명 이상이 되었다. 1933년 1월까지 3백만 명 이상의 영국인이 실업 상태에 놓였는데, 이는 전체 노동력의 20% 이상을 차지하는 수치였다. 특히 사우스웨일스와 잉글랜드 북동부 일부 지역에서는 실업률이 50%를 넘었다. 1930년대의 나머지 기간은 민간 주택 건설에 힘입어 완만한 경제 회복을 보였다. 실업률은 1938년 10%로 떨어졌는데, 이는 5년 전 수준의 절반이었다.

### 강철
1800년부터 1870년까지 영국은 전 세계 선철 생산량의 절반 이상을 생산했으며, 영국의 제철업자들은 새로운 강철 제조 공정을 계속 개발했다. 1880년 영국은 130만 톤의 강철을 생산했으며, 1893년에는 300만 톤, 1914년에는 800만 톤에 달했다. 독일은 1893년에 따라잡아 1914년에는 1400만 톤을 생산했다. 1900년 이후 미국이 세계 최고의 강철 생산 경제가 되면서 영국의 야금학자들은 특수 강철의 상업적 개발을 개척했다. 올리버 아놀드 교수와 같은 학술 전문가들은 인-자기 강철 및 기타 특수 고강도 합금 개발에 대한 연구를 이끌었으며, 전기 용광로 및 기타 혁신 기술을 사용하여 연기 오염도 줄였다. 이 산업은 대기업을 과학적으로 진보시키는 전문가 집단을 양성했다. 세계 유수의 철강 회사 지도자들은 최첨단 과학 및 기술 연구의 보급을 위해 런던에 기반을 둔 철강 연구소에 계속 의존했다.

### 석탄
정치는 사우스요크셔주(셰필드 포함), 웨스트미들랜즈(블랙 컨트리), 브리스틀, 사우스웨일스(머서티드빌), 스코틀랜드의 센트럴 로랜드(페이즐리)와 같은 주요 산업 중심지에서 노동 및 협동조합 운동의 성장에 크게 기여한 탄광 노동자들에게 중요한 문제였다. 일부 농촌 탄광 공동체는 고립적일 수 있었지만, 또한 현지 생산 연료를 제공함으로써 영국의 산업 지역의 기반을 제공했다. 1888년에는 지역 기반의 광부 노동조합들을 통합하는 포괄적인 전국 조직이 형성되었고, 1908년까지 그레이트브리튼 광부 연맹은 60만 명의 회원을 보유했다. 노동당의 '옛 좌파'와 관련된 많은 정책들은 탄광 지역에 뿌리를 두고 있었다. 특히 석탄 산업의 국유화가 그러했다.

### 1926년 영국 총파업
1926년 봄, 영국 정부는 석탄 산업에 단기적인 평화를 가져왔던 보조금을 다시 연장하기를 거부했다. 1926년 4월, 광산 소유주들은 광부들이 더 긴 근무 시간과 임금 삭감 요구를 거부하자 광부들을 작업장에서 퇴출시켰다. 분쟁의 배경은 제1차 세계 대전 이후 전반적인 디플레이션 경향의 중요한 요소였던 석탄 가격 하락이었으며, 이는 석탄 대신 연료유가 채택되면서 더욱 악화되었다. 총파업은 광부들을 지지하기 위해 노동조합회의가 주도했지만 실패했다. 이는 백만 명의 철도 노동자, 운송 노동자, 인쇄공, 부두 노동자, 철강 노동자들이 직장 폐쇄된 150만 명의 광부들을 지지하기 위해 전국적으로 9일간 파업한 것이었다. 정부는 1925년에 석탄 산업의 단기적인 평화를 달성하기 위해 9개월 추가 보조금을 계속 지급했다. 노동조합회의는 정부가 산업을 재편하고 합리화하며 보조금을 인상할 것이라고 기대했다. 보수당 정부는 물품을 비축했으며 중산층 자원봉사자들로 필수 서비스가 계속되었다. 세 주요 정당 모두 파업에 반대했다. 총파업 자체는 대체로 비폭력적이었지만, 광부들의 직장 폐쇄는 계속되었고 스코틀랜드에서는 폭력이 발생했다. 이는 영국 역사상 유일한 총파업이었으며 어니스트 베빈과 같은 노동조합회의 지도자들은 이를 실수로 여겼다. 대부분의 역사가들은 이를 장기적인 결과가 거의 없는 단일 사건으로 취급하지만, 마틴 푸는 이 사건이 노동 계급 유권자들의 노동당으로의 이동을 가속화하여 미래의 이득으로 이어졌다고 말한다. 1927년 노동쟁의 및 노동조합법은 총파업을 불법으로 만들고 노동당에 대한 노동조합 조합비 자동 납부를 중단시켰다. 이 법은 1946년에 거의 폐지되었다.
석탄은 최고급 광맥이 고갈되고 잔류물을 채굴하기가 점점 더 어려워지면서 서서히 쇠퇴하는 산업으로 계속되었다. 1947년 노동당 정부는 국립 석탄 위원회를 창설하여 석탄을 국유화함으로써 광부들이 노동당과 정부 통제를 통해 광산을 통제할 수 있도록 했다. 그러나 그때까지는 최고급 광맥이 고갈되었고 석탄 채굴은 하향세에 있었다. 석탄 생산량은 1850년에 5천만 톤, 1880년에 1억 4천 9백만 톤, 1910년에 2억 6천 9백만 톤, 1940년에 2억 2천 8백만 톤, 그리고 1970년에 1억 5천 3백만 톤이었다. 정점은 1913년으로 2억 9천 2백만 톤을 생산했다. 광업은 1851년에 38만 3천 명, 1881년에 60만 4천 명, 1911년에 120만 2천 명의 남성을 고용했다. 제1차 세계 대전 직전 영국에서는 10명의 노동자 중 1명이 탄광 노동자였다.

### 새로운 산업
영국이 '주요' 중공업에 과도하게 의존하고 있었지만, 제1차 세계 대전은 영국이 1914년 이전에는 뒤처져 있던 새로운 산업 분야의 생산을 자극하는 이점이 있었다. 전간기 동안 새로운 기술이 급진적으로 발전하여 자동차, 항공기, 오토바이 제조와 같은 수익성 높은 새로운 산업을 창출했다. 제1차 세계 대전 이전에는 영국의 자동차 제조는 값비싼 고급차 생산에 한정된 부티크 산업이었다. 1913년 한 해 동안 34,000대의 차량이 생산되었고, 1937년에는 50만 대 이상이 생산되었다. 이들 대부분은 오스틴 7(1921년 출시), 모리스 마이너(1928년), 그리고 포드 브리튼에서 생산된 모델 A 및 모델 Y와 같은 저렴한 모델이었다. 능률적인 자동화 공정의 채택과 제조업체 간의 강력한 경쟁 덕분에 1920년대 중반에서 1930년대 중반 사이에 자동차 가격이 50% 하락하여 자동차가 더 저렴해졌다(1930년까지 1백만 대 이상 소유).
한때 독일과 미국이 지배했던 화학 산업 또한 전간기 동안 영국에서 번성했다. 1939년까지 이 산업은 10만 명을 고용했고 비료, 의약품, 합성 재료를 생산했다. 전기 공학 또한 급증했다. 1926년 중앙 전기 위원회의 설립으로 전국적인 고전압 전력망 개발이 가능해졌다. 1939년까지 주택의 3분의 2가 전기를 공급받았고, 이는 차례로 진공청소기, 냉장고, 라디오, 스토브와 같은 전기 가전제품에 대한 새로운 소비자 시장을 열었다.
1923년에서 1938년 사이에 가장 성공적인 신흥 산업은 자동차 생산, 전기 공학, 기계 공학, 금속 제품 및 인쇄업이었다. 이들은 1923년에서 1938년 사이에 총 557,920개의 새로운 일자리를 창출했으며, 이는 전간기에 창출된 모든 새로운 산업 일자리의 약 96%를 차지했다. 이러한 산업들은 런던 주변 지역과 웨스트미들랜즈의 도시들, 특히 코번트리와 버밍엄에 압도적으로 집중되어 있었는데, 이 지역들에는 고품질 금속 제품 생산에 숙련된 노동력이 이미 구축되어 있었다.

### 1920년대 "소비자 붐"
중공업을 괴롭혔던 심각한 문제들에도 불구하고, 1920년대는 영국 소비자 산업에게 전례 없는 성장의 시기였다. 이전까지 국가 경제에서 미미한 역할을 했던 소비자 산업은 이 시기에 크게 부상했다. 같은 10년 동안 미국에서와 같은 본격적인 "소비 문화"를 창조하지는 못했지만, 영국 사회, 특히 중산층에 중요한 영향을 미쳤다. 중산층은 이전에는 상류층에만 허용되던 상품, 주로 자동차를 접할 수 있게 되었는데, 전간기 동안 자동차 소유가 10배 증가했다(1919년 약 50만 대에서 1929년 약 300만 대, 1939년 500만 대 이상). 소비자 지향 대출 및 대출 증가 덕분에 전기 제품 판매가 급증했다. 높은 임금과 짧은 노동 시간은 또한 여가 활동의 증가로 이어졌다. 축음기 음반, 라디오("무선"이라고 불렸다), 잡지, 영화는 스포츠, 주로 축구와 크리켓처럼 일상생활의 일부가 되었다.
전간기에는 중산층 및 하층 중산층 여행객의 수가 급증하고 미국 관광객 유입으로 관광업이 빠르게 성장했다. 블랙풀, 브라이턴, 스케그네스와 같은 해변 휴양지는 특히 인기가 많았다. 그러나 최상류층(이제 해외에서 휴가를 보내기 시작했다)을 대상으로 하거나 불황 지역에 위치한 관광지들은 특히 대공황 기간 동안 수익 감소를 경험했다.
전기, 가스, 배관 및 전화 서비스도 그 10년 동안 일반화되었으며, 일부 노동 계급 가구에서도 볼 수 있었다. 그러나 영국의 가장 외지고 가난한 지역에 사는 사람들은 생활 수준에 거의 변화를 보지 못했으며, 많은 영국인들은 1960년대까지도 야외 화장실이 있는 연립 주택에 살았다.

### 1929~1939: 대공황

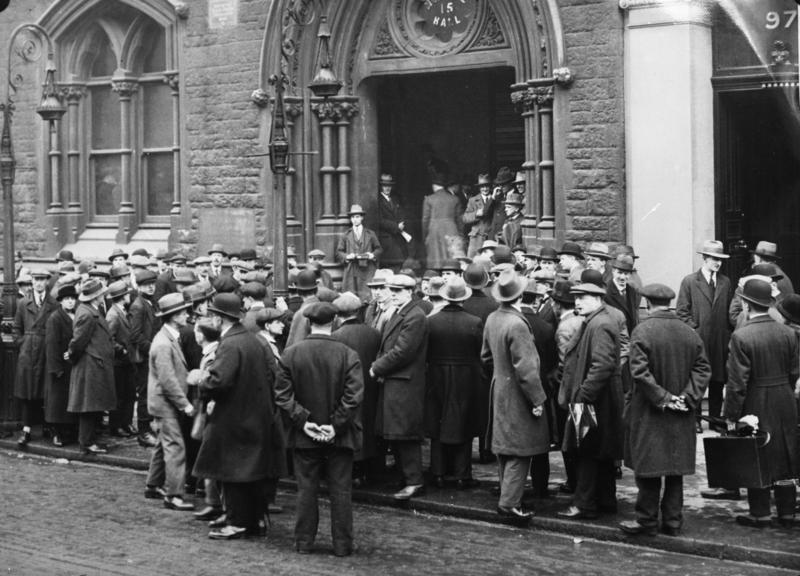
1930년 런던 구제소 앞에 모인 실업자들

1929년 월스트리트 대폭락은 영국 주식 시장에 직접적인 영향은 거의 없었지만, 그로 인해 예고된 미국 경제의 붕괴와 그와 관련된 세계 무역의 위축은 1930년대 초 영국에 심각한 영향을 미쳤다. 영국 정치인들이 세계 경제에서 자유 시장 개념을 옹호했지만, 점차 보호주의 조치로 관세 개혁을 채택하는 쪽으로 돌아섰다. 1933년 파운드 스털링은 금본위제를 탈퇴했다. 1930년대 초까지 불황은 영국 경제가 직면한 경제 문제를 다시 한번 알렸다. 이 시기 실업률은 급등하여 1929년 10%를 조금 넘는 수준에서 1933년 초에는 20% 이상(또는 노동력의 300만 명 이상)에 달했다. 그러나 1936년 초에는 13.9%로 떨어졌다. 중공업은 새로운 최저치를 기록했지만, 소비자 산업은 1934년까지 회복되었고, 1933년에서 1937년 사이에 생산량은 32% 증가했다. 강력한 소비자 시장의 좋은 지표는 1930년대 소매업자들의 성장이다. 예를 들어, 마크스 & 스펜서는 1929년 250만 파운드에서 1939년 2500만 파운드 이상으로 매출을 늘렸으며, 교외 지역의 급증하는 수요를 충족시키기 위해 수십 개의 새로운 지점을 개설해야 했다.
1929년 램지 맥도널드는 그의 두 번째 소수 노동당 정부를 구성했다. 정치적으로 경제 문제는 기존 정당들이 제공할 수 없는 해결책을 약속하는 급진적 운동의 부상으로 나타났다. 영국에서는 그레이트브리튼 공산당과 오스월드 모즐리 휘하의 영국 파시스트 연합의 부상에서 이를 볼 수 있었다. 그러나 그들의 정치적 영향력은 제한적이었고, 유럽의 다른 지역과 달리 기존 정당들은 심각한 도전에 직면하지 않았다. 1931년 노동당 정부는 복지 수당 삭감 범위에 대한 이견으로 국가 지출 삭감에 합의하지 못하고 사임했으며, 맥도널드가 이끄는 국민 정부로 대체되었다. 보수당은 1935년 영국 총선에서 다시 집권했다.

### 제2차 세계 대전
1939~1945년 제2차 세계 대전에서 영국은 국내 전선을 전쟁 노력에 성공적으로 동원하여, 잠재적 노동자의 가장 큰 비중을 동원하고, 생산량을 극대화하며, 적절한 기술을 적절한 작업에 할당하고, 국민의 사기와 정신을 유지하는 데 있어 매우 성공적인 기록을 세웠다. 이러한 성공의 상당 부분은 여성 노동자, 군인, 주부들을 1941년 12월 징집으로 강제한 체계적인 계획적 동원에 기인했다. 여성들은 전쟁 노력을 지지했고, 소비재 배급을 성공시켰다.

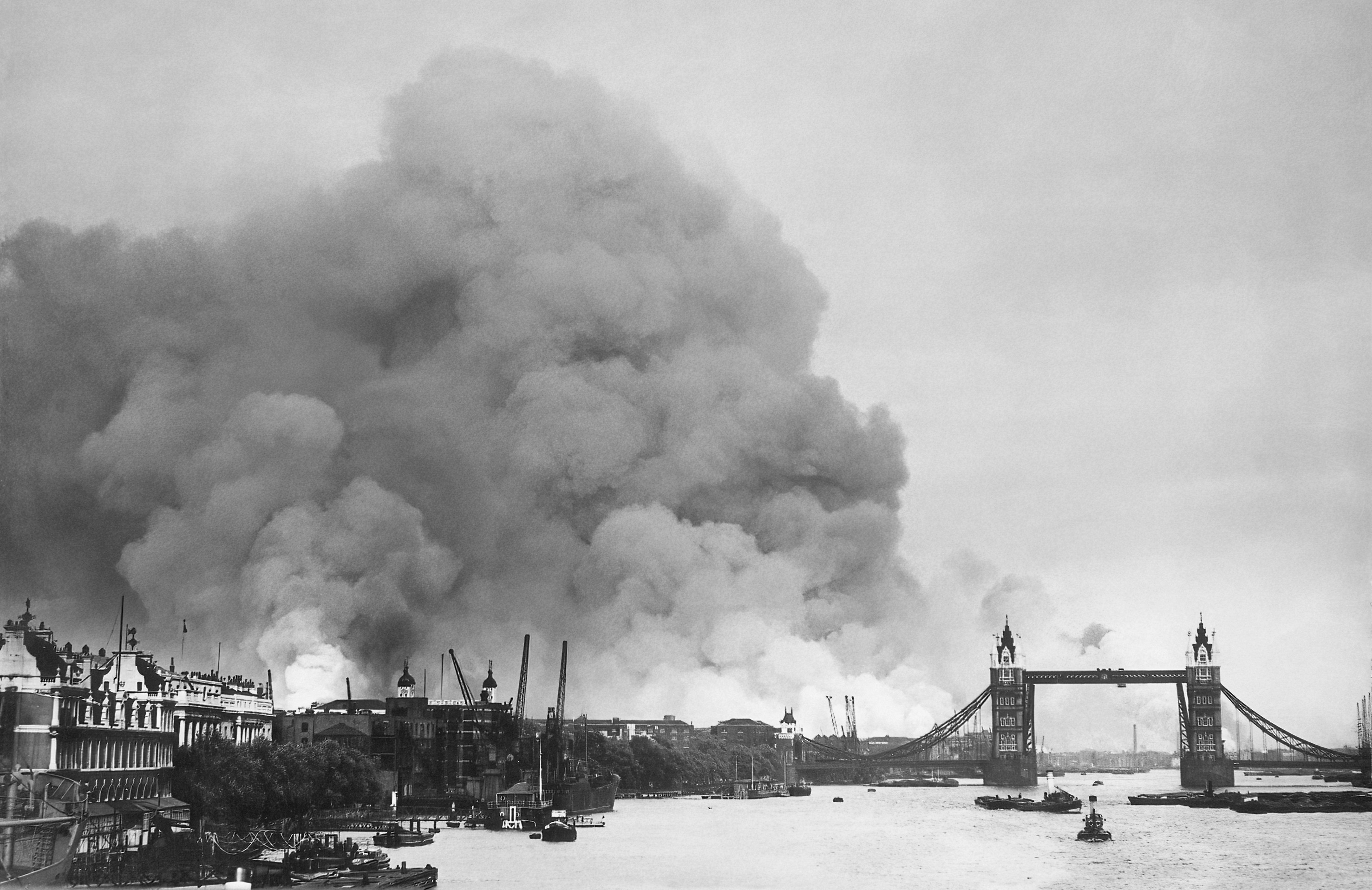
1940년 9월 7일 루프트바페의 파괴적인 야간 폭격 이후 런던의 서리 독스에서 피어오르는 연기

산업 생산은 군수품 생산으로 재편되었고, 생산량은 급증했다. 예를 들어, 철강 산업에서는 정부의 자재 위원회가 민간 부서의 필요와 전쟁 노력을 균형 있게 맞추려 노력했지만, 전략적 고려 사항이 다른 어떤 필요보다 우선시되었다. 영국 왕립 공군이 독일의 지속적인 강력한 압력을 받고 있었기 때문에 항공기 생산이 최우선 순위였다. 정부는 생산량을 최적화하기 위해 5가지 유형의 항공기에만 집중하기로 결정했다. 이들은 특별한 우선 순위를 부여받았다. 자재 및 장비 공급을 보장했으며, 다른 유형의 항공기에서 필요한 부품, 장비, 자재 및 제조 자원을 전환하는 것도 가능하게 했다. 노동력은 다른 항공기 작업에서 지정된 유형의 항공기 생산에 종사하는 공장으로 이동되었다. 비용은 문제가 되지 않았다. 신형 전투기 납품은 4월 256대에서 9월 467대로 증가했으며, 이는 손실을 충당하고도 남을 정도였다. 영국 본토 항공전이 끝난 10월, 영국 왕립 공군 전투기 사령부는 전쟁 시작 시보다 더 많은 항공기를 보유하고 승리했다. 1941년부터 미국은 총 155억 달러에 달하는 무기대여법을 통해 군수품을 제공했으며, 이는 상환할 필요가 없었다.
1939년 9월 영국과 독일 사이에 전쟁이 발발하자 영국은 환율 통제를 실시했다. 영국 정부는 금 보유고와 달러 보유고를 사용하여 대부분 미국에서 군수품, 석유, 원자재 및 기계를 지불했다. 1940년 3분기까지 영국 수출량은 1935년에 비해 37% 감소했다. 영국 정부는 미국으로부터 거의 100억 달러 상당의 주문을 약속했지만, 영국의 금과 달러 보유고는 거의 고갈되었다. 루스벨트 행정부는 영국에 대한 대규모 경제 지원을 약속했으며, 1941년 초 무기대여법을 제정하여 미국은 영국에 총 314억 달러 상당의 물품을 제공했으며, 이는 결코 상환할 필요가 없었다.

## 1945년~2001년

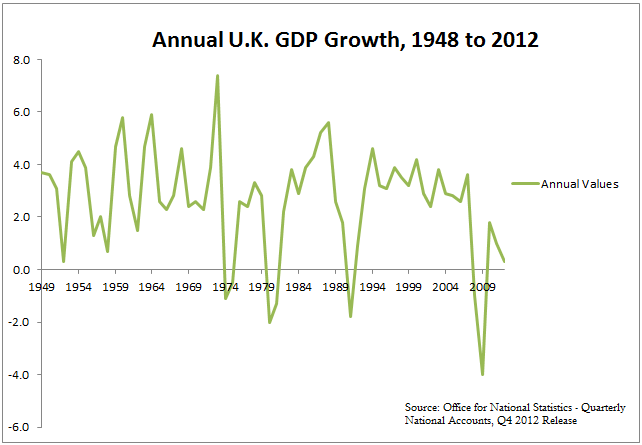
이 그래프는 1948년부터 2012년까지 연간 영국 GDP 성장률을 보여준다.

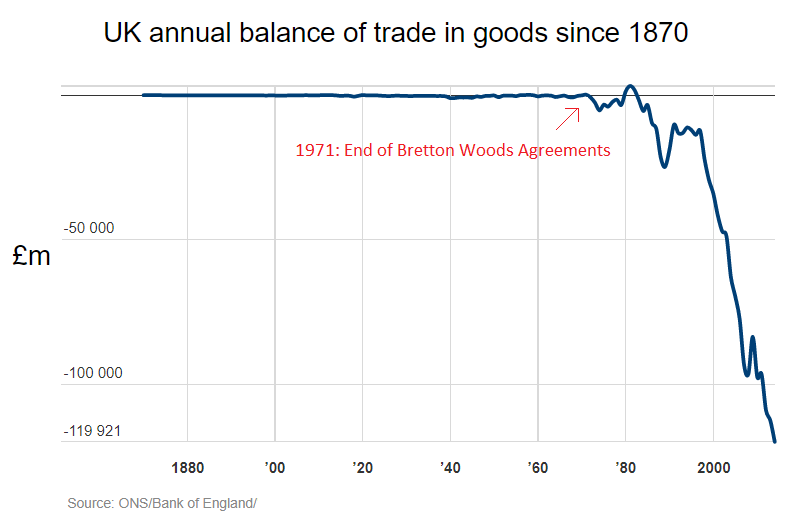
1870년 이후 영국의 연간 상품 무역수지(백만 파운드)

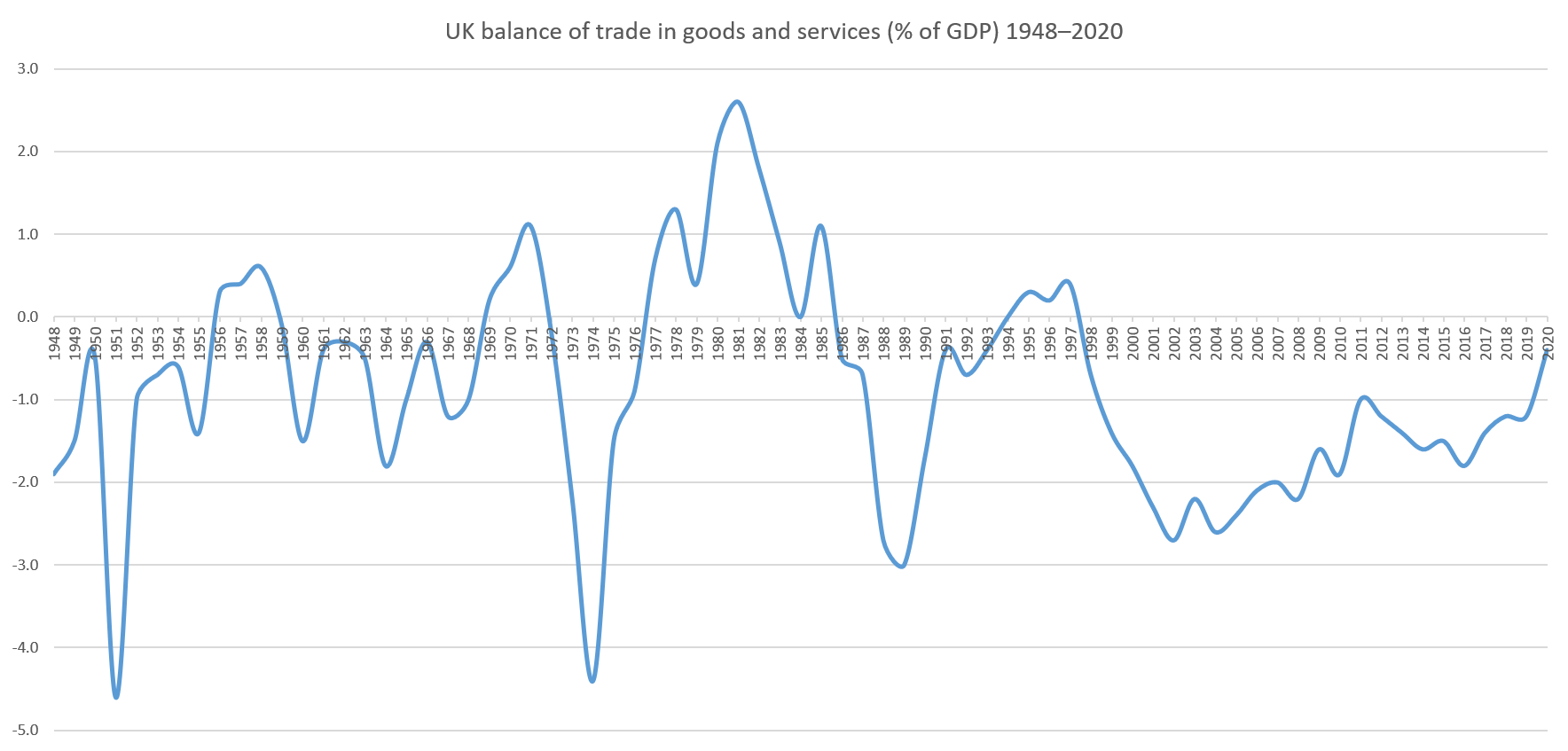
영국의 상품 및 서비스 무역수지

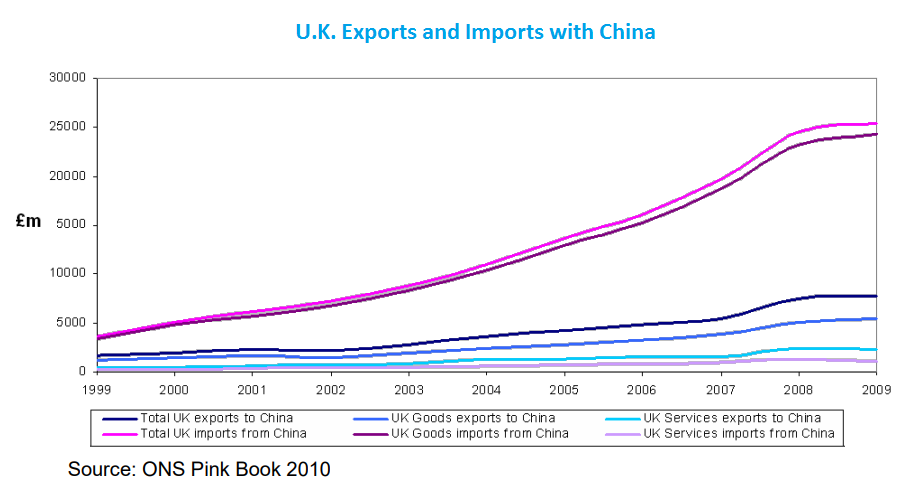
영국과 중국의 무역 (1999년~2009년)

영국은 전쟁에서 궁극적인 승리를 거두었지만, 경제적 비용은 막대했다. 영국 국부의 순손실은 1938년 가격으로 전전(戰前) 부(246억 8천만 파운드)의 18.6%(45억 9천 5백만 파운드)에 달했다. 6년간의 장기적인 전쟁과 상선단의 막대한 손실로 인해 영국은 1945년까지 전전(戰前) 수출 무역의 3분의 2를 잃었다. 수출 시장의 상실은 또한 미국의 달러 부족을 야기했는데, 이는 영국의 전쟁 부채를 갚고 미국으로부터의 수입을 유지하는 데 중요했다. 영국의 금과 통화 보유고는 대부분 고갈되었고, 정부는 전쟁 노력을 위해 대부분의 영국 해외 자산을 팔 수밖에 없었다. 1945년 8월 미국이 무기대여법을 종료하자, 영국은 미국으로부터 필수 물품 수입 비용을 지불할 수 없게 되었다. 미국은 무기대여법 부채 2천만 달러를 취소하는 데 동의했지만, 영국은 1945년 12월 미국으로부터 2% 이자율로 37억 5천만 달러의 대출을 받을 수밖에 없었다. 미국/영국 무역 불균형은 매우 심각하여, 불균형을 줄이고 대출 상환을 위한 귀중한 미국 달러를 보존하기 위해 배급을 연장해야 했다.
연속적인 정부들은 영국 세계 강국이라는 허황된 생각에 마셜 플랜 원조 수십억 달러를 낭비하여 영국의 경제적 미래를 위태롭게 했다. 노동당 정부는 서독처럼 27억 달러(독일은 17억 달러를 받았다)의 원조를 산업 현대화에 사용하지 않기로 선택했다. 독일은 폭스바겐 공장과 같은 공장들을 재건했다. 독일, 프랑스, 이탈리아는 모든 전철 노선이 완전히 재건되었다. 영국에서는 증기기관, 기계식 신호, 낡은 철로가 1960년대까지 남아 있었다. 또한 영국의 도로 및 통신망은 여전히 부적절하고 제대로 유지되지 않으며 시대에 뒤떨어져 있었다.
1950-51년까지 영국은 GNP의 7.7%를 국방비로 지출했지만, 독일과 일본은 아무것도 지출하지 않았다.
1945년 영국 총선에서 유럽 전쟁 종전 직후 클레멘트 애틀리가 이끄는 노동당이 압도적인 다수(사상 첫 단독 과반)로 당선되어 영국 경제에 대대적인 개혁을 도입했다. 세금이 인상되었고, 산업이 국유화되었으며, 국민 보건 서비스, 연금, 사회 보장을 포함한 복지국가가 확대되었다. 대부분의 배급은 1950년에 해제되었으며, 일부는 1954년까지 유지되었다.
이후 15년 동안 영국은 역사상 가장 빠른 성장률을 기록하며 제2차 세계 대전의 황폐화에서 회복하고 이전 경제 규모를 빠르게 넘어섰다. 특히 1951년 보수당이 다시 집권한 후 경제는 더욱 강해졌으며, 전쟁 지도자였던 윈스턴 처칠 경이 1955년 영국 총선에서 앤서니 이든에게 자리를 물려주기 전까지 계속 이끌었다. 그러나 1956년 수에즈 위기는 정부의 명성과 영국의 국제적 위상을 약화시켰고, 이든이 1957년 초 사임하고 해럴드 맥밀런이 그 뒤를 잇게 만들었다.
1959년까지 감세는 생활 수준을 향상시키고 강력한 경제를 가능하게 했으며 낮은 실업률을 기록했다. 1959년 10월에는 보수당이 세 번째 연속 총선에서 크게 증가한 다수표로 승리했는데, 이는 노동당의 미래 선거 성공 가능성에 대한 대중과 언론의 의문을 불러일으켰다. 휴 게이츠컬 노동당 대표는 프랑스와 서독의 중앙 집중식 산업의 성공에 크게 기반한 새로운 경제 계획을 당에 제시했으며, 1960년대에는 후자의 경제가 1915년 이후 처음으로 유럽 최대 경제국으로 영국을 추월했다. 해럴드 윌슨과 앤서니 웨지우드 벤은 이 아이디어를 더욱 발전시켜 1964년 선거에서 당의 공약의 핵심이 되었다.
영국 경제는 1960년대까지 낮은 실업률과 함께 강세를 유지했지만, 10년이 끝나갈 무렵에는 이러한 성장이 둔화되기 시작했고 실업률은 다시 상승했다. 1964년 영국 총선에서 근소한 차이로 보수당의 13년 통치를 끝내고 1966년 영국 총선에서 다수표를 늘렸던 해럴드 윌슨 노동당 대표는 1970년 영국 총선에서 의외로 실각했다. 새로운 보수당 정부는 에드워드 히스가 이끌었다.
1970년대 영국은 실업률 상승, 빈번한 파업, 심각한 인플레이션으로 고통받는 장기적인 상대적 경제 침체기를 겪었다. 보수당 정부인 1970년 - 1974년 (에드워드 히스 주도)이나 후임 노동당 정부 (해럴드 윌슨 주도, 1976년부터 제임스 캘러헌 주도) 모두 국가의 경제 쇠퇴를 막을 수 없었다. 1970년대에 인플레이션은 두 번이나 20%를 초과했으며, 10% 미만인 적은 거의 없었다.
실업률은 1972년까지 100만 명을 넘어섰고, 10년이 끝나갈 무렵에는 더욱 증가하여 1978년에는 150만 명을 넘어섰다. 1978/79년 겨울은 불만의 겨울로 알려진 공공 부문 파업의 연속을 가져왔고, 이로 인해 1979년 3월 캘러헌의 노동당 정부가 붕괴되었다(1974년 10월에 얻은 3석의 의회 과반수를 잃은 지 2년 후).
이는 1975년 에드워드 히스의 뒤를 이어 보수당 대표가 된 마거릿 대처의 당선으로 이어졌다. 그녀는 경제에서 정부의 역할을 축소하고 노동조합의 힘을 약화시켰다. 20세기 마지막 두 decade 동안에는 서비스 제공업체가 증가하고 제조업과 중공업이 감소했으며, 경제의 일부 부문이 민영화되었다.

### 1945~1951: 긴축 시대
제2차 세계 대전이 끝난 후 영국 경제는 또다시 막대한 절대적 부를 잃었다. 경제는 전적으로 전쟁의 필요에 따라 움직였으며 평화로운 생산으로 재편성하는 데 시간이 걸렸다. 영국의 경제 상황은 황폐화된 유럽 이웃 국가들에 비해 상대적으로 강했다. 1947년 영국 수출액은 서유럽 전체 수출액과 맞먹는 가치였다. 전쟁이 끝나갈 것을 예상하고, 미국은 전쟁 내내 전후 무역과 국제 자본 흐름을 자유화하여 이전에 폐쇄되었던 시장, 특히 대영 제국의 파운드 스털링 블록에 진출하기 위해 협상했다. 이는 1941년 대서양 헌장, 1944년 브레턴우즈 체제의 설립, 그리고 약화된 영국 경제로 인해 미국이 행사할 수 있었던 새로운 경제력을 통해 실현될 것이었다.

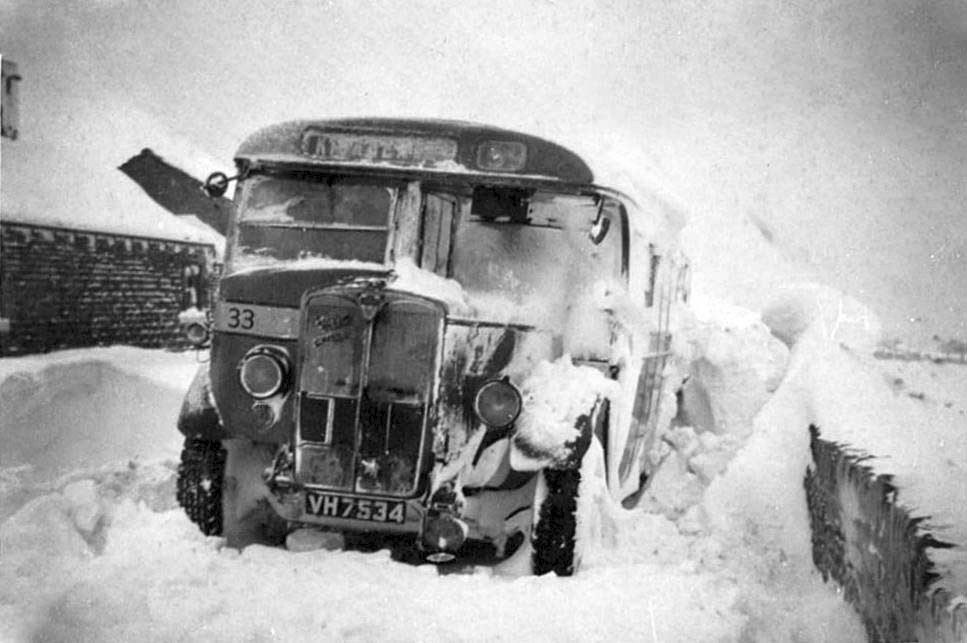
1946-47년 기록적인 혹한의 겨울 동안 허더즈필드에 눈에 갇힌 버스. 이 겨울은 심각한 연료 부족을 야기하고 영국의 취약한 전후 경제 회복에 타격을 입혔다.

태평양 전쟁이 끝난 직후 미국은 무기대여법을 중단했지만, 영국에 43억 3천만 달러의 장기 저리 대출을 제공했다. 이 대출은 2%의 낮은 이자율로 37억 5천만 달러(2023년 기준으로 585억 9천만 달러에 해당)였으며, 캐나다는 추가로 19억 달러(2023년 기준으로 296억 9천만 달러에 해당)를 대출했다.
1946년-1947년 영국의 겨울은 매우 혹독하여 생산이 감소하고 석탄이 부족해졌으며, 이는 다시 경제에 영향을 미쳐 1947년 8월 환전이 시작될 무렵에는 경제가 필요한 만큼 강하지 못했다. 노동당 정부가 환전을 시행하자 파운드가 달러로 거래되면서 파운드화 유출이 발생했다. 이는 영국 경제에 큰 타격을 주었고 몇 주 만에 환전이 중단되었다. 1949년까지 영국 파운드화는 과대 평가된 것으로 보였으며, 1949년 9월 18일 파운드당 4.03달러에서 2.80달러로 평가절하되었다. 미국 달러는 세계 최고의 통화가 되었다.
전후 영국의 주요 경제 우선순위는 영국의 달러 적자를 해결하기 위해 수출을 늘리는 것이었다. 이를 위해서는 배급을 연장해야 했으며, 영국 상품과 농산물은 수출 시장에 우선적으로 공급되었다. 유럽 대륙 국가들에서는 전쟁이 끝난 지 몇 년 만에 배급이 폐지되었지만, 영국은 배급 제한을 실제로 강화했으며 1954년까지 완전히 폐지하지 않았다. 미국은 경제에 33억 달러를 투입하고 기업가들이 경영 방식에 대한 접근 방식을 현대화하도록 장려하는 마셜 플랜 지원(대부분 보조금, 일부 대출)을 시작했다. 그러나 마셜 원조는 산업 현대화와 경제 활성화라는 원하는 효과를 내지 못했는데, 자금의 97%가 영국 부채 상환에 사용되었기 때문이었다. 이로 인해 영국은 프랑스와 서독과 같은 경쟁국에 비해 상대적인 불이익을 받게 되었는데, 이들 국가는 자금을 산업과 인프라에 직접 투자하여 장기적으로 더 경쟁력 있고 효율적인 경제를 구축할 수 있었다.

### 국유화
1945년에서 1951년까지의 노동당 정부는 산업 국유화와 국가 주도의 경제를 포함하는 집산주의에 뿌리를 둔 정치 프로그램을 시행했다. 양차 세계 대전은 더 큰 국가 개입의 가능한 이점을 보여주었다. 이는 전후 경제의 미래 방향을 강조했으며, 보수당에서도 대체로 지지되었다. 그러나 국유화에 대한 초기 희망은 실현되지 않았고, 국가 소유보다는 국가 지시와 같은 경제 관리에 대한 보다 미묘한 이해가 나타났다. 광범위한 국유화 프로그램이 달성되면서 케인스주의적 영국 경제 관리가 채택되었다.

#### 침체된 지역
전후 노동당 정부와 함께, 영국의 만성적인 침체 지역을 개혁하기 위한 의도를 가진 종합적인 경제 계획 시도가 이루어졌다. 1945년 산업 분배법은 1940년 발로우 보고서의 연구 결과에 따라 잉글랜드 북동부, 스코틀랜드, 웨일스를 "개발 지역"으로 지정했는데, 이 보고서는 지목된 문제 지역의 완전한 경제적 개혁을 권고했다. 1945년에서 1950년 사이에 영국 정부는 이 지역에 481개의 새로운 공장 건설에 약 3억 파운드를 쏟아부었으며, 이 공장들은 민간 산업에 임대될 예정이었다. 또한 런던 정부의 적극적인 장려로 문제가 있는 지역에 505개의 사유 공장이 건설되었다. 이러한 활동으로 약 20만 개의 새로운 일자리가 창출되었다.

#### 석탄
탄광 국유화 정책은 1945년 선거 이전에 소유주와 광부 모두에게 원칙적으로 받아들여졌다. 소유주들은 1억 6천5백만 파운드를 지불받았다. 정부는 탄광을 관리하기 위해 국립 석탄 위원회를 설립했고, 시스템 현대화를 위해 1억 5천만 파운드를 대출해 주었다. 석탄 산업의 전반적인 상태는 수년 동안 생산성이 낮아 불만족스러웠다. 1945년에는 1890년보다 탄광에 28% 더 많은 노동자가 있었지만, 연간 생산량은 8%만 증가했다. 젊은 사람들은 탄광을 기피했다. 1931년에서 1945년 사이에 40세 이상의 광부 비율은 35%에서 43%로 증가했으며, 65세 이상 광부는 2만 4천 명이었다. 1938년에서 1945년 사이에 지상 노동자 수는 3,200명만 감소했지만, 같은 기간 동안 지하 노동자 수는 69,600명 감소하여 광산 노동력의 균형이 크게 변화했다. 1945년에 광산 사고, 고장, 수리 비용이 1939년에 비해 생산량 측면에서 거의 두 배나 비쌌던 것은 아마도 전쟁의 부산물이었을 것이다. 1946년 생산량은 주당 평균 330만 톤이었다. 1946년 여름까지 500만 톤의 비축량으로는 다가올 겨울의 석탄 부족에 직면할 것이 분명해졌다. 국유화는 공공 소유에 대한 준비 부족과 변화 이전에 산업을 안정화하는 데 실패했음을 드러냈다. 또한 수요를 충족시키기 위한 석탄 생산을 유지하거나 늘리기 위한 중요한 인센티브도 부족했다.

### 1950년대의 번영

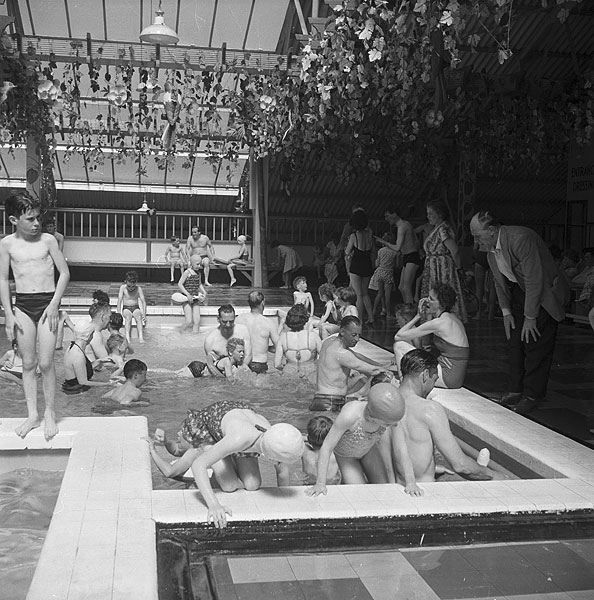
1950년대 웨일스 프윌헬리의 벗린스 휴가 캠프. 휴가 캠프는 전후 영국의 새로운 번영과 여가를 상징했다.

1950년대와 1960년대는 번성하는 시기였으며, 경제의 지속적인 현대화를 목격했다. 예를 들어, 최초의 고속도로 건설이 대표적이었다. 영국은 세계 경제에서 금융적 역할을 유지하고 확대했으며, 영어 교육 시스템을 전 세계 학생들에게 홍보하는 데 활용했다. 이 시기 동안 실업률은 상대적으로 낮았고, 생활 수준은 계속 상승했으며, 새로운 민간 및 공공 주택 개발이 늘어나고 빈민가 건물의 수는 감소했다. 처칠과 보수당은 1951년 선거 이후 다시 집권했지만, 그들은 1940년대 후반 노동당이 제시한 복지 국가 정책을 대체로 계속 유지했다.
1950년대와 1960년대의 "황금기" 동안 영국의 실업률은 평균 2%에 불과했다. 번영이 돌아오면서 영국인들은 가족 중심적인 성향을 띠게 되었다. 전쟁 후 여가 활동은 더 많은 사람들에게 접근 가능해졌다. 1930년대에 처음 문을 연 휴가 캠프는 1950년대에 인기 있는 휴가 장소가 되었고, 사람들은 개인적인 취미를 추구할 돈을 점차 더 많이 가지게 되었다. 영국방송공사의 초기 텔레비전 서비스는 1952년 엘리자베스 2세의 대관식으로 큰 인기를 얻었으며, 전 세계적으로 2천만 명의 시청자를 끌어모았고, 수천만 명 이상이 라디오로 시청하여 중산층이 텔레비전을 구매하는 동기가 되었다. 1950년에는 1%만이 텔레비전을 소유했지만, 1965년에는 25%가 소유했다. 1950년 이후 긴축 정책이 완화되고 소비자 수요가 계속 증가함에 따라, 노동당은 그들이 요구하는 사회주의의 반대되는 개념인 소비주의를 피함으로써 스스로에게 해를 끼쳤다.
작은 동네 상점들은 점차 다양한 상품, 스마트한 광고, 빈번한 세일을 제공하는 체인점과 쇼핑 센터로 대체되었다. 자동차는 영국 생활의 중요한 부분이 되었고, 도심 혼잡과 주요 도로를 따라 가로개발이 생겨났다. 이러한 문제들은 신규 주택 개발로부터 시골을 보호하기 위한 개발제한구역의 개념으로 이어졌다.
제2차 세계 대전 이후 평균 생활 수준은 1950년부터 1965년까지 평균 실질 임금이 40% 상승하면서 극적으로 증가했다. 전통적으로 임금이 낮았던 반숙련 및 미숙련 직업의 노동자들은 임금과 생활 수준에서 특히 현저한 개선을 보였다. 소비 측면에서는 더욱 평등해졌는데, 특히 지주 계층이 세금 납부에 어려움을 겪고 소비 수준을 줄여야 했기 때문이다. 임금 인상으로 인해 같은 기간 동안 소비지출도 약 20% 증가했으며, 경제 성장은 약 3%를 유지했다. 또한 마지막 식량 배급은 1954년에 종료되었고, 같은 해에 할부 구매 통제도 완화되었다. 이러한 변화의 결과로 상당수의 노동 계급이 처음으로 소비자 시장에 참여할 수 있게 되었다.
다양한 부가 혜택에 대한 자격이 향상되었다. 1955년에는 96%의 육체 노동자들이 2주 유급 휴가를 받을 자격이 있었는데, 이는 1951년 61%에 비해 증가한 수치이다. 1950년대 말까지 영국은 세계에서 가장 부유한 국가 중 하나가 되었고, 1960년대 초에는 대부분의 영국인들이 이전에 소수의 인구에게만 알려졌던 번영 수준을 누리게 되었다. 젊고 결혼하지 않은 사람들에게는 수십 년 만에 처음으로 여가, 의류, 사치품에 쓸 여유 돈이 생겼다. 1959년, 퀸 잡지는 "영국은 전례 없는 풍요로운 생활의 시대에 진입했다"고 선언했다. 평균 임금은 높았고 일자리는 풍부했으며, 사람들은 개인적인 번영이 더욱 높아지는 것을 보았다. 해럴드 맥밀런 총리는 "부자의 사치품이 가난한 자의 필수품이 되었다"고 주장했다. R. J. 언스테드가 요약한 바로는 다음과 같다.
인생의 기회는, 비록 동등하지는 않았지만, 이전 어느 때보다 훨씬 더 공정하게 분배되었고, 특히 주급 생활자는 1930년대에는 거의 믿을 수 없었을 생활 수준을 얻었다.
역사가 마틴 푸는 다음과 같은 지적을 했다.
케인스 경제 관리는 영국 노동자들이 완전 고용의 황금 시대를 누릴 수 있게 해주었고, 이는 워킹맘에 대한 보다 유연한 태도와 결합하여 두 소득 가구가 확산되도록 이끌었다. 인플레이션은 약 4%였고, 주당 평균 임금은 1951년 8파운드에서 1961년 15파운드로 증가했으며, 주택 소유율은 1939년 35%에서 1966년 47%로 확산되었고, 신용 규제 완화는 소비재 수요를 촉진했다.
주부들의 최우선 선택은 세탁기였다. 소유율은 1955년 18%에서 1958년 29%, 1966년 60%로 급증했다. 1963년까지 전체 개인 가구의 82%가 텔레비전을, 72%가 진공청소기를, 30%가 냉장고를 소유했다. 존 버넷은 소유가 사회 계층 아래로 확산되어 전문직 및 육체 노동자 간의 소비 격차가 상당히 줄어들었다고 지적한다. 가정 편의 시설의 제공은 세기 후반 수십 년 동안 꾸준히 개선되었다. 1971년부터 1983년까지 고정 욕조 또는 샤워 시설을 단독 사용하는 가구는 88%에서 97%로 증가했으며, 내부 화장실을 사용하는 가구는 87%에서 97%로 증가했다. 또한 중앙 난방이 있는 가구의 수는 같은 기간 동안 거의 두 배로 증가하여 34%에서 64%로 증가했다. 1983년까지 전체 가구의 94%가 냉장고를, 81%가 컬러 텔레비전을, 80%가 세탁기를, 57%가 냉동고를, 28%가 건조기를 소유했다.

### 상대적 쇠퇴
그러나 유럽적 관점에서 영국은 발전 속도를 따라가지 못했다. 1950년에서 1970년 사이에 영국은 인구 100명당 전화, 냉장고, 텔레비전, 자동차, 세탁기 수 면에서 유럽 공동 시장 국가들 대부분에 추월당했다. 교육 제공은 확대되었지만, 이웃 유럽 국가들만큼 빠르게는 아니었다. 1980년대 초까지 프랑스와 서독에서는 약 80%에서 90%의 학교 졸업생들이 직업 훈련을 받았던 반면, 영국에서는 40%에 불과했다. 1980년대 중반까지 미국과 서독에서는 80% 이상, 일본에서는 90% 이상의 학생들이 18세까지 교육을 계속했지만, 영국 학생들은 33%에 불과했다. 1987년에는 16세에서 18세 청소년 중 35%만이 전일제 교육 또는 훈련을 받았는데, 이는 미국 80%, 일본 77%, 프랑스 69%, 독일 49%와 비교된다.
1950년대 내내 꾸준했지만 영국의 경제 성장은 대륙만큼 빠르지 않았다. 통계는 신중하게 해석해야 한다. 영국은 경제 발전과 도시화 측면에서 다른 일부 유럽 국가들보다 훨씬 앞서 있었다. 이탈리아, 프랑스, 스페인과 같이 제2차 세계 대전이 끝날 무렵 압도적으로 농업적 특성을 지녔던 국가들은 영국이 이미 19세기에 경험했던 급속한 산업화 및 도시화 과정을 겪고 있었다. 이 설명은 경제학자들 사이에서 "조기 시작 이론"으로 알려져 있으며, 왜 유럽 국가들이 영국에 비해 산업에서 현저히 더 강력한 절대 성장을 보였는지 설명한다. 영국은 이미 후기 산업 사회, 서비스 기반 경제로 전환하고 있던 국가였다. 이들 국가는 공장에서 일할 농업 인구를 도시로 끌어들일 수 있는 대규모 잉여 농업 인구를 보유하고 있었던 반면, 유럽에서 가장 도시화된 국가인 영국은 1945년까지 인구의 5%만이 농업에 고용되었을 뿐이었다(1977년까지 2.7%로 감소). 따라서 저임금 공장 노동을 위한 새로운 노동력의 전통적인 공급원인 농촌 노동자는 영국에서 사실상 존재하지 않았으며, 이는 성장 잠재력을 제약했다. 영연방, 그리고 나중에는 유럽으로부터의 이민은 공식적으로 인지된 이러한 노동력 부족에 대한 하나의 정책적 대응이었다.
영국 산업계에는 체계적인 불황도 있었는데, 이는 비효율적이고 혁신에 반대하는 것으로 유명했다. 토니 주트는 전후 산업가들의 지배적인 태도를 다음과 같이 묘사했다. "영국 공장 관리자들은 새로운 시장에서 새로운 제품으로 위험을 감수하기보다는 투자 부족, 제한된 연구 개발, 낮은 임금, 줄어드는 고객층이라는 주기로 운영하는 것을 선호했다." 영국 정부가 국가의 달러 적자를 해결하기 위해 수출에 지나치게 강조를 둔 것이 상황을 악화시켰는데, 이는 제조업자들이 기계를 현대화하거나 새로운 기술을 도입하거나 생산 방식을 개선하는 것을 희생하면서 생산량 확장에 모든 투자를 하도록 장려했기 때문이다. 이 정책은 단기적으로는 지속 가능했는데, 1940년대 후반과 1950년대 초 세계 무역이 호황을 누렸고, 영국은 크고 상대적으로 손상되지 않은 산업 기반을 가지고 있어 수요를 충족시킬 수 있는 독특하게 유리한 위치에 있었기 때문이다. 1950년에는 세계 수출의 25%가 영국산이었고, 영국 제조업 제품의 총량은 프랑스와 독일을 합친 것의 두 배였다. 그러나 1950년대 후반까지 서독, 프랑스, 일본, 이탈리아의 경제는 전쟁으로 인한 기반 시설 손상에서 회복되었고, 파괴된 재고를 최첨단 기계로 교체하고 "패배에 의한 회춘"이라는 과정으로 현대적인 생산 방식을 적용했다. 대륙 정부는 이탈리아와 프랑스의 경우 특정 산업에 대한 직접 투자/보조금을 통해, 또는 프랑스와 서독의 경우 국립 은행을 통한 쉬운 신용 접근을 장려함으로써 적극적으로 회복을 촉진했다. 영국 산업가들은 자국 정부로부터 그러한 개입을 전혀 받지 못했으며, 정부는 민간 부문을 거의 내버려 두었다. 영국 상품은 파운드의 과대평가로 인해 해외에서 더 비쌌지만, 미국, 독일, 이탈리아에서 세계 시장으로 쏟아져 나오는 제품에 비해 품질이 떨어졌다.
1950년대 후반과 1960년대에 대영 제국에서 급속한 탈식민화가 진행되면서 영국 산업은 더욱 큰 타격을 입었다. 영국은 폐쇄된 파운드 스털링 블록에 의해 강제된 제국 내 소비자 시장에 대한 사실상의 독점권을 누렸지만, 영토가 독립하여 자체 무역 협정을 자유롭게 협상할 수 있게 되면서 경쟁할 수 없게 되었다.

#### 수에즈 위기
1950년대가 전반적으로 영국에게 번영의 시기였음에도 불구하고, 1956년 11월의 수에즈 위기는 재정 위기와 파운드화에 대한 투기적 매도 압력을 촉발시켰으며, 이는 전후 영국 재정의 취약성을 강조했다. 1956년 7월 이집트가 수에즈 운하 회사(당시 프랑스 회사였으나 영국 정부가 다수 지분을 소유)를 국유화한 후 1956년 10월 말 영국, 프랑스, 이스라엘의 수에즈 운하 지대 삼자 침공은 영국 위신과 경제에 재앙이었다. 미국과 유엔은 점령에 강력히 반대했으며, 이는 외국 정부들이 보유 자산을 회수하여 미국 달러나 금으로 전환하면서 파운드화 유출을 야기했다. 침공 직전까지 불안한 투자자들과 외국 정부들이 2억 1,400만 파운드를 인출했다. 영국이 국유화에 대응하여 이집트의 보유 자산을 동결하기로 결정한 것은 다른 외국 정부들 사이에서 그들이 이집트의 대의를 지지할 경우 자신들의 자산도 동결될 수 있다는 공포를 불러일으켰다. 침공과 함께 추가로 2억 7,900만 파운드가 인출되어 스털링 준비금은 겨우 19억 6천5백만 파운드만 남았다. 잉글랜드 은행은 외환 시장에서 파운드를 매입하여 평가절하를 막으려 했고, 그 과정에서 귀중한 달러 준비금을 소진했다. 11월까지 달러 준비금은 영국이 1940년대 후반부터 유지하려고 했던 20억 달러 기준점 아래로 떨어졌다. 운하가 선박 운항에 폐쇄되면서 영국은 미국 석유 수입에 의존하게 되었고, 파운드화 평가절하는 석유 가격을 더 비싸게 만들고 심각한 인플레이션을 유발할 가능성이 있었다.
침공 후 며칠 만에 영국은 휴전을 선언했고 앤서니 이든 총리는 국제 통화 기금에 5억 6천만 달러 대출을 요청했으며, 이는 영국이 운하 지역에서 철수하는 조건으로만 승인되었다. 이 조건에 동의했고, 영국은 국제 통화 기금과 미국 수출입 은행을 통해 총 13억 달러의 대출을 받았다. 영국은 12월 22일까지 운하 지역에서 철수를 완료했으며, 파운드화는 1957년 1월까지 위기 이전의 달러 대비 환율로 돌아갔지만, 국제 준비 통화로서의 가치를 거의 잃을 뻔했다.

### 1960~1979: 60년대와 70년대

#### 탈산업화
영국은 특히 중공업(광업 및 철강 등)과 경공업 모두에서 상당한 탈산업화를 겪었다. 새로운 일자리가 생겨났지만, 이는 낮은 임금을 제공하거나 해고된 노동자들이 갖지 못한 고도의 기술을 요구했다. 한편, 정치적 반향은 커지고 있었다. 짐 톰린슨은 탈산업화가 중요한 현상이지만, 그것이 쇠퇴나 실패를 의미하는 것은 아니라고 동의한다.
영국의 세계 제조업 생산량 점유율은 1830년 9.5%에서 1870년대 22.9%로 증가했다. 이는 1913년 13.6%, 1938년 10.7%, 1973년 4.9%로 감소했다. 해외 경쟁, 노동조합주의, 복지 국가, 대영 제국의 상실, 혁신 부족 등이 산업 쇠퇴의 원인으로 제시되었다. 이는 1970년대에 세계적인 에너지 위기, 높은 인플레이션, 아시아로부터의 저가 제조업 제품의 극적인 유입과 함께 위기점에 도달했다. 탄광업은 빠르게 붕괴되어 21세기에는 사실상 사라졌다. 철도는 노후화되었고, 섬유 공장은 폐쇄되는 수가 개장하는 수보다 많았으며, 철강 고용은 급격히 감소했고, 자동차 제조 산업은 사실상 사라졌다(일부 고급 생산 제외). 정부는 1964년에 높은 실업률을 겪는 저개발 또는 산업적으로 노후화된 지역이 경제 보조금의 혜택을 받을 것이라고 결정했으며, 적어도 세 개의 알루미늄 제련소는 "총 1억 4천4백만 달러에 달하며 공장 및 기계에 대한 40% 투자 보조금을 나타내는" 보조금을 받았다. 가장 큰 두 개의 제련소는 원자력 비용의 예상치 못한 돌파구를 기반으로 저렴한 대량 전력 판매를 승인하는 결정에 의해 육성되었다. 이전에 영국에서는 높은 전력 비용이 전해 알루미늄 산업(막대한 전력 사용자)에 불리하게 작용했다. ... 국내 1차 알루미늄 산업 개발을 장려하는 또 다른 목적은 수입을 줄이는 것이었다. 이전에는 영국의 1차 생산은 브리티시 알루미늄의 스코틀랜드 소규모 제련소 두 곳에서만 이루어졌으며, 1970년 총 생산량은 39,000톤이었다.
대중의 반응은 매우 다양했다. 팀 스트랭글맨 외 연구자들은 영향을 받은 노동자들로부터 다양한 반응을 발견했다. 예를 들어, 일부는 새로 발견된 개인 경제적 불안정에 대처하기 위해 영광스러운 산업 과거를 언급했고, 다른 일부는 도움을 얻기 위해 유럽 연합을 찾았다. 이러한 반향이 2016년 브렉시트 찬성 투표에 기여했다는 주장이 제기되었다.
경제학자들은 영국 탈산업화를 설명하기 위해 두 가지 대안적 해석을 제시했다. 첫 번째는 옥스포드 경제학자 로버트 베이컨과 월터 엘티스가 개발했다. 그들은 공공 부문의 확장이 민간 부문에 충분한 노동력과 자본을 박탈했다고 주장한다. 다시 말해, 정부가 민간 부문을 "밀어냈다(crowded out)". 이 이론의 변형은 세금 증가가 임금과 이익에 필요한 자금을 삭감했다고 강조한다. 노동조합의 임금 인상 요구는 민간 부문의 수익성 하락과 투자 감소를 초래했다. 그러나 많은 경제학자들은 공공 지출이 실업률을 높인 것이 아니라 낮췄다고 반박한다.
두 번째 설명은 윈 고들리와 프랜시스 크립스와 관련된 뉴 캠브리지 모델이다. 이 모델은 영국 산업의 장기적인 쇠퇴와 경쟁력을 강조한다. 특히 1970년대 동안 제조업 부문은 국내 및 국제 시장 점유율을 꾸준히 잃었다. 역사적으로 수출이 수입을 크게 초과했던 흑자는 균형 상태로 미끄러졌다. 이 균형은 주로 북해유전에서 유지되고 있으며, 농업 및 서비스 부문의 일부 효율성 개선에서 약간 덜 유지된다. 뉴 캠브리지 모델은 경쟁력 하락에 대한 여러 가지 다른 원인을 제시한다. 1970년대까지 이 모델은 열악한 납기, 제품의 나쁜 디자인, 전반적인 낮은 품질을 강조한다. 이는 영국에서 연구 수준은 높지만 산업은 혁신을 구현하는 데 뒤처졌다는 것을 의미한다. 1979년 이후 이 모델은 다른 통화에 대한 파운드 스털링의 평가 절상을 지적하여 영국 제품이 더 비싸졌다고 말한다. 정책 측면에서 뉴 캠브리지 모델은 일반적인 수입 통제를 권장하며, 그렇지 않으면 실업이 계속 증가할 것이라고 말한다. 이 모델은 탈산업화가 장기적으로 국가의 국제수지 균형을 유지하는 능력을 위협하는 심각한 문제임을 시사한다. 북해유전이 고갈된 후의 상황은 문제가 있어 보인다. 탈산업화는 심각한 사회적 결과를 초래한다. 제조업 부문에서 숙련된 노동자들은 더 이상 필요하지 않으며, 더 낮은 임금의 기술적으로 가치가 낮은 일자리로 밀려난다. 컴퓨터화와 세계화가 그 문제를 가중시키고 있다. 니콜라스 크래프츠는 전후 기간 동안 영국 경제의 상대적으로 낮은 생산성 성장을 장비 및 기술에 대한 투자 부족, 열악한 경영, 불충분한 경쟁, 기능 장애가 있는 경영-노동 관계 및 잘못된 경제 정책의 복합적인 실패에 기인한다고 본다.
탈산업화는 광업, 중공업, 제조업 분야의 많은 기업 폐쇄를 의미했으며, 그 결과 고임금의 노동 계급 일자리가 사라졌다. 오래된 사업체가 문을 닫고 새로운 사업체가 문을 여는 등 어느 정도의 이직은 항상 발생했다. 그러나 1973년 이후의 상황은 세계적인 에너지 위기와 아시아로부터의 저가 제조업 제품 유입으로 달랐다. 탄광업은 서서히 붕괴되었고, 21세기에는 마침내 사라졌다. 철도는 노후화되었고, 섬유 공장은 개장하는 수보다 폐쇄되는 수가 더 많았으며, 철강 고용은 급격히 감소했고, 자동차 산업은 일부 고급 생산을 제외하고는 사실상 사라졌다. 대중의 반응은 다양했다. 21세기까지 불만은 정치적 영향을 미칠 만큼 축적되었다. 정치적 반향은 2016년 브렉시트 찬성 투표라는 예상치 못한 대중 투표에서 최고조에 달했다.

#### 스태그네이션

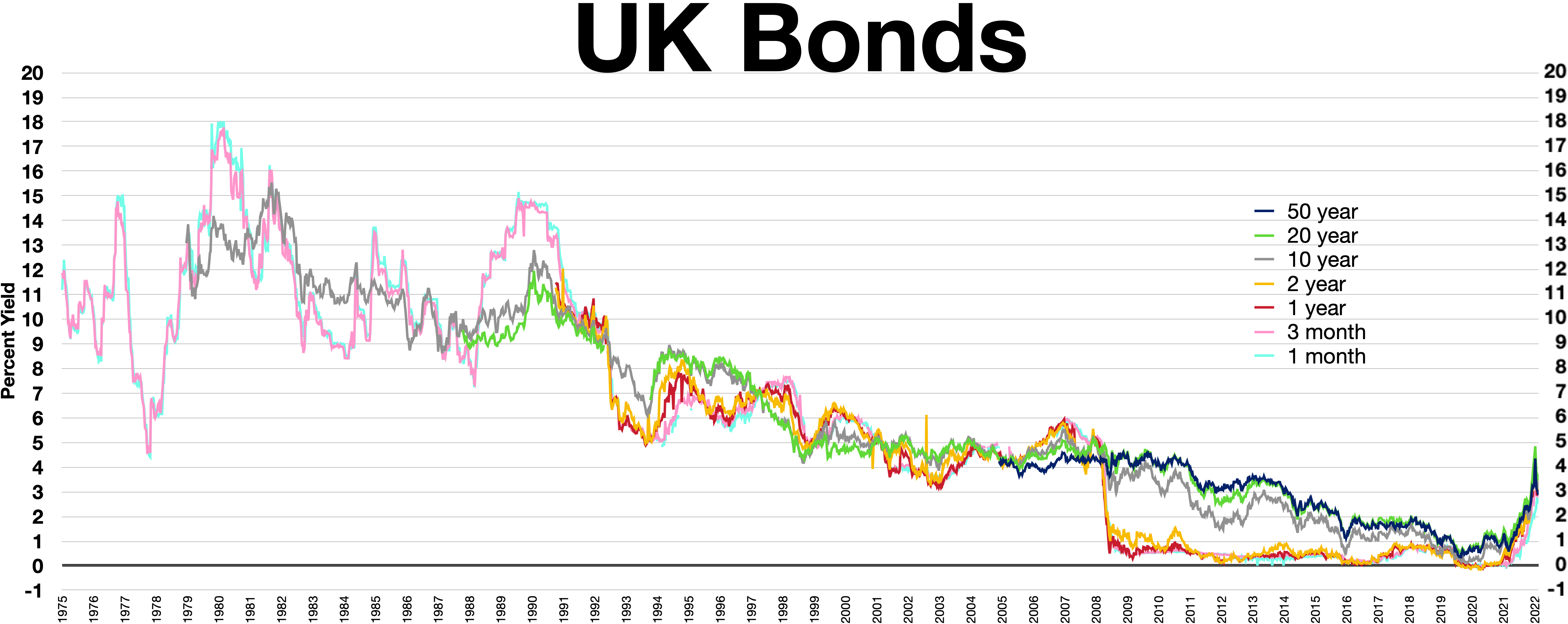
영국 채권

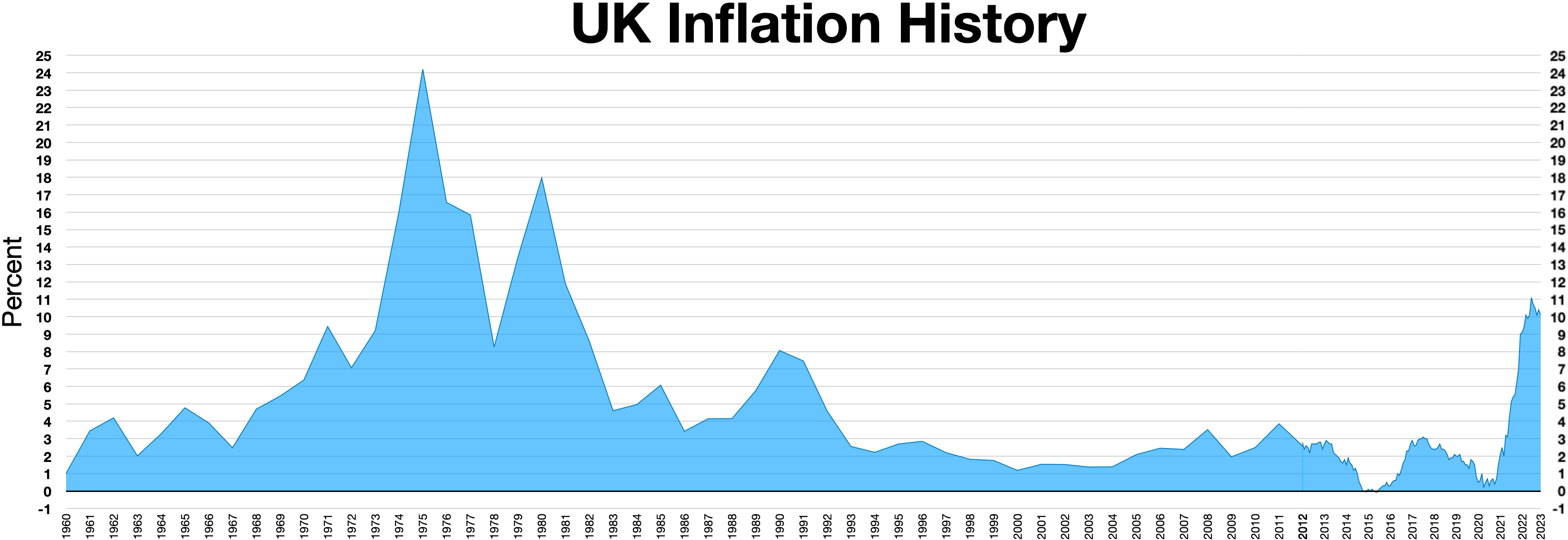
영국 인플레이션 역사

전쟁이 끝난 후 거의 20년 동안 산업 실적이 강세를 유지했고, 광범위한 주택 건설 및 새로운 상업 개발, 공공 건물 건설도 이 기간 내내 낮은 실업률을 유지했다. 1960년대 동안 부정적인 요인들이 합쳐지면서 해럴드 맥밀런 총리가 사용했던 슬로건 "(대부분의) 우리 국민은 이보다 더 잘 살았던 적이 없다"는 점점 더 공허하게 들렸다. 보수당 정부는 경제 성장을 꺾지 않으면서 인플레이션이 통제 불능 상태로 치솟는 것을 막기 위해 '정지-시작' 경제를 운영했다. 성장은 실망스러웠으며, 같은 기간 독일이나 프랑스가 달성한 성장률의 절반에 불과했다.
경제적 번영(1인당 국민 총생산 기준)을 비교할 때, 지속적인 상대적 경제 쇠퇴에 대한 공통된 인식이 있었다. 영국은 1950년 1인당 소득 세계 7위에서 1965년 12위, 1975년 20위로 떨어졌다. 노동당 정치인 리처드 크로스맨은 번성하는 캐나다를 방문한 후 영국으로 돌아와 "제한감, 그렇다, 심지어 쇠퇴감까지, 구국은 항상 위기의 벼랑 끝에 서서 체면을 유지하려 애썼고, 미래에 대한 확신에 찬 비전은 없었다"고 말했다.
경제학자들은 네 가지 중첩된 설명을 제공했다. "조기 시작" 이론은 영국의 경쟁국들이 농업 노동자들을 더 수익성 있는 일자리로 대거 이동시키면서 상대적으로 잘 성장하고 있다는 것이었는데, 이는 영국이 19세기에 이미 달성한 구조적 변화였다. 두 번째 이론은 "패배에 의한 회춘"을 강조했는데, 이는 독일과 일본의 경영자와 정치인들이 경제를 재정비하고 재고하며 재편하도록 강요받았다는 것이다. 세 번째 접근 방식은 "제국적 방해"의 부담을 강조했는데, 이는 영국의 광범위하지만 빠르게 쇠퇴하는 제국에 대한 책임이 국방비 지출과 경제 원조를 통해 국내 경제를 특히 방해했다는 것이다. 마지막으로, "제도적 실패" 이론은 불연속성, 예측 불가능성, 계급 질투의 부정적인 역할을 강조했다. 마지막 이론은 사립 학교와 대학이 엘리트주의적인 반산업적 태도를 영구화시키는 반면, 노동조합은 전통적이고 보수적이라고 비난했다. 사회 전통주의의 특징일 수도 있는 추가적인 요인은 영국 경영진의 실망스러운 성과였다.

#### 노동당의 대응
그 결과 심각한 정치적 위기와 1978년에서 1979년 겨울의 불만의 겨울이 발생했는데, 이 기간 동안 공공 부문 노동조합들의 광범위한 파업으로 인해 대중은 심각한 불편을 겪고 분노했다.
역사가 알란 스케드와 크리스 쿡은 1970년대 노동당 집권에 대한 역사가들의 일반적인 합의를 다음과 같이 요약했다.
윌슨의 총리로서의 기록이 곧 실패로 느껴졌다면, 캘러헌의 총리 임기 동안 그 실패감은 더욱 강력하게 강화되었다. 노동당은 긍정적인 성과를 낼 수 없는 듯했다. 인플레이션을 통제할 수 없었고, 노동조합을 통제할 수 없었으며, 아일랜드 문제를 해결할 수 없었고, 로디지아 문제를 해결할 수 없었으며, 웨일스와 스코틀랜드 분권 제안을 확보할 수 없었고, 공동 시장과 대중적인 모투스 비벤디를 이룰 수 없었으며, 심지어 자신들이 선택한 날짜에 국가로 갈 때까지 정권을 유지할 수 없었다. 따라서 마거릿 대처가 1979년에 압도적으로 승리한 것은 놀랄 일이 아니었다.
해럴드 윌슨이 이끌던 노동당은 1964년부터 1970년까지 해결책을 제시할 수 없었고, 결국 1967년 11월 18일 파운드 스털링을 2.80달러에서 2.40달러로 평가절하했다. 경제학자 니콜라스 크래프츠는 이 시기 영국의 상대적으로 낮은 성장을 경제의 일부 부문, 특히 국유화된 산업의 경쟁 부족, 열악한 산업 관계, 불충분한 직업 훈련의 복합적인 요인에 기인한다고 본다. 그는 이 시기가 경제 이론에 대한 이해 부족, 단기주의, 이익 집단에 대한 대처 실패로 인한 정부실패의 시기였다고 썼다.
양당 모두 영국이 경제를 되살리기 위해 유럽 경제 공동체(EEC)에 가입해야 한다는 결론에 도달했다. 이 결정은 다른 비EEC 국가들과 유럽 자유 무역 연합을 설립한 후 내려졌는데, 이는 영국 경제에 거의 경제적 자극을 제공하지 않았기 때문이었다. 영연방과의 무역 수준은 1945년에서 1965년 사이에 절반으로 줄어들어 약 25%에 이르렀고, 같은 기간 동안 EEC와의 무역은 두 배로 증가했다. 샤를 드골은 1963년에, 그리고 1967년에 다시 영국의 가입 시도에 거부권을 행사했다.
1970년 6월 1970년 영국 총선에서 당시 에드워드 히스가 이끄는 보수당이 여론조사에서 노동당의 세 번째 연속 승리를 예측했음에도 불구하고 예상치 못한 승리를 거두며 다시 집권했다. 이 시점에서 실업률은 전국적으로 3%를 기록하며 여전히 낮았다. 히스가 1973년 영국을 EEC에 가입시켰다.
그러나 1960년대 영국의 경제가 계속해서 상대적으로 쇠퇴하면서 윌슨 정부 말기에 노사 관계가 악화되었고, 이러한 노동자들의 불만은 에드워드 히스 보수당 정부 (1970–1974) 하에서 산업 환경의 극적인 붕괴로 이어졌다. 1970년대 초, 노동조합의 파업 활동, 특히 광부 노조의 성공적인 파업과 1973년 석유 파동의 영향으로 영국 경제는 더욱 심각한 어려움을 겪었고, 1973–74년에는 주3일근무제로 이어졌다. 그러나 1974년 재선된 노동당 정부가 사회 계약이라는 짧은 평온기를 협상했음에도 불구하고, 1978년에는 다시 노조와의 관계가 단절되어 불만의 겨울로 이어졌고, 결국 1976년 윌슨의 뒤를 이은 제임스 캘러헌이 이끌던 노동당 정부의 종말로 이어졌다.
이러한 어려운 시기 동안 영국의 경제는 실업률도 증가했다. 1978년 실업률은 150만 명에 달했는데, 이는 10년 전보다 거의 세 배에 달하는 수치였으며, 전국 실업률은 전후 처음으로 5%를 넘어섰다. 1975년 이후 100만 명 아래로 떨어진 적이 없었으며, 그 이후로도 150만 명 아래로 거의 떨어지지 않았다.
또한 1970년대에는 스코틀랜드 해안의 북해에서 석유가 발견되었지만, 증가하는 국가 부채와 늘어나는 실업자에게 지급되는 복지 수당을 지불해야 할 필요성 때문에 영국 경제에 대한 기여는 최소화되었다.

### 1979~1990: 대처 시대
1979년 마거릿 대처의 당선은 전후 합의의 종식과 민영화 및 규제 완화, 산업 관계 개혁, 세금 변화를 포함하는 새로운 경제 정책 접근 방식을 알렸다. 경쟁 정책이 산업 정책 대신 강조되었고, 그 결과적인 탈산업화와 구조적 실업은 거의 받아들여졌다. 대처의 노동조합과의 싸움은 1984년 광부 파업으로 절정에 달했다.
정부는 통화주의 정책을 적용하여 인플레이션을 줄였고, 공공 지출을 줄였다. 1980/81년 불황을 배경으로 디플레이션 조치가 시행되었다. 인플레이션은 1980년에 20%를 넘어서 최악이었지만, 1982-83년에는 10% 미만으로 떨어졌고 1987년 가을에는 약 4% 수준으로 안정될 때까지 계속 떨어졌다. 1980/81년 불황으로 인해 실업률은 1980년 가을에 2백만 명을 넘어섰고, 다음 해 봄에는 2백5십만 명을 넘어섰다. 1982년 1월까지 실업률은 1930년대 초 이후 처음으로 3백만 명에 달했지만, 이번에는 그 수치가 1930년대 초의 20% 이상보다는 낮은 약 12.5%를 차지했다. 산업 손실로 특히 큰 타격을 입은 지역에서는 실업률이 훨씬 높았고, 북아일랜드에서는 20%에 육박했으며, 웨일스, 스코틀랜드, 잉글랜드 북부의 많은 지역에서는 15%를 넘어섰다. 실업률의 정점은 실제로 경기 침체가 끝나고 성장이 다시 시작된 지 약 2년 후인 1984년 4월에 발생했으며, 이때 실업률은 3백3십만 명에 육박했다.
에릭 홉스봄에 따르면, 대처는 1980년에서 1984년 사이에 영국의 산업 생산 능력을 4분의 1이나 감소시킨 "산업 홀로코스트"를 감독했다. 주요 국영 기업들이 민영화되었는데, 여기에는 브리티시 에어로스페이스(1981), 브리티시 텔레콤(1984), 브리티시 레일랜드(1984), 롤스로이스(1987), 브리티시 스틸 코퍼레이션(1988) 등이 포함되었다. 전기, 가스, 영국 수자원 산업은 분할되어 매각되었다.
전쟁 이후 시행되어 온 영국의 환율 통제는 1979년에 폐지되었다. 이는 환율 변동성을 높여 파운드화가 1985년 2월 25일 1.054달러로 최저치를 기록한 후 1991년 2월에는 거의 2달러로 회복되는 결과를 낳았다. 영국의 해외 순자산은 1979년 말 120억 파운드에서 1986년 말 거의 1100억 파운드로 약 9배 증가하여 전후 최고 수준이자 일본 다음으로 높았다. 국유 산업의 민영화는 영국 내 주식 소유를 증가시켰다. 성인 인구 중 주식 소유 비율은 1979년 7%에서 1989년 25%로 증가했다. 마거릿 대처가 서명한 단일 유럽 의정서는 유럽 연합 지역 내에서 상품의 자유로운 이동을 허용했다. 이는 영국 경제에 경쟁의 자극을 주고 궁극적인 효율성을 높이는 명백한 이점을 제공했다.
1986년 금융 서비스 법은 나중에 금융 빅뱅으로 불린 규제 완화로 이어졌다.
1980년대 초반의 경기 침체로 실업률이 3백만 명을 넘어섰지만, 이후 1980년대 후반에 연간 4% 이상의 성장을 보인 회복은 당시 영국의 '경제 기적'이라는 주장을 낳았다. 대처주의가 1980년대 영국의 호황의 원인이었는지에 대해서는 상당한 논란이 있다. 북해유전은 1980년대 중반과 후반의 경제 성장 증가에 기여한 요인으로 지목되었다. 그러나 대처 정부가 시행한 많은 경제 정책들은 그 이후에도 유지되었고, 한때 그 정책에 크게 반대했던 노동당조차도 1990년대 후반 거의 20년 만에 다시 집권했을 때 모든 반대 입장을 철회했다.
실제로 1980년대 노동당은 1980년 마이클 풋이 대표로 선출된 후 좌경화되었고, 이는 당이 분열되어 중도주의 사회민주당을 형성하게 되었다. 사회민주당은 자유당과 연합하여 두 번의 총선에 출마했지만 실망스러운 결과를 얻었고, 1988년에 합당하여 자유민주당을 형성했다. 보수당은 1983년과 1987년에 재선되었으며, 두 번 모두 100석 이상의 과반수를 차지했다.
1986년 말까지 영국은 경제 호황의 초기 단계에 있었으며, 실업률은 300만 명 미만으로 떨어졌고 1989년 12월에는 10년 만에 최저치인 160만 명을 기록했다. 그러나 1989년에는 경제 성장률이 둔화되었고, 인플레이션은 10%에 육박했으며, 전국 언론에서는 임박한 경기 침체에 대한 우려가 만연했다. 정부는 인플레이션을 통제하기 위해 금리를 인상했다.

### 1990~1997: 메이저 시대
1990년 11월, 마거릿 대처는 보수당 의원들의 신뢰와 의회에서의 지지를 잃은 후 총리직에서 물러났다. 이는 그녀가 계속 집권하는 데 필요했던 것이었다. 존 메이저가 그녀의 후임으로 선출되었다. 정부의 인기는 그 해 초에 도입된 인두세로 인해 하락하고 있었고, 또 다른 경기 침체가 임박하면서 실업률도 다시 증가하기 시작했다. 여론조사에서는 마이클 풋의 1983년 사임 이후 닐 키녹이 이끄는 노동당이 다음 총선에서 승리할 수 있을 것으로 예상되었다.
몇몇 주요 경제국이 1989년 분기별 경제 성장이 둔화되었음에도 불구하고, 영국 경제는 1990년까지 계속 성장했다. 첫 분기별 감소는 그 해 3분기에 발생했는데, 이때 실업률은 4년간의 하락세 이후 다시 상승하기 시작했다. 또 다른 경기 침체의 시작은 1991년 1월에 공식적으로 확인되었다. 인플레이션을 통제하기 위해 1988년에서 1990년 사이에 금리가 인상되었고, 1990년에는 10%를 넘었지만 1992년 말에는 3% 미만으로 떨어졌다.
경제 성장은 1993년 초까지 회복되지 않았지만, 1979년부터 계속 집권했던 보수당 정부는 1992년 4월에 재선에 성공하여 닐 키녹과 노동당의 강력한 도전을 물리쳤지만, 과반수는 크게 줄었다.
1990년대 초반 경기후퇴는 영국에서 대공황 이후 60여 년 만에 가장 길었던 것으로 공식적으로 기록되었지만, 생산량 감소는 대공황이나 심지어 1980년대 초반의 경기 침체만큼 급격하지는 않았다. 이 경기 침체는 1990년에 시작되었으며, 1993년 4월에 공식적으로 끝났다고 선언되었는데, 이때는 거의 3백만 명의 사람들이 실업 상태였다.
영국 파운드는 독일 마르크를 기준으로 환율 메커니즘(ERM)을 통해 EU 환율과 연동되었다. 그러나 이는 영국에 재앙을 초래했다. ERM에 의해 부과된 제한은 파운드화에 압력을 가해 통화 유출을 야기했다. 1992년 9월 검은 수요일은 영국의 ERM 회원국 자격을 종료시켰다. 또한 보수당의 경제 능력에 대한 신뢰도를 손상시켰고, 1997년 18년간의 연속적인 보수당 정부 종식에 기여했다. 당은 오랫동안 유럽 문제로 분열되어 있었고, 당내의 많은 이러한 균열은 1997년까지도 치유되지 않았다.
보수당 정부의 몰락에도 불구하고, 실업률은 1992년 말 이후 4년여 만에 100만 명 이상 감소하여 170만 명에 이르렀으며, 이는 강력한 경제 회복을 보여주었다. 인플레이션도 낮게 유지되었으며, 1992년 ERM 탈퇴 이후에는 이자율이 점진적으로 감소했다.

### 1997~2001: 새로운 노동당
1997년 5월부터 토니 블레어가 새로 당선된 노동당 정부는 보수당의 지출 계획을 고수했다. 재무장관 고든 브라운은 일부 사람들에게 "신중한 재무장관"이라는 명성을 얻었고, 이전 노동당 정부의 경제 실패 이후 노동당의 경제 관리 능력에 대한 새로운 신뢰를 불어넣는 데 도움이 되었다. 새 노동당 정부의 첫 번째 조치 중 하나는 잉글랜드 은행에 금리 설정 권한을 부여하여 금리를 정치적 도구로 사용하는 것을 사실상 종식시킨 것이었다. 은행에 대한 통제는 금융 서비스 기관에 주어졌다.
노동당은 최저임금을 도입했는데, 이는 1999년 4월 도입 이후 매년 인상되었다. 블레어 정부는 또한 공공 부문의 확대를 포함하여 실업률을 낮추기 위한 여러 전략을 도입했다. 실업률은 2000년대 전반기에 150만 명 미만으로 꾸준히 유지되었는데, 이는 1970년대 후반 이후 볼 수 없었던 수준이었다. 하지만 정부는 제2차 세계 대전 이후 대부분의 30년간 보였던 6자리 숫자 실업률로 실업률을 되돌리는 데 성공하지 못했다.
노동조합 회원 수는 1980년대에 급격히 감소했고, 1990년대 대부분 동안 계속 감소했다. 철강, 석탄, 인쇄, 부두 등 수동 노동조합이 강했던 대부분의 산업의 장기적인 쇠퇴가 이러한 노동조합 회원 수 감소의 원인 중 하나였다.
2011년에는 노동조합회의 제휴 노동조합 회원 수가 6,135,000명으로, 1980년 최고치인 12,174,000명에서 감소했다. 노동조합 밀도는 민간 부문에서 14.1%, 공공 부문에서 56.5%였다.

## 21세기
2001년에 다시 압도적인 승리를 거두며 노동당이 두 번째 집권기에 들어서자, 당은 세금과 차입을 늘렸다. 정부는 공공 서비스, 특히 만성적인 자금 부족으로 고통받고 있다고 주장했던 국민 보건 서비스에 대한 지출을 늘리기 위해 자금을 원했다. 경제는 1960년대부터 쇠퇴해 온 제조업에서 서비스 및 금융 부문으로 전환되었고, 공공 부문은 계속 확장되었다. 영국은 또한 2001년 아프가니스탄, 2003년 이라크 전쟁에 참전했는데, 이는 영국 대중에게 논란이 되었다. 두 전쟁에 대한 지출은 연간 수십억 파운드에 달했고, 정부의 인기는 하락하기 시작했지만, 2005년 블레어 하에서 세 번째 총선에서 의석 수가 줄어든 상태로 승리하는 데 성공했다. 블레어는 총리직에서 10년 만에 물러났고, 후임으로 전 재무장관 고든 브라운이 취임했다. 리더 교체는 노동당이 여론 조사에서 보수당(데이비드 캐머런이 이끌었다)에 뒤처지기 시작한 시점에 이루어졌다.
이 시기에는 실업률이 160만 명으로 약간 증가했지만, 경제는 계속 성장했다. 하지만 영국은 기업의 재정 문제나 노동 비용 절감을 위한 해외 생산 전환으로 인해 대규모 제조업 일자리를 계속 잃었다. 이는 자동차 산업에서 특히 두드러졌는데, 제너럴 모터스(복스홀)와 포드가 영국 내 사업을 크게 축소했으며, 푸조(1970년대 후반에 이전 루츠 그룹과 크라이슬러 유럽 사업을 인수한 프랑스 자동차 제조업체)는 영국에서 완전히 철수했다. 이러한 폐쇄로 수천 개의 일자리가 사라졌지만, 자동차 산업에 가장 큰 단일 타격은 2005년 MG 로버가 청산되면서 발생했다. 이 자동차 제조업체에서만 6,000개 이상의 일자리가 사라졌고, 관련 공급 산업 및 대리점에서 20,000개 이상의 일자리가 사라졌으며, 자동차 제조업체의 직원들로부터 주로 무역에 의존했던 기업들의 파산과 해고는 말할 것도 없었다. 이는 현대 시대 유럽 자동차 제조업체 중 가장 큰 붕괴였다.
성장률은 2000년부터 2008년 초까지 꾸준히 1.6%에서 3% 사이를 유지했다. 인플레이션은 비교적 안정적으로 2%대였지만, 2007-2008년 세계 식료품 가격 위기로 상승했다. 잉글랜드 은행의 이자율 통제는 이 기간 동안 영국 경제의 안정성에 주요 요인이었다. 그러나 파운드 스털링은 계속해서 변동하여 2001년에는 달러 대비 최저치(1파운드당 1.37달러)를 기록했지만, 2007년에는 약 1파운드당 2달러로 다시 상승했다. 유로 대비 파운드는 1파운드당 약 1.45유로로 안정적이었다. 그 이후 신용 경색의 영향으로 경제가 둔화되었다. 예를 들어, 2008년 11월 초에 파운드는 약 1.26유로였지만, 연말에는 거의 동등한 수준에 도달하여 한때 1.02유로 아래로 떨어졌고 연말에는 1.04유로로 마감했다.

### 2008년 경기후퇴와 양적 완화

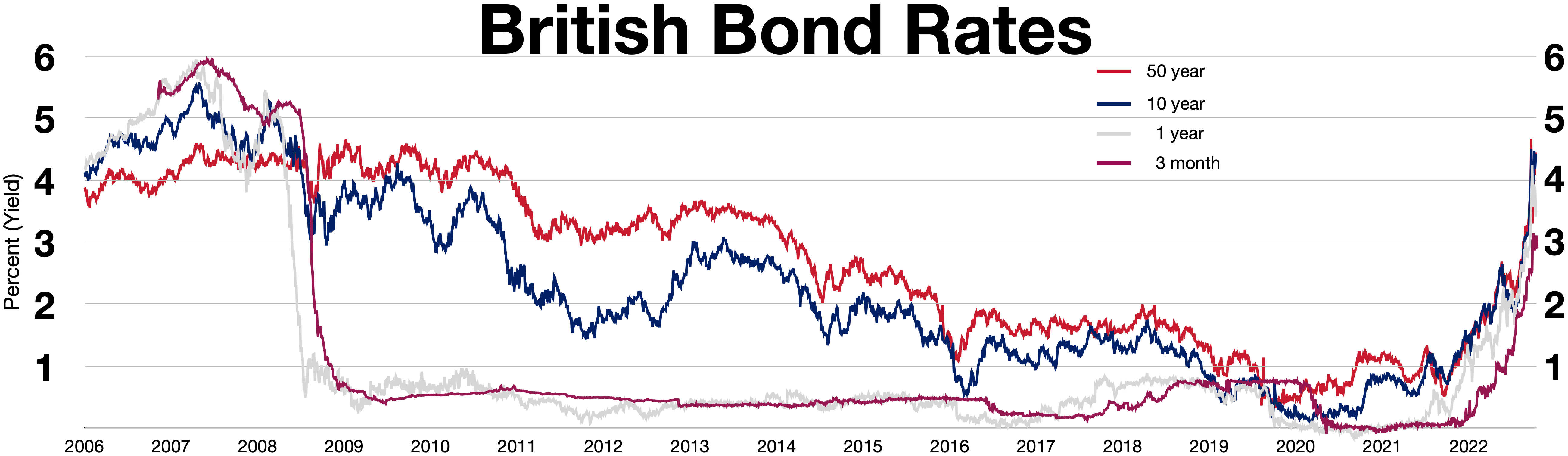
영국 채권 금리

영국은 영국 통계청 (ONS)에 따르면 2008년 2분기에 경기후퇴에 진입하여 2009년 4분기에 벗어났다. 2009년 11월에 개정된 ONS 수치는 영국이 6분기 연속으로 경제 위축을 겪었음을 보여주었다. 2009년 1월 23일, 영국 통계청의 정부 수치는 영국이 1991년 이래 처음으로 공식적으로 경기후퇴에 진입했음을 보여주었다. 영국은 2008년 마지막 분기에 경기후퇴에 진입했으며, 실업률은 2008년 5월 5.2%에서 2009년 5월 7.6%로 상승했다. 18세에서 24세 사이의 실업률은 11.9%에서 17.3%로 상승했다. 처음에는 영국이 2009년 2분기에 모두 성장으로 돌아선 독일, 프랑스, 일본, 미국을 포함한 다른 주요 경제국들에 뒤처졌지만, 영국은 결국 2009년 마지막 분기에 성장으로 돌아섰다. 2010년 1월 26일, 영국이 경기후퇴에서 벗어났음이 확인되었는데, 이는 세계에서 마지막으로 그렇게 한 주요 경제국이었다. 2010년 2월까지 3개월 동안 영국 경제는 다시 0.4% 성장했다. 2010년 2분기에는 경제가 1.2% 성장하여 9년 만에 가장 빠른 성장률을 기록했다. 2010년 3분기에는 영국 경제가 0.8% 성장했음이 수치로 나타났으며, 이는 10년 만에 가장 빠른 3분기 성장률이었다.
2009년 3월 5일, 잉글랜드 은행은 양적 완화로 알려진 과정을 통해 경제에 2천억 파운드의 새로운 자본을 투입할 것이라고 발표했다. 이는 영국 역사상 처음으로 이러한 조치가 사용된 것이지만, 잉글랜드 은행 총재인 머빈 킹은 이것이 실험이 아니라고 시사했다. 이 과정에서 잉글랜드 은행은 자체적으로 새로운 돈을 발행하여 정부 채권, 은행 대출, 주택 담보 대출과 같은 자산을 매입하는 데 사용했다. 양적 완화가 돈을 찍어내는 것을 수반한다는 오해에도 불구하고, 실제로는 돈이 전자적으로 생성되어 현금 유통 시스템에 실제로 유입되지는 않았다. 이 방법으로 처음 생성된 금액은 750억 파운드였지만, 전 재무장관 앨리스터 달링은 필요할 경우 최대 1500억 파운드까지 생성할 수 있도록 허가했다. 이 과정은 3개월 동안 진행될 것으로 예상되며, 결과는 장기적으로 나타날 가능성이 있다.
잉글랜드 은행은 인플레이션율이 목표치인 2% 이하로 떨어지는 것을 막기 위해 이 결정을 내렸다고 밝혔다. 잉글랜드 은행 총재인 머빈 킹은 또한 이자율이 이미 역대 최저 수준인 0.5%로 인하되었으며 더 이상 인하될 가능성이 없으므로 다른 통화 옵션이 남아 있지 않다고 시사했다.
2009년 11월 말 기준으로 경제는 4.9% 위축되었으며, 이는 2008-2009년 경기후퇴를 기록이 시작된 이래 가장 긴 경기후퇴로 만들었다. 2009년 12월, 영국 통계청이 발표한 2009년 3분기 개정 수치는 경제가 전 분기의 0.6% 하락에 비해 0.2% 위축되었음을 보여주었다.
영국이 2008년 경기후퇴에 나중에 진입했기 때문에 처음에는 유럽 이웃 국가들에 뒤처졌다는 주장이 제기되었다. 그러나 독일의 GDP는 전년 대비 4.7% 하락한 반면 영국의 GDP는 5.1% 하락했으며, 독일은 현재 2분기 연속으로 GDP 증가를 기록했다. 평론가들은 영국이 1979년 대처 정부의 정책으로 거슬러 올라가는 정부 정책의 결과로 다른 유럽 주요 국가들보다 약간 더 긴 경기후퇴를 겪었다고 시사했는데, 이는 영국 정부가 제조업 지원에서 벗어나 금융 부문에 집중했기 때문이다. OECD는 영국이 2010년에 1.6% 성장할 것으로 예측한다. 노동력 조사에 기록된 실업률은 2009년 4분기에 하락했으며, 이는 유럽연합의 3대 경제국 중 처음이었다. ONS에 따르면 GDP는 2009년 2분기 0.6% 감소한 후 2009년 3분기 0.2% 감소했다(2차 수정). 2009년 1분기에는 2.4% 감소했다. 2009년 10월까지 경제는 경기후퇴 시작 전 최고치에서 5.9% 위축되었다.
2007년 10월, IMF는 영국 GDP가 2007년에 3.1%, 2008년에 2.3% 성장할 것으로 예측했었다. 그러나 GDP 성장은 2008년 4월-6월(2분기)에 0.1% 하락으로 둔화되었다(0%에서 하향 조정됨). 2008년 9월, OECD는 영국 경제가 적어도 두 분기 동안 위축될 것으로 예측했는데, 이는 심각할 수 있으며 주요 경제국 G7 중 마지막으로 예상되는 성과였다. 6분기 후에도 영국 경제는 여전히 위축되어 OECD의 예측 방법에 의문을 제기했다.
지난 경기 순환 동안 정부의 과도한 차입이 심각한 구조적 적자를 초래했으며, 이는 이전 위기를 연상시키고 상황을 악화시키며, 회복을 자극하려는 시도가 이루어질 때 OECD 파트너 국가들과 비교하여 영국 경제를 불리한 위치에 놓을 것이라고 주장되어 왔다. 다른 OECD 국가들은 세계 경기 침체 이전에 상대적으로 더 엄격한 재정 통제 정책 덕분에 더 많은 기동 여유를 허용했다.
2009년 5월 EC는 "영국 경제는 현재 최근 역사상 최악의 경기후퇴 중 하나를 명백히 겪고 있다"고 밝혔다. EC는 2009년에 GDP가 3.8% 감소할 것으로 예상했으며, 2009년 첫 3분기 동안 성장이 마이너스로 유지될 것으로 전망했다. EC는 2009년 말과 2010년 초에 "사실상 침체"의 두 분기가 이어지고, 2010년 말까지 "약간의 긍정적 성장"으로 점진적으로 회복될 것이라고 예측했다.
FTSE 100과 FTSE 250은 2009년 9월 9일에 1년 만에 최고 수준으로 상승하여 FTSE 100은 5,000을 돌파하고 FTSE 250은 9,000을 돌파했다. 9월 8일 국립 경제 사회 연구소는 경제가 8월까지 3개월 동안 0.2% 성장했다고 믿었지만, 이는 틀린 것으로 판명되었다. 연구소는 영국 경기후퇴가 공식적으로 끝났다고 보았지만, "정상적인 경제 상황"이 돌아오지 않았다고 경고했다. 같은 날, 영국 제조업 생산량이 7월에 18개월 만에 가장 빠른 속도로 증가했다는 수치도 나타났다. 2009년 9월 15일 유럽 연합은 영국 경제가 7월에서 9월 사이에 0.2% 성장할 것이라고 잘못 예측했으며, 같은 날 잉글랜드 은행 총재 머빈 킹은 영국 GDP가 현재 성장하고 있다고 말했다. 동시에 웨일스의 실업률이 하락했다.
영국의 많은 평론가들은 모든 징후가 성장이 매우 가능성이 높다는 것을 보여주었기 때문에 영국이 3분기에 공식적으로 경기후퇴에서 벗어날 것이라고 확신했지만, 사실 그 시점에서 정부 지출은 경기후퇴에서 경제를 구하기에 불충분했다. 실제로 2009년 9월 소매 판매는 성장이 없었고 8월 산업 생산은 2.5% 감소했다는 수치가 나왔다. 개정된 영국 수치는 자동차 폐차 보상금 제도를 위한 정부 지출이 도움이 되었음에도 불구하고 2009년 3분기에 경제가 0.2% 위축되었음을 확인했다. 자동차 폐차 보상금 제도는 10년 이상 된 차량 소유자가 기존 차량을 폐기하는 대신 할인된 가격으로 새 차량을 구매할 수 있도록 했으며, 운전자들 사이에서 매우 인기가 있었다.
그러나 이러한 일시적인 부진에 이어 4분기에는 0.4%의 견고한 성장이 뒤따랐다.
영국 제조업체 단체인 EEF는 정부에 더 많은 현금을 요청했다: "다음 달 예산 사전 발표에서 기업 투자에 대한 지원 연장이 없다면, 성장의 모멘텀이 어디서 올지 알기 어려울 것이다."
2008년과 2009년 경제 침체로 노동당 정부의 인기는 급락했으며, 이 기간 동안 여론 조사는 모두 보수당이 선두를 달리고 있음을 보여주었다. 그러나 2010년 초에는 정당 간의 격차가 임박한 총선이 헝 의회를 초래할 것이라는 예측을 가능하게 할 정도로 좁아졌다. 이는 2010년 5월에 실제로 발생했다. 보수당은 총선에서 가장 많은 의석을 얻었지만 과반수에 20석이 부족했으며, 자유민주당과의 연립 정부를 구성했다. 새 정부는 경기후퇴에 대한 노동당의 대응 기간 동안 쌓인 높은 국가 부채를 해결하기 위해 향후 몇 년 동안 대대적인 공공 지출 삭감을 단행해야 했으며, 이는 실업률이 높게 유지되고 경제가 성장을 다시 확립하는 데 어려움을 겪는 것을 의미했다. 그러나 2013년에 경제 성장과 실업률 하락이 지속되면서 마침내 눈에 띄는 개선이 이루어졌다.
무디스는 2010년 9월 영국에 AAA 신용 등급을 유지하며 주로 정부 조치에 의해 안정적인 재정을 예측했다. 또한 경제가 미래에 가계 부채 상환을 위해 유연하게 성장할 수 있지만, 열악한 수출 시장과 경제의 금융 부문에 대한 큰 노출이 성장을 저해할 가능성이 있는 요인이라고 보고했다.
그 후 경제는 다음 7분기 중 5분기 동안 위축되어 2009년 말 경기후퇴 종료부터 2012년 중반까지 순성장이 없었다. 2010년에 경제는 회복되어 꾸준히 성장했지만, 여름에 그리스를 중심으로 한 유럽 국가 부채 위기는 모든 유럽 국가에서 두 번째 둔화를 초래했다. 유로존은 2011년 1분기부터 2013년 2분기까지 지속된 더블딥 경기후퇴에 진입했으며, 영국은 더블딥 경기후퇴는 없었지만 성장이 정체되었다. 2012년 상반기에 인플레이션 압력이 약화되고 기업 신뢰도가 증가했지만, 몇 가지 근본적인 약점, 특히 영국 기업의 생산성 저하는 여전히 남아있다.
2013년 2분기부터 영국 경제는 2008년 1분기 이래 가장 긴 5분기 연속으로 성장을 지속했으며, 주택 시장 반등과 제조업 및 서비스 산업의 강력한 성장에 힘입어 대부분의 선진 경제를 능가하는 성장을 보여주었다. IMF는 2014년 1월 영국의 2014년 성장률 전망치를 1.9%에서 2.4%로 상향 조정했다. 그 후, 인플레이션은 2014년 1분기에 1.6%의 최저치로 떨어졌으며, 실업률은 6.8%(2009년 이래 최저 수준)로 떨어졌고, 인상적인 고용 성장은 3040만 명이라는 역대 최고치를 기록했다. 영국 정부는 2014년 3월에 마감된 회계연도에 1076억 파운드의 국가 적자를 기록하며 한 달 전에 설정된 1077억 파운드의 목표를 달성했다. 이는 EU, 특히 유로존의 프랑스와 이탈리아와 같은 많은 국가들이 정체되고 있었다는 점을 고려할 때 특히 인상적인 결과였다. 그러나 경제 회복이 국민 대다수에게 미치지 못하고 있으며, 임금 상승률이 인플레이션을 따라가지 못하고 있다는 주장이 제기되었다. 2014년에는 이 지표가 개선되어 6년 만에 처음으로 임금 상승률이 인플레이션을 앞질렀다.

### 2016년 영국 유럽 연합 회원국 국민투표
2015년 영국 총선에서 영국 하원 의석의 과반수를 확보하자, 데이비드 캐머런 총리는 2017년 말까지 영국이 EU 회원국 자격을 유지할지에 대한 국민투표를 실시하겠다는 매니페스토 공약을 재차 강조했다. 단, "EU 내 영국을 위한 새로운 협상을 체결한 후에"였다. 2016년 6월 23일, EU 국민투표 또는 브렉시트 국민투표라고 불리는 국민투표가 영국과 지브롤터에서 유권자들에게 국가가 유럽 연합 (EU)의 회원국으로 남을지, 아니면 탈퇴할지를 묻기 위해 실시되었다. 이 국민투표는 European Union Referendum Act 2015와 Political Parties, Elections and Referendums Act 2000에 따라 조직되고 촉진되었다. 국민투표 결과는 51.9%의 득표율로 EU 탈퇴에 찬성했다. 이 국민투표는 의회 주권의 오랜 원칙과 국민투표를 실시해야 한다는 내용만 명시된 법률 때문에 법적으로 구속력이 없었다. 그러나 당시 정부는 그 결과를 이행하겠다고 약속했다.

### 브렉시트와 그 이후
탈퇴는 2020년 1월 31일 23:00 GMT (2020년 2월 1일 00:00 CET)에 공식적으로 이루어졌다. 영국은 EU를 탈퇴한 유일한 주권국이다. 영국은 1973년 1월 1일부터 EU 또는 그 전신인 유럽 공동체 (EC)의 회원국이었다. 이는 2020년 12월 31일 CET (GMT 23시)에 종료된 전환 기간을 시작했으며, 이 기간 동안 영국과 EU는 미래 관계를 협상했다. 전환 기간 동안 영국은 계속해서 EU법의 적용을 받았으며 유럽 연합 관세 동맹 및 유럽 단일 시장의 일부로 남아있었다. 그러나 더 이상 EU의 정치 기구 또는 기관의 일부는 아니었다.
EU–영국 무역 협력 협정(TCA)은 유럽 연합(EU), 유럽 원자력 공동체(Euratom), 그리고 영국 간에 2020년 12월 30일 체결된 자유 무역 협정이다. 이는 브렉시트 전환 기간이 종료된 2021년 1월 1일부터 잠정 적용되었으며, 양측의 비준 절차가 완료된 2021년 5월 1일 공식적으로 발효되었다. 영국 의회는 2020년 12월 30일 비준했으며, 유럽 의회와 유럽 연합 이사회는 2021년 4월 말 비준했다.
영국이 유럽 연합에서 탈퇴하면서 아일랜드 국경은 영국과 EU 간의 유일한 육상 국경이 되었다. EU 단일 시장과 영국 국내 시장 조항은 외부 국경에서 특정 세관 검사 및 무역 통제를 요구한다. 북아일랜드 의정서는 EU 단일 시장을 보호하면서 "분쟁" 종식 이후 유지되어 온 상대적 평화를 불안정하게 만들 수 있는 '하드 보더'의 부과를 피하기 위한 것이다. 원래 합의된 의정서에 따라 북아일랜드는 공식적으로 EU 단일 시장 밖에 있지만, EU 상품 자유 이동 규칙과 EU 관세 동맹 규칙이 여전히 적용된다. 이는 북아일랜드와 아일랜드섬의 나머지 지역 사이에 세관 검사나 통제가 없도록 보장한다. 북아일랜드의 상품은 그레이트브리튼섬으로 제한 없이 이동할 수 있지만, 반대의 경우는 그렇지 않다. 따라서 아일랜드 공화국/북아일랜드 육상 국경 대신, 의정서는 사실상 아일랜드해에 데 팍토 세관 국경을 만들어 북아일랜드와 그레이트브리튼섬을 분리했으며, 이는 저명한 연합주의자들의 불만을 샀다.

## 영국의 사업 사학

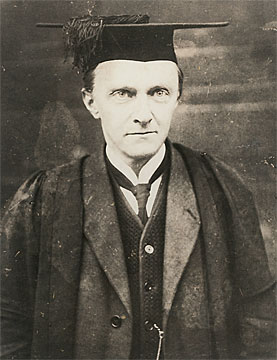
조지 언윈

영국의 사업 역사는 1950년대에 영향력 있는 일련의 회사 역사 서적 출판과 1958년 리버풀 대학교에서 학술지 'Business History' 창간 이후 등장했다. 이러한 초기 회사 역사 서적 중 가장 영향력 있었던 것은 찰스 윌슨의 유니레버 역사로, 첫 권은 1954년에 출판되었다. 다른 예로는 D. C. 콜먼의 코톨즈와 인조 섬유에 대한 연구, B. W. E. 알포드의 윌스 및 담배 산업에 대한 연구, T. C. (테오) 바커의 필킹턴 및 유리 제조에 대한 연구가 있다. 이러한 초기 연구는 주로 광범위한 산업 발전에 있어 선도 기업의 역할에 관심을 가졌던 경제 사학자들에 의해 수행되었으며, 따라서 단순한 기업 역사를 넘어섰다. 일부 연구는 산업 혁명의 성공적인 산업과 주요 기업가의 역할을 검토했지만, 1960년대 영국 사업 역사에 대한 학술적 논의는 점차 경제 쇠퇴에 초점을 맞추게 되었다. 경제 사학자들에게 1870년 이후 영국 경쟁 우위 상실은 적어도 부분적으로는 기업가적 실패로 설명될 수 있었고, 이는 개별 산업 및 기업 사례에 대한 추가 사업 역사 연구를 촉발했다. 그러나 1970년대에 '기업가적 실패'에 대한 이러한 해석은 계량경제사학자들에 의해, 특히 디어드리 매클로스키에 의해 도전받았는데, 그녀는 영국 경제의 생산성 경로를 더 긍정적인 시각으로 정량적으로 평가했다. 피터 페인이 '19세기 영국 기업가 정신(British Entrepreneurship in the Nineteenth Century)'에서 제시한 더 전통적인 분석은 '기업가적 실패'라는 주장에 대해 유사하지만 더 신중하게 미묘한 반박을 제시했다.
한 가지 논쟁은 랭커셔 면직물 산업 기업의 성과에 관한 것이다. 산업화의 "경제적 도약"을 추진한 "선도 부문"으로 자주 간주되었지만, 1890년대에 그 기업들은 최근 기술 개발에 대한 투자 및 채택이 상대적으로 느렸고, 1900년에는 상대적 노동 생산성 수준이 낮았다. 예를 들어 윌리엄 레이조닉은 랭커셔의 면직물 기업가들이 미국의 면직물 생산 기업가들과 마찬가지로 미국 경제의 다른 부문에서 볼 수 있는 더 큰 통합 공장을 개발하는 데 실패했다고 주장했다. 이는 챈들러가 여러 비교 사례 연구에서 제시한 일반적인 결론이다. 역설적으로, 페이즐리에 본사를 둔 스코틀랜드 면직물 제조 회사인 J. & P. 코츠는 영국은 물론 전 세계적으로 업계 최고 수준의 생산성을 달성했을 뿐만 아니라, 인상적인 자회사 포트폴리오 중 미국에서 가장 우수한 성과를 내는 면직물 제조 회사도 소유했다. 랭커셔는 실패했을지 모르지만, 1900년 주식 시장 가치로 세계 최대 제조업 회사였던 J. & P. 코츠는 실패하지 않았다.
1914년 이전 영국 사업가들의 경제적 성과가 이제 더 잘 알려지고 균형 잡힌 시각으로 평가되면서, 비평가들은 사회학으로 눈을 돌려 계층 구조에서의 그들의 위치, 특히 귀족과의 종속적인 관계, 그리고 그들의 부를 사용하여 토지 재산을 구입하고 세습 칭호를 획득하려는 욕구를 강조했다.
영국 사업 역사는 1980년대에 런던 정치경제대학교 사업 역사 연구소에서 레슬리 해나가, 그 다음 테리 구르비시가 이끄는 혁신적인 연구가 수행되면서 범위를 넓히기 시작했다. 이곳에서 데이비드 제레미는 다권 서적을 편집했다. 비슷한 전기 모음집이 글래스고 사업 역사 센터와 관련된 학자들에 의해 '스코틀랜드 사업 전기 사전(Dictionary of Scottish Business Biography)'으로 출판되었다. 레딩을 비롯한 다른 연구 센터들도 뒤를 이었으며, 이는 비즈니스 및 경영 대학원 학자들의 학문 분야 참여가 증가했음을 반영한다.
학술지 'Business History'는 학문 분야의 확대된 야심을 반영했다. 편집자들은 처음에는 제프리 존스 (하버드 비즈니스 스쿨), 찰스 하비 (뉴캐슬 대학교 비즈니스 스쿨), 그리고 나중에는 존 윌슨 (뉴캐슬 대학교 비즈니스 스쿨)과 스티븐 톰스 (리즈 대학교 비즈니스 스쿨)가 네트워크, 가족 자본주의, 기업 지배 구조, 인적 자원 관리, 마케팅 및 브랜드, 그리고 국제적 맥락뿐만 아니라 단순히 영국적 맥락에서도 다국적 조직과 같은 경영 전략 주제를 추진했다. 이러한 새로운 주제들은 사업 사학자들이 알프레드 챈들러 등의 영국 사업가와 영국 경제 성과에 대한 초기 결론에 도전하고 조정할 수 있게 해주었다.

## 같이 보기
- 영국의 경제
- 대영 제국 역사가
- 구빈법 역사가
- 영국의 역사가
- 영국의 역사
  - 잉글랜드의 역사
  - 북아일랜드의 역사
  - 스코틀랜드의 역사
  - 웨일스의 역사
- 중세 잉글랜드의 경제
- 스코틀랜드의 경제사
- 영국의 노동조합 역사
- 영국의 조세
- 영국의 사회사 (1945년-현재), 일부 경제 주제 포함
- 영국의 경기후퇴 목록
- 농업사 평론
- 경영사 평론
- 경제사 평론

## 내용주
1. ↑  영국은 유럽 원자력 공동체 (EAEC 또는 Euratom)에서도 탈퇴했다.

## 추가 문헌
- Aldcroft, D. H.; Richardson, H. W. (1969). 《The British Economy, 1870–1939》.
- Aldcroft, Derek H. "Economic Growth in Britain in the Inter-War Years: A Reassessment." Economic History Review, vol. 20, no. 2, 1967, pp. 311–326. online
- Alford, B. W. E. Britain in the World Economy Since 1880 (Longman, 1995)
- Alford, B. W. E. British Economic Performance, 1945–1975 (Macmillan, 1988)
- Alford, B. W. E. Depression and Recovery? British Economic Growth, 1918–1939 (Macmillan, 1972)
- Ashton, T.S. The Industrial Revolution (1760–1830) (Oxford UP, 1964) online free
- Ashworth, William. An economic history of England, 1870–1939 (Taylor & Francis, 2005)
- Bailey, Frank E. "The Economics of British Foreign Policy, 1825–50." Journal of Modern History 12.4 (1940): 449–484. online
- Ball, Michael, and David Sunderland. An Economic History of London, 1800–1914 Routledge, 2001. excerpt and text search
- Baten, J. A History of the Global Economy, 1500 to the present (2016) pp. 13–41.
- Berg, Maxine. The age of manufactures, 1700–1820: Industry, innovation and work in Britain (Routledge, 2005).
- Berghahn, Volker R. American Big Business in Britain and Germany: A Comparative History of Two "Special Relationships" in the Twentieth Century (Princeton University Press, 2014) xii, 375 pp.
- Broadberry, Stephen et al. British Economic Growth, 1270–1870 (2015)
  - Jeffrey G. Williamson의 리뷰
- Broadberry, Stephen; Campbell, Bruce M. S.; Leeuwen, Bas van (2013). 《When did Britain industrialise? The sectoral distribution of the labour force and labour productivity in Britain, 1381–1851》 (PDF). 《Explorations in Economic History》 50. 16–27쪽. doi:10.1016/j.eeh.2012.08.004. S2CID 53449312.
- Cain, P. J. and A. G. Hopkins. British Imperialism: Innovation and Expansion 1688-1914 (2nd ed. 1993)
- Cannadine, David. "The Present and the Past in the English Industrial Revolution 1880–1980." Past & Present, no. 103, (1984), pp. 131–172. online
- Cain, Peter, and Tony Hopkins. British Imperialism: 1688–2000 (2nd ed. 2001)
- Cairncross, Alec. Years of Recovery: British Economic Policy 1945—51 (1985)
  - Austin Robinson의 리뷰 참조, "전쟁에서 평화로의 전환의 경제적 문제: 1945—49" Cambridge Journal of Economics 10#2 (1986), pp. 165–185 online
- Cairncross, Alec. The British economy since 1945: economic policy and performance, 1945–1990 (1992) online
- Chambers, J. D. The Workshop of the World: British Economic History from 1820 to 1880 (1961)
- Clapham; J. H. An Economic History of Modern Britain (3 vol 1926–63), since 1820 online
- Clapham, John. A concise economic history of Britain: From the earliest times to 1750 (1916). online
- Cottrell, Philip L. Industrial finance, 1830–1914: the finance and organization of English manufacturing industry (Routledge, 2013).
- Crafts, Nicholas. 2018. Forging Ahead, Falling Behind and Fighting Back: British Economic Growth from the Industrial Revolution to the Financial Crisis. Cambridge University Press.
- Daunton; M. J. Progress and Poverty: An Economic and Social History of Britain, 1700–1850 Oxford University Press, 1995
- Davis, Ralph. "English foreign trade, 1660–1700." Economic History Review 7.2 (1954): 150–166. in JSTOR
  - Davis, Ralph. "English Foreign trade, 1700–1774." Economic History Review 15.2 (1962): 285–303. in JSTOR
- Ellison, Martin and Andrew Scott. 2020. "영국의 국채 관리 1694–2018." American Economic Journal: Macroeconomics, 12 (3): 227–57.
- Feis, Herbert. Europe the World's Banker, 1870–1914 (1930) online; 주로 런던 은행에 관한 내용.
- Feinstein, Charles H. National Income, Expenditure and Output of the United Kingdom. 1855–1955. Studies in the National Income and Expenditure of the United Kingdom, 6. Cambridge University Press, 1972.
- Fieldhouse, D. K. Economics and Empire, 1830–1914 (1973).
- Floud, Roderick. The People and the British Economy, 1830–1914 (1997).
- Floud, Roderick, and Donald McCloskey, eds. The Economic History of Britain since 1700 (1st ed. 2 vol 1981; 2nd edition 1994.
- Floud, Roderick, Jane Humphries, and Paul Johnson, eds. The Cambridge Economic History of Modern Britain (3 vol. 2014); 고급 경제사, 계량경제학과 통계학에 중점; 발췌 이전 Floud-McCloskey 책과 거의 완전히 다른 내용.
- Gallagher, John, and Ronald Robinson. "The Imperialism of Free Trade." Economic History Review 6#1 1953, pp. 1–15. online 유명한 기사
- Gourvish, Terence Richard. Railways and the British economy, 1830–1914 (Macmillan International Higher Education, 1980).
- Gregg, Pauline. A Social and Economic History of Britain: 1760–1950 (1950) online
- Hancock, W.K. and M. M. Gowing. British War Economy (1949) 제2차 세계 대전 공식 역사 중 일부 online
- Harte, N. B. "Trends in publications on the economic and social history of Great Britain and Ireland, 1925–74." Economic History Review 30.1 (1977): 20–41. online
- Harvey, Charles, and John Turner. Labour and Business in Modern Britain 1989
- Honeyman, Katrina. "Doing Business with Gender: Service Industries and British Business History." Business History Review 2007 81(3): 471–493.
- Horrell, Sara (2000). 《Living Standards in Britain 1900–2000: Women's Century》. 《National Institute Economic Review》 172. 62–77쪽. doi:10.1177/002795010017200107. S2CID 154896522.
- Hutchinson, Martin. Forging Modernity: Why and How Britain Got the Industrial Revolution (Cambridge, The Lutterworth Press, 2023).
- Johnman, Lewis and Murphy, Hugh. "Maritime and Business History in Britain: Past, Present, and Future?" International Journal of Maritime History 2007 19(1): 239–270. ISSN 0843-8714
- Kindleberger, Charles P. Economic Growth in France and Britain: 1851–1950  (1964)
- Lee, Clive. 1700년 이후 영국의 경제: 거시 경제적 관점 (1986)
- Lee, Clive. 스코틀랜드와 영국: 20세기 경제와 연합 (1995)
- Lipson, Ephraim. The economic history of England (3v, 7th ed. 1964), 중세부터 1900년까지
- Maggs, Colin. Great Britain's Railways: A New History (Amberley, 2018).
- May, Trevor. An Economic and Social History of Britain, 1760–1990 (1996)
- Michie, Ranald C. British Banking: Continuity and Change from 1694 to the Present (Oxford UP, 2016) 334 pp. 온라인 리뷰
- Milward, A. S. The Economic Effects of the Two World Wars on Britain (1970).
- Mokyr, Joel (2010). 《The enlightened economy: an economic history of Britain, 1700–1850》. Yale University Press. ISBN 978-0-300-12455-2.
- Mollan, Simon, and Kevin D. Tennent. "International taxation and corporate strategy: evidence from British overseas business, circa 1900–1965." Business History 57.7 (2015): 1054–1081.
- Morgan, Kenneth O. The Oxford Illustrated History of Britain, (Oxford University Press, 2008).
- Naef, Alain (2022). An Exchange Rate History of the United Kingdom: 1945–1992. Cambridge University Press.
- Overton, Mark. Agricultural Revolution in England: The Transformation of the Agrarian Economy 1500–1850 (1996).
- Payne, Peter Lester. 19세기 영국의 기업가정신 Macmillan, (1974, 1988).
- Peden, G. C. British Economic and Social Policy: Lloyd George to Margaret Thatcher (1985).
- Pelling, Henry. A History of British Trade Unionism (1963).
- Pope; Rex. Atlas of British Social and Economic History since C.1700 Routledge, 1990).
- Pollard, Sidney.  The Development of the British Economy, 1914–1990 (4th ed. 1992)
- Price, Jacob. "What Did Merchants Do? Reflections on British Overseas Trade, 1660–1790," Journal of Economic History 49#2 (1989), pp. 267–284 in JSTOR
- Roberts, E. Women and Work, 1840–1940 (1988).
- Roseveare, Henry G. The Financial Revolution 1660–1750 (Routledge, 2014).
- Saul, S. B. The Myth of the Great Depression, 1873–1896 (1969).
- Saul, S. B. "Britain and World Trade, 1870–1914." Economic History Review 7#1, 1954, pp. 49–66. JSTOR, online
- Smith, Edmond.  Merchants: The Community That Shaped England's Trade and Empire, 1550–1650 (Yale University Press, 2021) 온라인 리뷰
- Supple, Barry Emmanuel. Essays in British Business History (1977)
- Toms, Steven and Wilson, John F. "Scale, Scope and Accountability: Towards a New Paradigm of British Business History." Business History 2003 45(4): 1–23. ISSN 0007-6791
- Toynbee, Arnold.  The Industrial Revolution (1884) online
- Wilson, Charles. England's apprenticeship, 1603–1763 (1967), 포괄적인 경제 및 비즈니스 역사.
- Worswick, G. D. N. and P. H. Ady, eds. The British economy, 1945–1950 (1952) online
- Wrigley, E. Anthony. "Reconsidering the Industrial Revolution: England and Wales." Journal of Interdisciplinary History 49.01 (2018): 9–42.

### 제1차 세계 대전
- Adams, R. J. Q.  "Delivering the Goods: Reappaising the Ministry of Munitions: 1915–1916." Albion: A Quarterly Journal Concerned with British Studies (1975) 7#3 pp: 232–244  in JSTOR
- Baker, Charles Whiting (1921). 《Government control and operation of industry in Great Britain and the United States during the World War》. New York: Oxford University Press.
- Burk, Kathleen. Britain, America and the sinews of war, 1914–1918 (1985) online free
- Great Britain. Ministry of Munitions. History of the Ministry of Munitions (8 vol. 1922), online free
- Grieves, Keith. The politics of manpower, 1914–18 (Manchester UP, 1988).
- Hancock, W.K. and M. M. Gowing. British War Economy (1949) pp 3–40 online
- Hurwitz, Samuel J. (1949). 《State Intervention in Great Britain: Study of Economic Control and Social Response, 1914–1919》. Routledge. ISBN 978-1-136-93186-4.
- McVey, Frank L. The financial history of Great Britain, 1914-1918 (1918) online free
- Whetham, Edith H. The Agrarian History of England and Wales: Volume VIII: 1914–39 (Cambridge University Press, 1978), pp 70–123

### 1차 자료
- Bland, A.E., P.A. Brown and R.H. Tawney, eds. English economic history: select documents (Macmillan, 1919). online 733pp; 1086년부터 1840년대까지 다룸.
- Charles H. Feinstein National Income, Expenditure and Output of the United Kingdom. 1855–1955. Studies in the National Income and Expenditure of the United Kingdom, 6. Cambridge University Press.(1972)
- Pollard, Sidney and Colin Holmes, eds. Documents of European Economic History: Process of Industrialization, 1750–1870 v. 1 (1968) passim.
  - Pollard, Sidney and Colin Holmes, eds. Documents of European Economic History: Industrial power and national rivalry 1870–1914 v. 2 (1972) passim
  - Pollard, Sidney and Colin Holmes, eds. Documents of European Economic History: The End of the Old Europe 1914–1939 v. 3 (1972) passim
- Tawney, R. H., and Eileen Power, eds. Tudor Economic Documents (3 vols. 1924).